# Königreich Ägypten
Das Königreich Ägypten (arabisch المملكة المصرية, DMG al-Mamlakat al-Miṣrīya), auch (Neues) Ägyptisches Reich (arabisch الإمبراطورية المصرية الجديدة, DMG al'iimbiraturiat almisriat aljadida) genannt, bezeichnet den Gesamtstaat des Reiches der Muhammad-Ali-Dynastie in Nord- und Ostafrika in seiner letzten Phase im Zeitraum von 1922 bis 1953.
Das Königreich wurde am 28. Februar 1922 vom Vereinigten Königreich Großbritannien und Irland in die staatliche Unabhängigkeit entlassen und entstand mit der Proklamation des bisherigen Sultans Fu'ād I. zum König am 15. März 1922. Vorausgegangen war dem 1919 ein Volksaufstand gegen die Kolonialmacht. Damit war nach über 2000 Jahren mehrerer Fremdherrschaften unter einer monarchischen Staatsform erstmals wieder ein souveräner ägyptischer Nationalstaat entstanden.
Das Königreich Ägypten erstreckte sich über das Territorium der heutigen Republiken Ägypten, Sudan und Südsudan und umfasste zeitweise Teile der Staaten Libyen (Großteil der historischen Region Kyrenaika) und Tschad (Regionen Ennedi und Borkou) und das umstrittene Ilemi-Dreieck (heute von Kenia kontrolliert) und war bislang der größte neuzeitliche Staat Afrikas und zur damaligen Zeit der sechstgrößte Staat der Erde. Mit über 27 Millionen Einwohnern war die Monarchie auch das bevölkerungsreichste Land des Nahen Ostens. Das Land hatte dadurch eine enorme politische und kulturelle Ausstrahlung in der arabischen und islamischen Welt und löste damit quasi das 1922 untergegangene Osmanische Reich, zu welchem das Land nominell bis 1914 gehört hatte, als sunnitische Führungsmacht ab. Drei Jahrzehnte lang beanspruchte das Königreich Ägypten daher politisch, militärisch und wirtschaftlich eine regionale Hegemonie gegenüber den dortigen europäischen Kolonialmächten und den bereits unabhängigen arabisch-islamischen Staaten. In Libyen kämpfte das Reich mit Italien und lokalen Stammesführern und im Sudan mit Großbritannien um die wirtschaftliche und politische Vormachtstellung. Nach dem Zweiten Weltkrieg rang es mit dem Königreich Irak, Iran und der Türkei um die militärische und wirtschaftliche Dominanz in der Region. In der 1945 neugegründeten Arabischen Liga forderte das Reich Saudi-Arabien um die Führungsrolle in der Organisation heraus und rang mit diesem um wirtschaftlichen Einfluss im Königreich Jemen. In Palästina führte die ägyptische Expansionspolitik zu Interessenkonflikten mit den dortigen Nachbarstaaten Jordanien und Syrien.
Während der Zeit des Königreichs war Ägypten wirtschafts- und sozialgeschichtlich durch eine schnelle Industrialisierung und einen gesellschaftlichen Modernisierungskurs geprägt, der unter anderem auf eine radikale Säkularisierung, die weitgehende Gleichstellung der Geschlechter, sowie eine Verbesserung des Lebensstandardes abzielte. Ökonomisch und sozial-strukturell begann sich das Reich ab ca. 1925 vom Agrar- zum ersten Industriestaat Afrikas zu wandeln. Durch den Ausbau des Handels mit Baumwolle und des Bankwesens gewann auch der Dienstleistungssektor an Bedeutung. Das rasante Wirtschaftswachstum wurde durch die Weltwirtschaftskrise und die ihr folgende langjährige Konjunkturkrise zeitweilig gebremst. Trotz erheblicher politischer Folgen änderte dies nichts an der strukturellen Entwicklung hin zum Industriestaat. Diese wirtschaftliche und gesellschaftliche Stabilisierungsphase dauerte von 1922 bis 1939.
Kennzeichnend für den demographischen Wandel in der Monarchie waren ein rapides Bevölkerungswachstum, Binnenwanderung, Urbanisierung und die intensivierte Zuwanderung von europäischen Ausländern. Die Gesellschaftsstruktur wurde durch die Zunahme der städtischen Arbeiterbevölkerung und der Bildung eines neuen Bürgertums aus Technikern, Angestellten sowie kleinen und mittleren Beamten und Militärs wesentlich verändert. Dagegen ging die wirtschaftliche Bedeutung des Handwerks und der Landwirtschaft – bezogen auf deren Beiträge zum Bruttosozialprodukt – eher zurück. Trotzdem konnten die ägyptische und sudanesische Aristokratie ihr hohes Sozialprestige, ihre dominante Rolle beim Militär, in der Diplomatie und der höheren Zivilverwaltung behaupten. Durch den Aufstieg von mehreren Massenverbänden und -parteien und den Ausbau des Radios und Zeitungswesens zu Massenmedien gewann zudem die öffentliche Meinung an Gewicht.
Die innen- und außenpolitische Entwicklung wurde vor allem in den Anfangsjahren von der nationalistischen Wafd-Partei bestimmt. Deren verschiedene Regierungen setzten auf einen relativ liberalen Kurs mit vielen politischen und gesellschaftlichen Reformen. Außenpolitisch versuchte man das Reich durch ein komplexes Bündnissystem mit den Großmächten Italien, Frankreich und Großbritannien abzusichern (z. B. Anglo-Ägyptischer Vertrag von 1936).
Die Phase nach dem Tod von König Fu'ād I. 1936 führte zu einer erheblichen persönlichen Einflussnahme seines Sohnes Faruq auf die Tagespolitik. Auch war seine Regierungszeit von Korruption und einer widersprüchlichen Außenpolitik geprägt, die zwischen einer Anlehnung an die faschistischen Diktaturen in Europa und die westlichen demokratischen Staaten schwankte und am Vorabend des Zweiten Weltkriegs Ägypten letztendlich in die Isolation führte. Auch die wirtschaftliche Situation verschlechterte sich mit der Weltwirtschaftskrise ab 1930 zunehmend. Der danach beginnende Aufstieg der faschistischen Jungägyptischen Partei und der islamistischen Muslimbruderschaft führten zu einer fünfjährigen Diktatur (1930–1935).
1940 wurde Ägypten von Großbritannien besetzt. Das Land war dabei in einen Mehrfrontenkrieg verwickelt und erst 1942 konnten die Truppen des britischen Weltreichs die seit 1940 andauernde Invasion der Achsenmächte abwehren. Die aus dem Krieg resultierende tiefe ökonomische und politische Krise 1946 und der weiterhin beträchtliche britische Einfluss führten zu einem starken Rückhaltverlust der Monarchie in der Bevölkerung und dem Militär.
Der Niedergang und das Ende des Reiches kamen im Fahrwasser des Kalten Krieges. In diesem gewann das Königreich zunächst als strategisch bedeutende Macht enormen geopolitischen Einfluss. Als zunächst pro-westlicher blockfreier Staat intervenierte das Land indirekt erfolgreich im Griechischen Bürgerkrieg gegen die dortigen kommunistischen Aufständischen. Mit der Niederlage ägyptisch-arabischer Truppen gegen den neuentstandenen Staat Israel im Palästinakrieg 1948/49 verlor Ägypten seine Machtstellung in der Region und brach 1951 politisch mit dem Westen. Die in der Nachkriegszeit zunehmende Unterdrückung der linksliberalen, kommunistischen und islamistischen Opposition führte zu vielseitigen gesellschaftlichen Spannungen, die in der „Revolution des 23. Juli“ 1952, in der Faruq gestürzt wurde, kulminierten. Die darauffolgende Diktatur des Militärs während der Herrschaftszeit des minderjährigen Fu'ād II. bis 1953 führte zu einer verstärkten Anlehnung an die Sowjetunion und deren Satellitenstaaten und zum Erstarken des arabischen Nationalismus. Am 18. Juni 1953 wurde die jahrhundertealte Monarchie abgeschafft und das Gebiet des Reiches aufgeteilt. Der nördliche Landesteil wurde im selben Jahr zur Republik Ägypten, der südliche 1956 zur Republik Sudan. Die beiden nachfolgenden Staaten schafften die Aristokratie ab, verwiesen die Muhammad Ali-Dynastie des Landes und Ägypten führte eine Landreform durch. Nicht zuletzt aufgrund der Erfahrungen der nachfolgenden Jahrzehnte (Sechstagekrieg 1967, Erstarken des Islamismus, Diktatur von Husni Mubarak 1983–2011, Militärherrschaft und Sezessionskrieg im Sudan 1969–1985 und 1983–2005) gibt es in den heutigen Nachfolgestaaten eine vielseitig positive Erinnerungskultur zum Königreich Ägypten.

## Vorgeschichte

### Osmanische Herrschaft und Begründung der Muhammad Ali-Dynastie

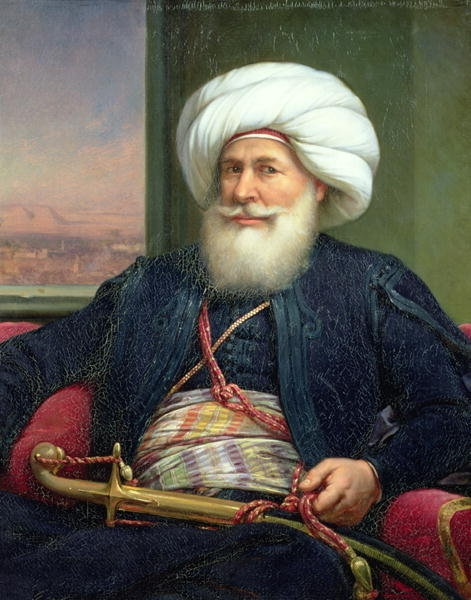
Muhammad Ali Pascha, Gemälde von Auguste Couder 1840

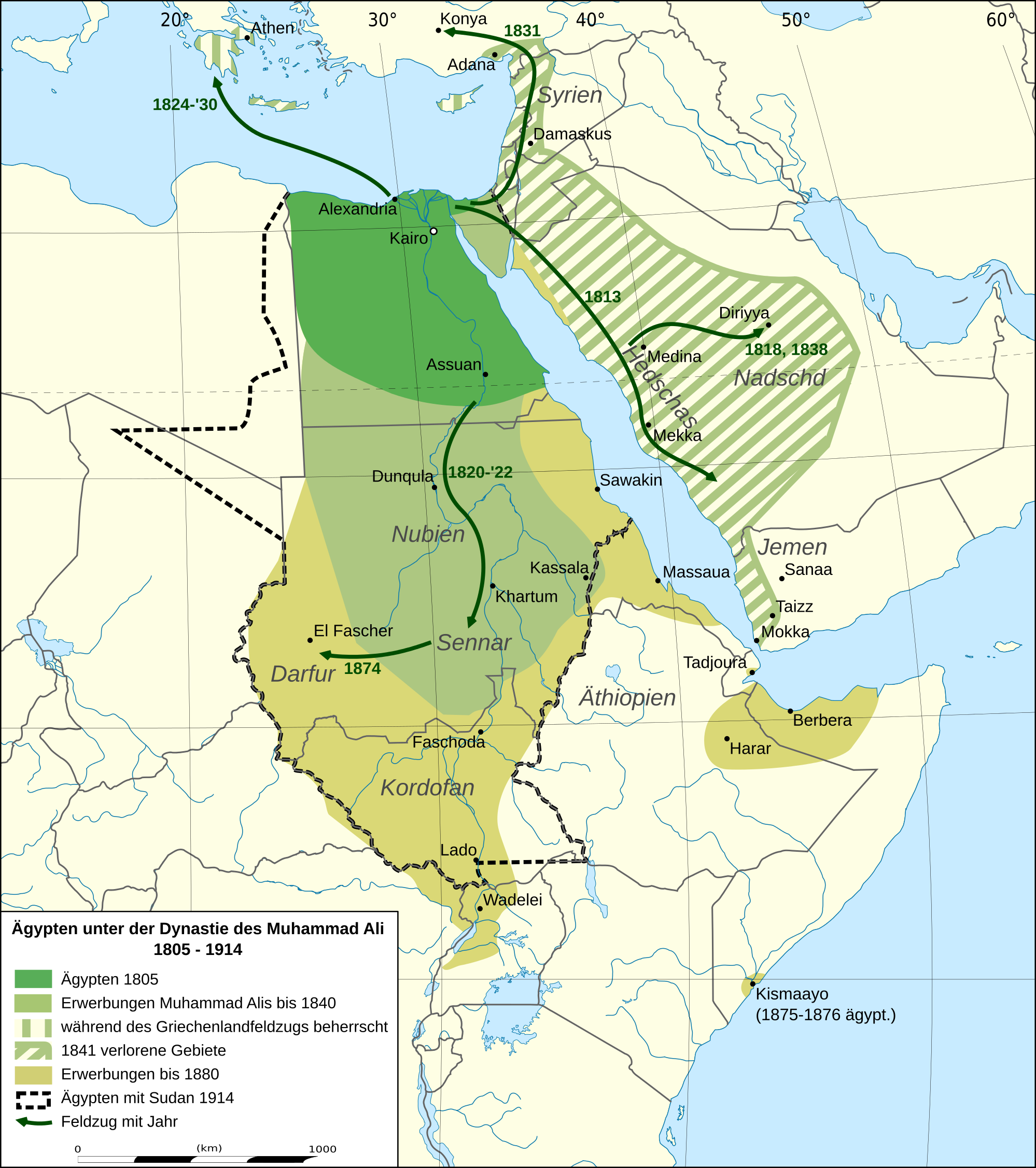
Ägypten unter der Muhammad Ali-Dynastie von seiner Gründung bis 1914

Die Wurzeln des Königreichs Ägypten lagen in der Eroberung des Landes durch den osmanischen Sultan Selim I. Danach wurde Ägypten als Eyâlet eine Großprovinz des Osmanischen Reiches. Im 16. Jahrhundert wurde das Land für die Osmanen ein wichtiger Stützpunkt für die Expansion in Nordafrika und Arabien. Die ständige militärische Präsenz der Osmanen hatte tief greifende Einschnitte in die ägyptische Zivilgesellschaft und die bisherigen wirtschaftlichen Institutionen zur Folge.
Sie führte zu einer Abschwächung des Wirtschaftssystems. Das Eyâlet Ägypten verarmte danach und erlitt zwischen 1687 und 1731 sechs Hungersnöte. Allein die Hungersnot von 1784 kostete es etwa ein Sechstel der damaligen Bevölkerung ihr Leben.
1798 begann, im Zuge des Zweiten Koalitionskriegs zwischen den europäischen Monarchien und der revolutionären französischen Republik, die Eroberung Ägyptens durch Napoleon Bonaparte. Die ägyptische Expedition endete erst mit der Vertreibung der Franzosen im Jahre 1801 durch die Osmanen. Danach brachen im Land innere Machtkämpfe aus, in denen die Mamluken, Teile der britischen Streitkräfte, die Osmanen und Albaner, die nominell den Osmanen gegenüber loyal waren, um die Macht rangen. Aus diesem Chaos ging der Kommandant der albanischen Regimenter Muhammad Ali Pascha als Sieger hervor. Muhammad Ali wurde im Jahre 1805 von Sultan Selim III. der Titel Wālī (Gouverneur) von Ägypten zuerkannt. Im selben Jahr begründete er die gleichnamige Dynastie.
Nach seiner Machtübernahme verlagerte Muhammad Ali Pascha seinen Schwerpunkt auf das Militär. Er erschuf die moderne ägyptische Armee und eroberte in mehreren Kampagnen den Sudan (1820–1824), Syrien (1833), Teile der arabischen Halbinsel, Anatoliens und Griechenlands (siehe Griechische Revolution). Im Jahre 1841 bremsten die führenden europäischen Mächte, in der Befürchtung, dass Muhammad Ali das Osmanische Reich stürzen könnte, die territoriale Expansion Ägyptens und zwangen die Provinz, die meisten Eroberungen an die Osmanen zurückzugeben. Muhammad Ali wurde aber der Türkisch-Ägyptische Sudan zuerkannt und er durfte weiterhin weitgehend unabhängig regieren. Danach modernisierte er das Land. Er schickte dafür ägyptische und sudanesische Schüler in den Westen, um die neuen Techniken der Großmächte für Ägypten zugänglich zu machen und lud ausländische Ausbildungsmissionen nach Ägypten ein. Er versuchte, das Land zu industrialisieren, ließ ein System von Kanälen für die Bewässerung und den Transport errichten und reformierte den öffentlichen Dienst.
1820 begann Ägypten mit dem Export von Baumwolle. Der Anbau wurde von Muhammad Ali unterstützt und gefördert. Dadurch entstand eine Monokultur, die Ägypten bis zum Ende des Jahrhunderts prägen sollte. Die sozialen Auswirkungen dieses Projektes waren enorm: Landbesitz wurde eingeengt, viele Ausländer kamen ins Land und es fand eine Verlagerung der Produktion auf internationale Märkte statt.
Im September 1848 übergab Muhammad Ali, der 1849 sterben sollte, das Amt des Wālī an seinen Sohn Ibrahim, dann folgte ihm sein Enkel Abbas I. (im November 1848), dann Said (1854) und Ismail (im Jahre 1863). Abbas regierte Ägypten relativ zurückhaltend, während Said und Ismail ehrgeizige Entwickler waren. Der Suezkanal, der in Partnerschaft mit Frankreich von 1859 bis 1869 gebaut wurde, wurde im November vollendet. Der Bau war aber mit hohen Kosten verbunden.

### Britische Herrschaft bis zum Ersten Weltkrieg

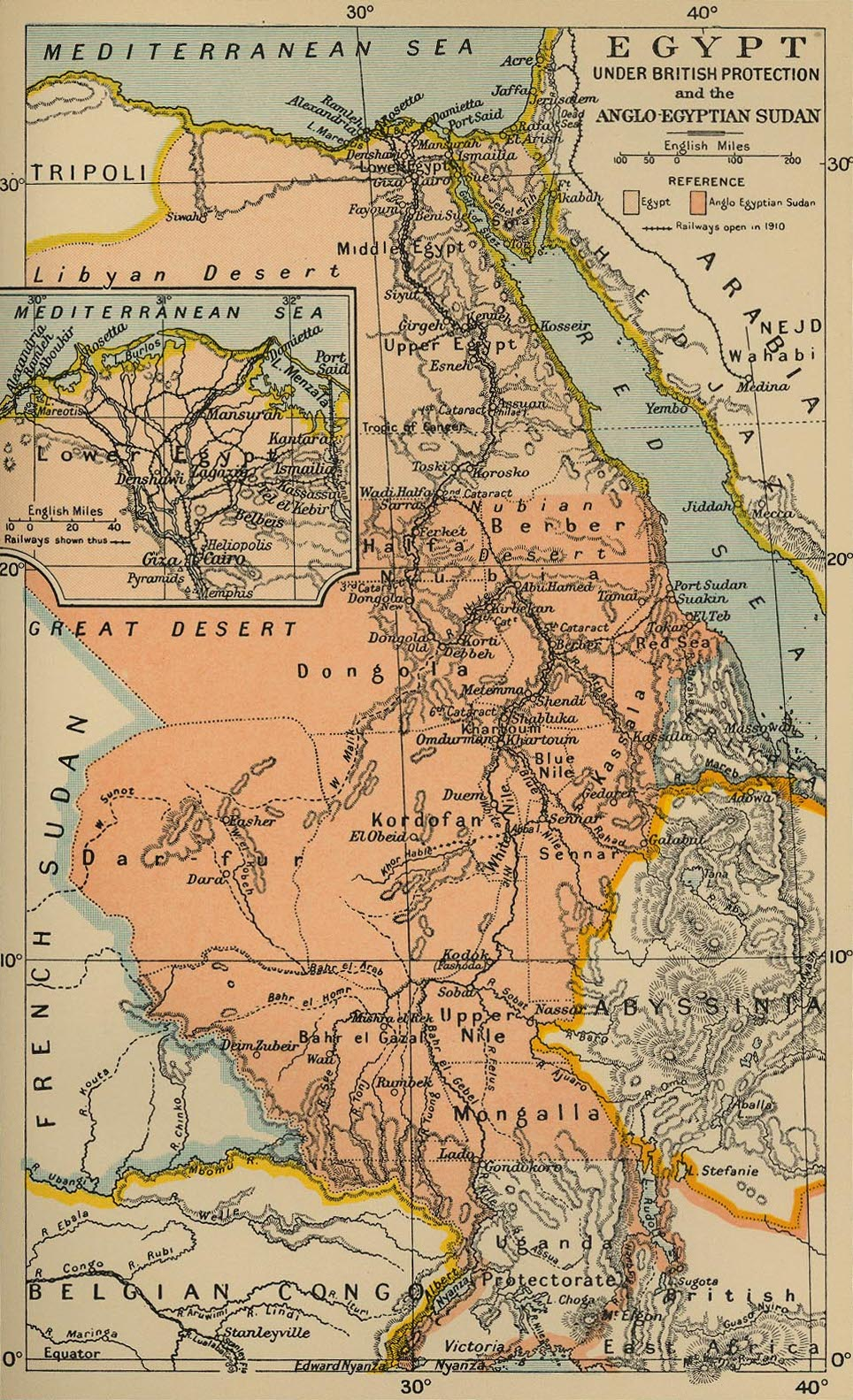
Karte des Khedivats Ägypten von 1912

Der Bau des Suezkanals hatte mit seinen hohen Kosten zwei Effekte zur Folge: er führte zu einer enormen Staatsverschuldung Ägyptens bei den europäischen Banken und verursachte, wegen der belastenden Besteuerung, Unzufriedenheit in der einheimischen Bevölkerung. Im Jahre 1875 war Ismail gezwungen, Anteile des Kanals an die britische Regierung zu verkaufen. Innerhalb von drei Jahren führte dies zu der Einführung einer britischen und französischen Finanzkontrolle und machte das Land von den drei Großmächten Frankreich, Großbritannien und dem Königreich Italien abhängig. Frankreich und Großbritannien behielten sich zudem das Recht vor, jeweils einen Beamten zur Unterstützung der ägyptischen Regierung zu entsenden.
Die Einflussnahme europäischer Länder auf Ägypten ließ eine islamische und arabisch-nationalistische Opposition entstehen. Die für die Briten gefährlichste Opposition in dieser Zeit bildete aber die ägyptische Armee, die weitgehend von Albanern und den Mamluken dominiert wurde. Das Militär sah vor allem in der Neuausrichtung der wirtschaftlichen Entwicklung eine Bedrohung für seine bisherigen Privilegien.
Eine große militärische Demonstration der Urabi-Bewegung im September 1881 zwang den Khediven Tawfiq zur Entlassung seines Premierministers Riyad Pascha und zum Erlassen von mehreren Notdekreten. Die bereits im Land lebenden Europäer zogen sich in ihre Viertel, wie in Alexandria, zurück und organisierten eine Selbstverteidigung vor nationalistischen Übergriffen.
Die Unruhen führten im April 1882 zur Entsendung von französischen und britischen Kriegsschiffen an die ägyptische Küste. Die Invasion begann aber erst im August, nachdem im Juni die Urabi-Bewegung die Macht in Ägypten übernommen hatte. Sie begann mit der Verstaatlichung aller Vermögenswerte in Ägypten und förderte anti-europäische Gewaltausbrüche und Proteste. In Verbindung mit einer islamischen Revolution in Britisch-Indien entsandten die Briten ein anglo-indisches Expeditionskorps zur Einnahme des Suezkanals. Gleichzeitig landeten in Alexandria französische Kräfte. Die Operation gelang und die ägyptische Armee wurde in der Schlacht von Tel-el-Kebir im September 1882 geschlagen. Danach übernahm Tawfiq wieder die Kontrolle über das Land.
Das Ziel der Invasion war es gewesen, die politische Stabilität in Ägypten unter einer Regierung der Khediven wiederherzustellen und das Land ausländischen Einflüssen wieder zugänglich zu machen. Jedoch deutete sich bald die dauerhafte Besetzung Ägyptens an. 1883 wurde ein britisches Generalkonsulat für Ägypten geschaffen, dessen erster Konsul Evelyn Baring, 1. Earl of Cromer wurde. Cromer war der Ansicht, dass die politische Stabilität Ägyptens die finanzielle Stabilität benötigen würde und schuf ein Programm der langfristigen Investition in Ägyptens produktiven Ressourcen, vor allem in der Baumwollproduktion, die Hauptstütze der Exporteinnahmen des Landes.
1881 brach im, immer noch zu Ägypten gehörenden, Sudan mit dem Mahdi-Aufstand ein religiöser Aufstand aus. Der aufständische Führer Muhammad Ahmad proklamierte sich zum Mahdi des Landes und eroberte bis 1885 weite Teile des Staates. Mit der Einnahme der Stadt Khartum 1884/1885 und der Ausrufung des Kalifats von Omdurman hatte Ägypten endgültig die Kontrolle über den Sudan verloren.
Im Jahre 1896, während der Herrschaft von Tewfiks Sohn Abbas II., begann eine massive anglo-ägyptische Streitmacht unter dem Kommando von General Herbert Kitchener mit der Wiedereroberung des Sudans. In der Schlacht von Umm Diwaykarat 1899 wurde die ägyptische Herrschaft im Sudan wieder hergestellt.
Im Jahre 1906 führte der Dinschawai-Vorfall zu landesweiten Protesten in Ägypten und zur Bildung neuer nationalistischer politischer Lager, die teilweise durch das Deutsche Reich finanziert und unterstützt wurden. Das Hauptziel Großbritanniens im frühen 20. Jahrhundert war es, in Ägypten diese Gruppen erneut zu beseitigen. Bis zum Vorabend des Ersten Weltkrieges entwickelte sich Ägypten unter britischer Herrschaft zu einer regionalen Wirtschaftsmacht und zu einem bedeutenden Handelsziel des Nahen Ostens. Einwanderer aus weniger stabilen Teilen der Welt, einschließlich Griechen, Juden und Armenier sowie zahlreiche Briten, Franzosen und Italiener, fingen an, nach Ägypten zu gehen und sich dort niederzulassen. Die Zahl der Ausländer im Land stieg von 10.000 in den 1830er Jahren auf 90.000 in den 1840er Jahren und auf über 1,5 Millionen in den 1880er Jahren.

## Der Weg in die Unabhängigkeit

### Entstehung des Sultanates Ägypten

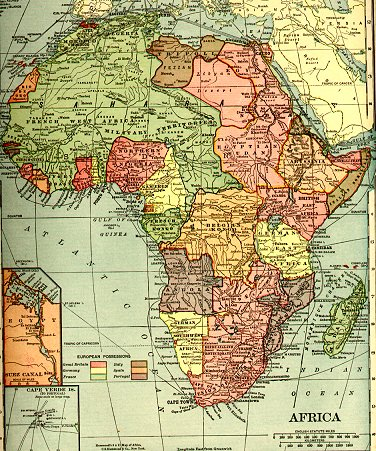
Afrika und das Sultanat Ägypten 1917

Im Dezember des Jahres 1914, als Folge der Kriegserklärung des Osmanischen Reiches, zu dem Ägypten immer noch nominell gehörte, erklärte Großbritannien ein Protektorat über Ägypten und setzte den bisherigen Khediven Abbas II. ab und ersetzte ihn durch Hussein Kamil, der sich zum ersten ägyptischen Sultan ausrief.
Zu Beginn des Ersten Weltkriegs war im Nahen Osten das Gebiet des Suezkanals, der für Großbritannien strategisch sehr bedeutend war und die kürzeste Verbindung zu seinen Kolonien war, das Hauptziel der osmanischen Armee. Im Januar 1915 überquerte sie die Sinai-Halbinsel und stieß in Richtung Kanal vor. In der ersten Jahreshälfte von 1916 gelang es den Ägyptern und Briten, Teile der Sinai-Halbinsel zurückzuerobern und die Osmanen zurückzuschlagen. Nach der Schlacht von Rafah im Januar 1917 wurden die türkischen Truppen vollständig aus dem Sinai vertrieben.
Als der Krieg endete, begannen Nationalisten erneut die ägyptische Unabhängigkeit von Großbritannien zu fordern. Sie wurden dabei vom US-amerikanischen Präsidenten Woodrow Wilson, der die Selbstbestimmung aller Nationen verteidigte, beeinflusst und unterstützt. Im September 1918 unternahm Ägypten mit der Bildung einer eigenen Delegation (von arabisch وفد Wafd) für die Pariser Friedenskonferenz 1919 erste Schritte in Richtung Unabhängigkeit. Die Idee für eine solche Delegation stammte von der Umma-Partei (حزب الأمة, Hizb al-Umma), deren prominente Mitglieder wie Lutfi as Sayyid, Saad Zaghlul, Mohamed Mahmoud Khalil, Ali Sharawi und Abd al Aziz Fahmi die Delegierten sein sollten.
Am 13. November 1918, als Ägypten den Yawm al Jihad (Tag des Kampfes) feierte, wurde Zaghlul, Fahmi und Sharawi eine Audienz beim britischen Hochkommissar für Ägypten Reginald Wingate gewährt. Sie forderten die völlige Unabhängigkeit mit den Maßgaben, dass es Großbritannien erlaubt sei, den Suezkanal zu kontrollieren und die öffentliche Verschuldung des Landes zu überwachen. Sie fragten auch um die Erlaubnis nach London zu gehen, um ihre Forderungen vor die britische Regierung unter David Lloyd George zu bringen. Am selben Tag bildeten die Ägypter eine Delegation zu diesem Zweck. Die Briten verweigerten der Delegation jedoch nach London zu gehen.
Am 8. März 1919 wurden Zaghlul und drei weitere Mitglieder des Wafd festgenommen und am nächsten Tag nach Malta deportiert. Eine Aktion, die die Revolution von 1919 auslöste.

### Erster Weltkrieg und Folgen

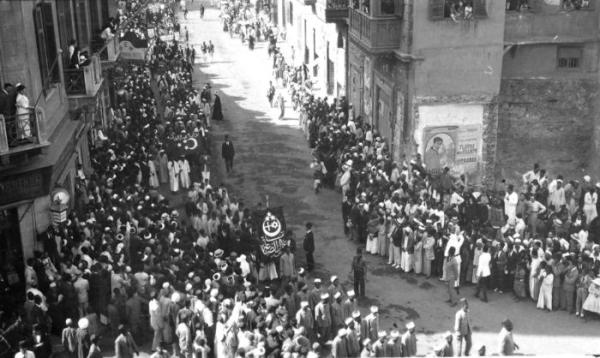
Revolutionäre mit den religiösen Symbolen des islamischen Halbmonds, des christlichen Kreuzes und des jüdischen Davidsterns während der Revolution von 1919, Kairo

Ägyptische Revolutionäre Flagge

Die Revolution von 1919, die in Ägypten „erste Revolution“ genannt wird, markierte das Ende der britischen Herrschaft in Ägypten. Am Volksaufstand nahmen Vertreter aller sozialen Schichten (Adelige, Großbürger, Geistliche, Arbeiter und Bauern) teil. Es gab gewalttätige Auseinandersetzungen in Kairo und den Provinzstädten von Unterägypten, vor allem in Tanta, und der Aufstand breitete sich in die Kyrenaika, den Nordosten Tschads, den Sudan und nach Oberägypten aus.
Die Deportation der Wafd-Delegierten löste auch Studentendemonstrationen aus und eskalierte durch Aufrufe zu Streiks durch Studenten, Regierungsbeamte, Fachkräfte, Frauen und Transportarbeiter. Innerhalb einer Woche war die Infrastruktur Ägyptens durch Generalstreiks und Unruhen stillgelegt worden. Eisenbahnstrecken und Telegrafenleitungen wurden unterbrochen, Taxifahrer weigerten sich zu arbeiten, Anwälte erschienen nicht zu Gerichtsverfahren etc., wobei die Revolution weitgehend von Frauen aus den oberen Gesellschaftsschichten getragen wurde. Sie organisierten Streiks, Demonstrationen und Boykotts der britischen Waren und schrieben Petitionen, die sie an ausländische Botschaften schickten.
Auf die Unruhen reagierten die Briten mit harten Repressionsmaßnahmen, die bis zum Sommer 1919 zum Tod von mehr als 800 Ägyptern, sowie 31 Europäern führten.
Im November 1919 wurde eine Kommission unter der Leitung von Alfred Milner nach Ägypten geschickt, um zu versuchen, die angespannte Situation aufzuklären. Die Zusammenarbeit mit der Kommission wurde aber von den Nationalisten, die eine Fortsetzung des Protektorats, wie sie Großbritannien forderte, ablehnten, boykottiert. Die Ankunft Milners und seiner Berater wurde durch erneute Streiks der Studenten, Juristen, Fachleute und Arbeiter begleitet.
Im Jahr 1920 legte Milner seinen Bericht dem britischen Außenminister George Curzon vor und empfahl ihm, das Protektorat abzuschaffen und ein britisch-ägyptisches Militärbündnis zu begründen. Curzon stimmte zu und lud eine ägyptische Delegation unter der Leitung von Saad Zaghlul und Adli Yakan Pascha nach London ein. Die Delegation kam im Juni 1920 in London an und handelte bis zum August 1920 einen Vertrag aus, der Ägypten in die weitgehende Unabhängigkeit von Großbritannien bringen sollte. Im Februar 1921 genehmigte das britische Parlament die Vereinbarung, und Ägypten wurde aufgefordert, eine weitere Delegation nach London zu entsenden, um eine endgültige Vereinbarung zu erreichen. Die zweite Delegation kam im Juni 1921 an und erreichte weitreichende Zugeständnisse der Briten. Ägypten wurde dabei die volle Souveränität über sich und den Sudan garantiert, jedoch behielten die Briten die Kontrolle über den Suezkanal. Teile der Vereinbarung wurden aber später nicht erfüllt.
Kurz vor der geplanten Unabhängigkeitserklärung Ägyptens kam es in Kairo im November und Dezember erneut zu Unruhen, die die Briten nicht mehr unter ihre Kontrolle bringen konnten. Im Dezember 1921 verhängten die britischen Behörden in Kairo das Kriegsrecht und ließen Zaghlul auf die Seychellen verbannen.

## Unabhängigkeitsgewährung und Reichsgründung

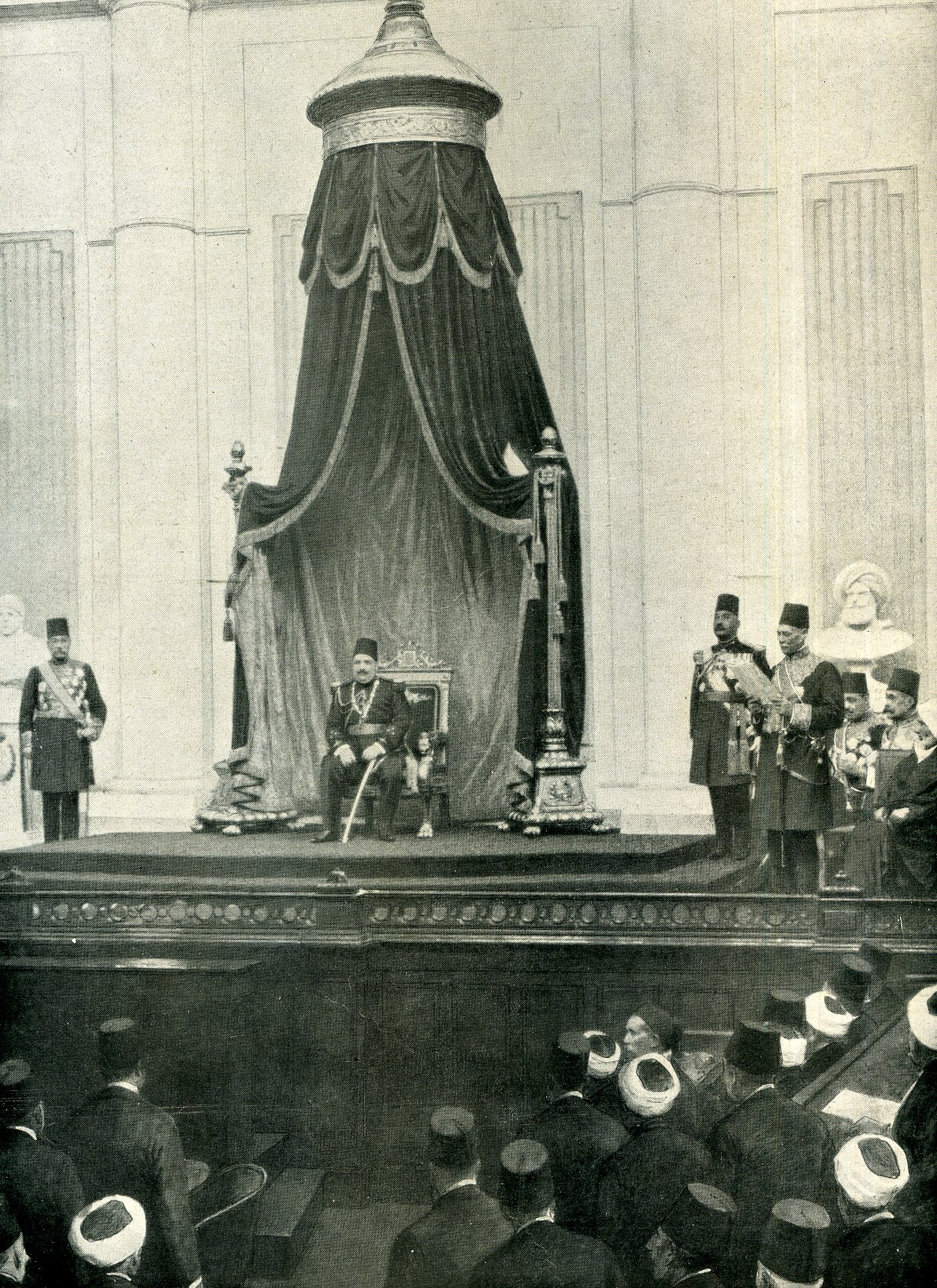
König Fu'ād I. im neuen ägyptischen Parlament, 1924

Am 28. Februar 1922 wurde Ägypten von Großbritannien, das sich weiterhin als Schutzmacht Ägyptens betrachtete, in der Declaration to Egypt in die weitgehende staatliche Unabhängigkeit entlassen. Der Vertrag wurde von der ägyptischen und der liberalen britischen Regierung von David Lloyd George ratifiziert.
Das geschah unter vier Einschränkungen. Im Land blieben weiterhin britische Truppen zur Landesverteidigung nach außen stationiert. Außerdem behielten die Briten in Ägypten und im gemeinsam verwalteten Sudan weitreichende Interventionsrechte, die die außenpolitische Unabhängigkeit des Landes einschränkten. Ferner zählten dazu Rechte hinsichtlich der Verkehrswege, etwa des Suezkanals und des Nil, und zur Sicherung von Ansprüchen ausländischer Gläubiger. Im Thema ägyptische Außenpolitik wurden eine Reduktion britischer Interventionen sowie die Verringerung der britischen Truppen, des Personals und der Militärbasen im Königreich festgeschrieben. Im Gegenzug verpflichtete sich Ägypten, das britische Weltreich in Krisenzeiten zu unterstützen, die Nutzung des Luftraumes zur Verfügung zu stellen, sowie den Briten die Betreibung von Militärbasen auf ägyptischem Gebiet zu erlauben. Andere politische, wirtschaftliche und kulturelle Provisionen wurden ebenfalls mit aufgenommen.
Der Vertrag stieß bei Teilen von beiden Seiten auf Ablehnung. Einige ägyptische Nationalisten sahen die Unabhängigkeit des Landes als nicht vollendet an. Dennoch gelang den Briten dadurch die Spaltung der ägyptischen Nationalbewegung und die Beruhigung des Landes. In London führte der Vertrag, neben dem Misserfolg in Syrien bei der Unterstützung arabischen Nationalisten gegen die Franzosen, im Oktober 1922 zum Sturz von Lloyd George im Gefolge der Chanakkrise und zur Bildung einer konservativen Regierung unter Andrew Bonar Law, die die ägyptische Unabhängigkeit anerkannte.
Kurz nach der Unabhängigkeitsgewährung proklamierte sich am 15. März 1922 der bisherige Sultan, der Sohn des Khediven Ismail Pascha, Fu'ād I., der in der Bevölkerung hohes Ansehen genoss und populär war, in Kairo zum König von Ägypten. Erster Premierminister der Monarchie wurde Abdel Khalek Sarwat Pascha, der seit dem 16. März 1922 als Regierungschef amtierte. Ägypten war damit, neben Liberia (seit 1847 unabhängig), dem abessinischen Kaiserreich (nie kolonialisiert) und der südafrikanischen Union (seit 1910 unabhängig), der einzige souveräne Staat Afrikas.
Fu'ād I. knüpfte bei seinem Titel „König“ an die Tradition der Pharaonen (hebräisch für „König“) im antiken Ägypten an. Das Land wurde daher auch „neues ägyptisches Reich“ (الإمبراطورية المصرية الجديدة al-imbiraturia al-misriyya al-jadida) bezeichnet. Am 4. November 1922 erlangte es durch die Entdeckung des Grabs von Tutanchamun erneut internationale Aufmerksamkeit.
Im Januar 1924 fanden die ersten Parlamentswahlen statt. Als Siegerin ging mit 87,4 % die neu entstandene Wafd-Partei hervor. Zuvor hatte ein 30-köpfiger Ausschuss aus Vertretern aller Gesellschaftsschichten zusammen mit dem König eine neue Verfassung ausgearbeitet, die am 19. April 1923 in Kraft trat und das Königreich Ägypten zu einer, am monarchischen Prinzip ausgerichteten, föderalen und konstitutionellen Erbmonarchie unter einem parlamentarischen Regierungssystem machte. Die neue Verfassung war vor allem an die Verfassung des Königreichs Belgien von 1831 und teilweise an die Verfassungen von Preußen, Japan, Italien, Großbritannien, der USA etc. angelehnt. Dem regierenden Monarchen garantierte sie trotzdem weitreichende Kompetenzen. Fu'ād I. hatte ein Vetorecht und machte häufig Gebrauch von seinem Recht, das Parlament aufzulösen. Während seiner Herrschaft konnte kein Parlament seine Legislaturperiode verfassungsgemäß beenden.
Als neue Staatssymbole wurden eine Flagge mit drei weißen Sternen, die für Muslime, Christen und Juden standen und von einem Halbmond umschlossen wurden, gewählt. Als Staatswappen fungierte das Wappen der Muhammad-Ali-Dynastie.

## Gründer- und Stabilisierungsphase

### Neue Grenzen, Säkularisierung, Gesellschaftsreformen

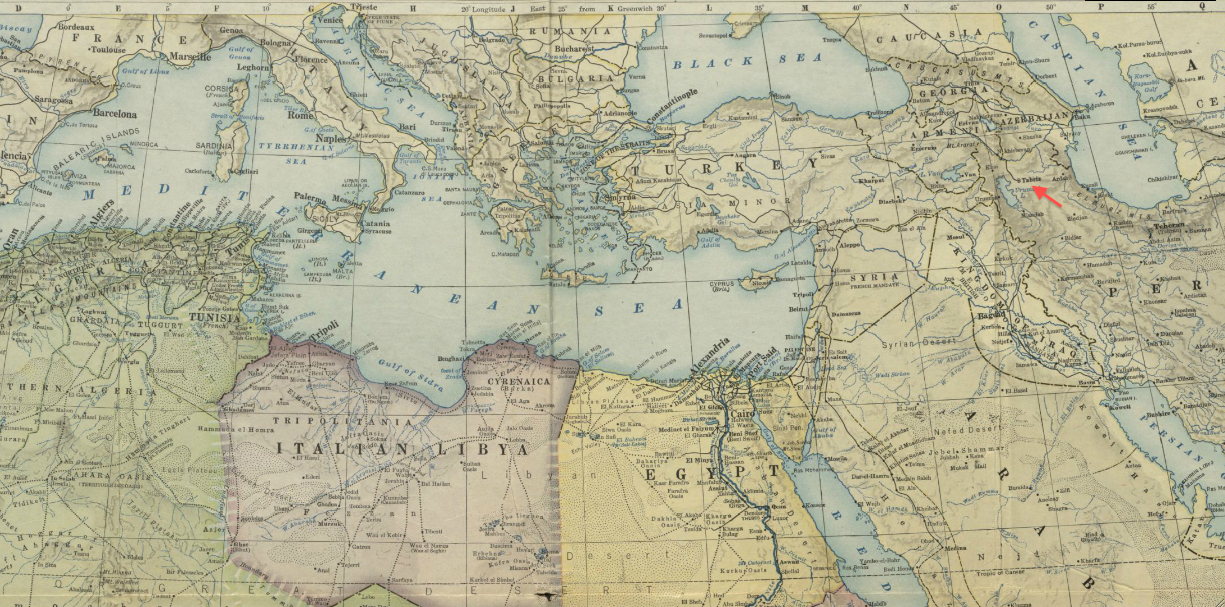
Obere ägyptisch-libysche Grenze ab 1926

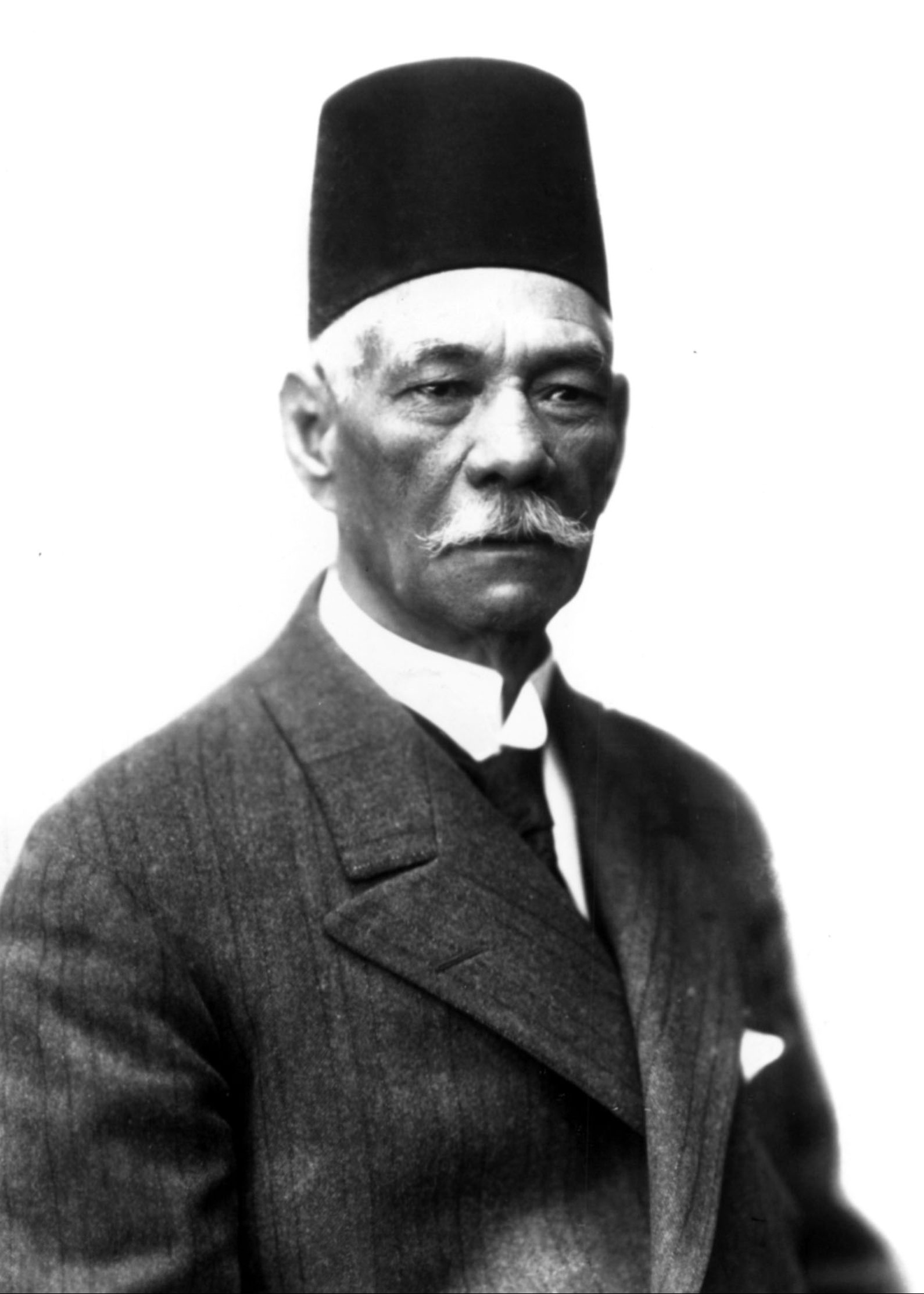
Saad Zaghlul, wichtiger Gesellschaftsreformer und 1924 Premierminister. In Ägypten wird er Zaeem al Ummah (Führer/Vater der Nation) genannt

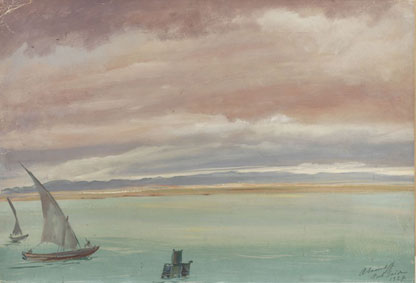
Port Said, Gemälde von Alexander Jakowlew 1927

Am 26. Januar 1924 wurde Saad Zaghlul vom ägyptischen Parlament zum neuen Premierminister gewählt. Er folgte damit Abdel Fattah Yahya Ibrahim Pascha (im Amt seit dem 15. März 1923). Er setzte auf einen Kurs der Modernisierung und stand im Konflikt mit Großbritannien. Zaghlul forderte von den Briten, die ägyptische Souveränität im Sudan anzuerkennen („Einheit des Niltals“) und wollte die ägyptische Armee vollständig dem britischen Einfluss entziehen.
Am 19. November 1924 wurde in Kairo auf den britischen Generalgouverneur des Sudans und britischen Oberbefehlshaber der ägyptischen Truppen (Sirdar) Lee Stack ein Attentat verübt, der an den Folgen am 20. November starb und pro-ägyptische Unruhen brachen im Sudan aus.
Der Mord führte zu einer Staatskrise in Ägypten und wurde zur ersten Belastungsprobe für den jungen Staat. Als die Briten eine öffentliche Entschuldigung von der ägyptischen Regierung für die Tat, die Zahlung einer hohen Geldstrafe, den Ausbau der Bewässerungssysteme in Gezira zugunsten von europäischen Siedlern und den Abzug aller ägyptischen Offiziere und ägyptischen Armeeeinheiten aus dem Sudan, um angeblich ausländische Investoren schützen zu können, forderten, eskalierte die Krise. Zwar erfüllte die Zaghlul die erste Forderung. Die zweite scheiterte am Widerstand von König Fu'ād I.
Die ägyptischen Truppen sahen sich durch ihren Eid auf den ägyptischen König nicht an die Befehle ihrer britischen Offiziere gebunden und meuterten. Die Briten versuchten die Meuterei gewaltsam niederzuschlagen und entfernten dazu Teile der ägyptischen Armee aus dem Sudan und liquidierten einige wichtige ägyptische Beamte aus der Verwaltung. Dennoch gelang erst auf Druck der ägyptischen Regierung die Beruhigung des Aufstandes und das Kondominium blieb de jure rechtlich bestehen, in der Praxis hatte Ägypten aber einen Großteil seines Einflusses auf die Verwaltung des Sudan eingebüßt. Der Aufstand bildete aber, neben dem Mahdi-Aufstand, einen der erfolgreichsten Aufstände der Dritten Welt gegen den Kolonialismus.
In der Zeit nach dem versuchten Umsturz betrachtete die britische Verwaltung die meisten Sudanesen, die teilweise die Revolte unterstützt hatten, als potenzielle Verbreiter von „gefährlichen“ nationalistischen Ideen aus Ägypten. Lee Stacks Nachfolger Geoffrey Francis Archer wurde 1925 zum Generalgouverneur des Sudan ernannt und begann mit der Bildung einer eigenen Sudan Defence Force, die vollständig von der ägyptischen Armee getrennt wurde. Die neue Armee stand unter seiner Befehlsgewalt und umfasste nur pro-britische sudanesische Offiziere, die zuvor in der ägyptischen Armee gedient hatten.
Am 24. November wurde Zaghlul von Fu'ād I., zu Unrecht durch die Briten für das Attentat auf Stack verantwortlich gemacht auf deren Druck hin abgesetzt und durch Ahmed Ziwar Pascha, von der königstreuen Einheitspartei ersetzt. Ziel der Briten war es, durch eine Regierung ohne weitere Forderungen nach der Unabhängigkeit die nationalistische Bewegung in Ägypten zu schwächen. Dies setzte die Regierung durch Einschränkungen der politischen Freiheiten durch Gesetzgebung durch.
Ahmed Ziwar Pascha führte den Modernisierungskurs fort und er und seine Nachfolger legten die endgültigen Grenzen des Königreichs Ägypten zu seinen Nachbarstaaten italienisch-Eritrea und Abessinien im Osten, Britisch-Uganda und Kenia im Süden, Belgisch-Kongo, Französisch-Äquatorialafrika und Italienisch-Libyen im Westen, fest.
Im März 1925 wurde auf britische Intervention das Parlament durch den Monarchen aufgelöst, um nach dem Wahlsieg der Wafd-Partei Ahmed Ziwar Pascha weiter an der Macht zu halten.
1926 trat Ägypten, trotz breiten Widerstandes bis ins Königshaus hinein und Unruhen in der Bevölkerung, die Kufra-Oasen und mit Teilen der heutigen libyschen Provinzen al-Kufra, Murzuq und al-Wahat an Italienisch-Libyen ab. Die Gebiete wurden aber erst 1931 von italienischen Truppen erobert. Nach einem Vertrag zur endgültigen ägyptisch-libyschen Grenzbereinigung wurde auf Vorschlag Großbritanniens die Kleinstadt al-Dschaghbub mit dem al-Butnan 1926 noch abgetreten. In einem ägyptisch-französischen Grenzabkommen trat Ägypten im selben Jahr ein 152,436 km² großes Territorium, das den Norden der heutigen tschadischen Regionen Ennedi und Borkou umfasste, an die Kolonie Französisch-Äquatorialafrika ab.
1934 wurde vom Anglo-Ägyptischen Sudan das Sarra-Dreieck, das die Oase Ma'tan as-Sarra umfasste, abgetrennt und an Libyen angeschlossen. Insgesamt trat die ägyptische Monarchie mit dem Sudan bis 1934 ein Gebiet von der Größe von 855,370 km² an Libyen ab. Dennoch blieb die Landmasse des Reiches mit über 3,5 Millionen Quadratkilometern enorm. Das Königreich war der mit Abstand größte Staat Afrikas, gefolgt von Belgisch-Kongo mit über 2,3 Mio. km², das größte arabische und muslimische Land und 1930 nach der Sowjetunion, der Republik China, den Vereinigten Staaten und Brasilien der viertgrößte zusammenhängende unabhängige Staat weltweit.
Innenpolitisch strebte die regierende Wafd-Partei ab 1925 eine Säkularisierung und, trotz der Bewahrung der Aristokratie, eine Modernisierung der bisherigen Gesellschaftsordnung an. Obwohl in der Verfassung von 1923 der Islam formal Staatsreligion blieb, setzte sich faktisch das Prinzip der Trennung zwischen Staat und religiösen Institutionen durch und das Königreich kann als laizistischer Staat betrachtet werden. Die Wafd-Partei ging noch weiter. Sie leitete eine grundlegende Umwälzung der bisherigen religiösen Strukturen ein. Unter anderem wurde das öffentliche Tragen der Burka verboten (jedoch meist toleriert) und eine Neuordnung des ehelichen Scheidungsrechts durchgeführt, wobei den Frauen aber das Wahlrecht trotzdem bis 1956 verwehrt blieb. Für die Wafd-Partei war der seit der Revolution von 1919 andauernde Prozess der Gleichstellung von Mann und Frau weitgehend abgeschlossen. Weitere Reformen waren die Abschaffung des islamischen Kalenders und die Einführung des europäischen gregorianischen Kalenders, was vor allem auf Adli Yakan Pascha und Mustafa an-Nahhas Pascha zurückzuführen war. Auch im ägyptischen Schulsystem gingen die verschiedenen säkularen und teilweise anti-religiösen Regierungen des Wafd auf Konfrontationskurs mit dem Islam. Sämtliche religiöse Einflüsse wurden bis zu Fu'āds I. Tod 1936 aus den Schulen verbannt und der Religions – und Koranunterricht abgeschafft. Die Wafd-Regierungen verwiesen verstärkt ab 1930 zahlreiche Geistliche des Landes, da die Partei sie als Gefahr für die Nation und das Königtum betrachtete und ersetzten 1923 die am Koran orientierte Rechtsprechung der Scharia durch ein bürgerliches Gesetzbuch. Die Rechtsnormen waren dabei nach dem Vorbild des Code civil gestaltet worden. Auch das gesamte Wirtschafts-, Straf- und Zivilrecht, das noch aus osmanischer Zeit stammte, wurde nach westlichen Vorbildern umgestaltet. Es wurden auch das moderne Erbrecht und Familienrecht des Zivilgesetzbuches und das italienische Strafrecht übernommen. Die ägyptische Regierung orientierte sich dabei an der Türkei unter Mustafa Kemal Atatürk und am scheinbar schnell aufsteigenden Iran unter der Herrschaft des Schahs Reza Schah Pahlavi.
In der Opposition zu den Gesellschaftsreformen stand die Muslimbruderschaft. Sie wurde 1928 von Hasan al-Bannā gegründet und setzte sich für das Ende der Vorherrschaft der Briten in Ägypten und eine Durchdringung aller Lebensaspekte durch die islamische Religionslehre. Die Bruderschaft gewann nach der Weltwirtschaftskrise 1929 zunehmend an Zulauf. Zudem forderte sie die Abschaffung der Aristokratie und das Ende der Monarchie, womit sie im Konflikt mit dem weltlich orientierten ägyptischen Staat stand. Ihr Zulauf blieb daher in den ersten Jahren nach ihrer Gründung begrenzt. Auch inszenierte Boykotte von jüdischen und koptischen Geschäften blieben erfolglos.
Wirtschaftlich bildete sich eine Bewegung aus ägyptischen Landbesitzern und vermögenden Angehörigen der jüdischen und christlichen Minderheiten eine Bewegung zur Industrialisierung des Landes. Ab 1911 propagierte der Unternehmer Talʿat Harb mit der Banque Misr die Gründung einer einheimischen Bank zur Finanzierung von Industrieunternehmen, welche sich 1920 realisierte. 1921 folgte die Gründung einer nationalen Industrievereinigung. Im selben Jahr folgte die eines Syndikats der Baumwollexporte unter Führung des Großgrundbesitzers Yusuf Nahas mit dem Ziel die Preisfluktuationen des Exportguts zu begrenzen.

### Wirtschaftsaufschwung, Versagen des liberalen Staates ab 1930, Instabilität

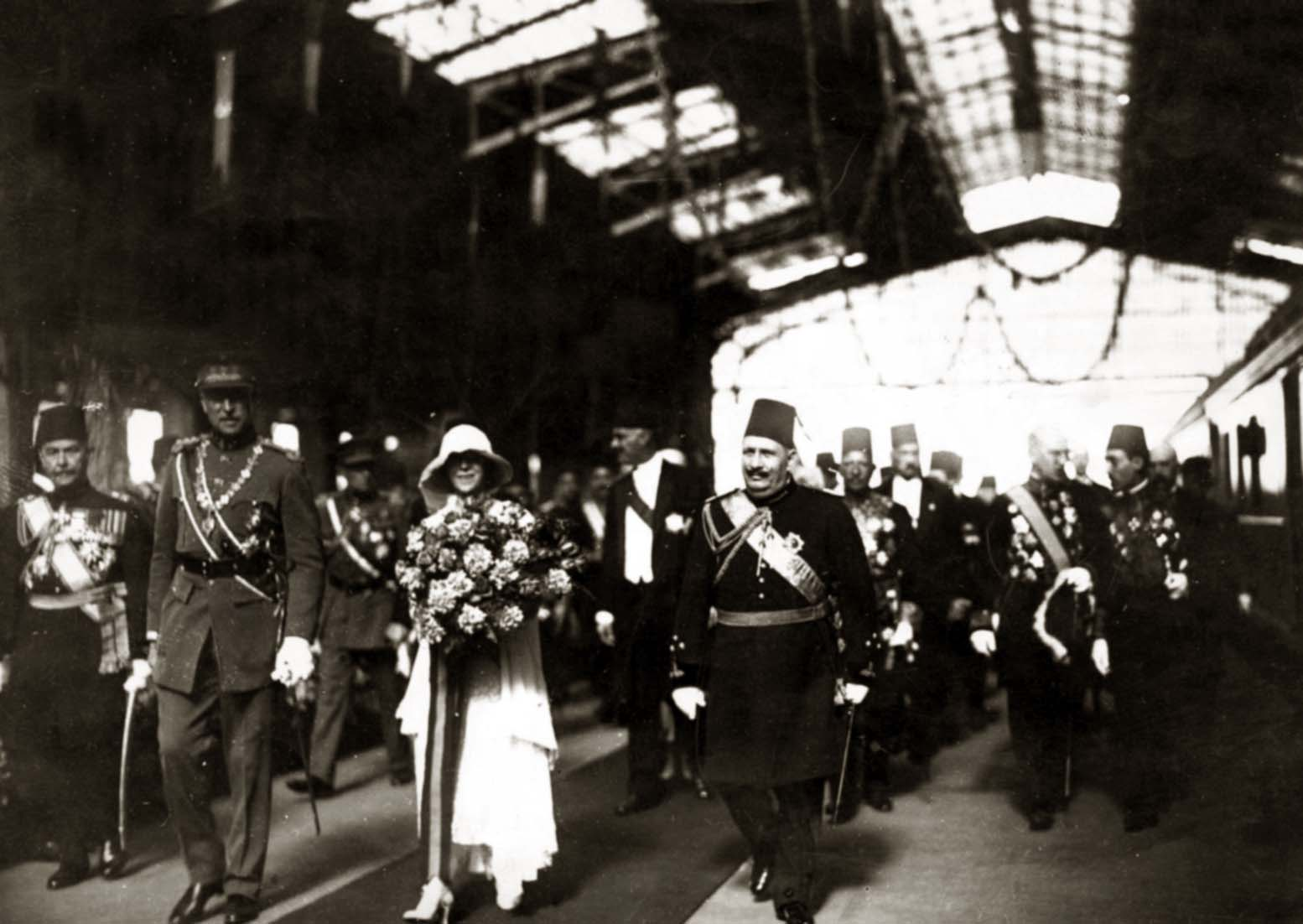
Fu'ād I. mit dem belgischen König Albert I. und seiner Frau Elisabeth Gabriele in Bayern am Misr-Bahnhof beim Besuch einer Industrieausstellung in Kairo, Januar 1930

Im Jahr 1929 gewann der Wafd wieder einen klaren Wahlsieg und der Führer der Partei Mustafa an-Nahhas Pascha wurde am 1. Januar 1930 zum zweiten Mal zum Premierminister ernannt.
Während seiner Amtszeit kam es zu Konflikten mit König Fu'ād I., da sich Nahhas Pascha als Verteidiger der verfassungsmäßigen Ordnung betrachtete und bereits 1928 vom Monarchen abgesetzt worden war, als er sich gegen die Suspendierung der Verfassung durch den König aussprach. Er begann auch, die bereits 1924 von der Wafd-Partei versprochene Modernisierung des Landes. Er war für die Neuorganisation der Kairoer Börse, die danach zu den fünf größten Börsen der Welt gehörte, verantwortlich, führte eine Steuer- und Agrarreform durch. Das Hauptanliegen von Nahhas Pascha war aber eine verstärkte Industrialisierung des Landes, um den europäischen Nationen ebenbürtig zu sein. Es entstanden neue Industrieanlagen in Kairo, Alexandria und Gizeh. Die meisten Hafenstädte wie Port Said oder Suez wurden stark ausgebaut und neue Straßen und Eisenbahnstrecken, die teilweise bis in den heutigen Südsudan reichen, errichtet. Auch neue Stromnetze und ein erneuertes Kommunikationssystem wurden gebildet, um das ganze Königreich mit Strom beziehungsweise Informationen zu versorgen. Ägypten war damit der erste Industriestaat Afrikas überhaupt und das modernste Land des Nahen Ostens.

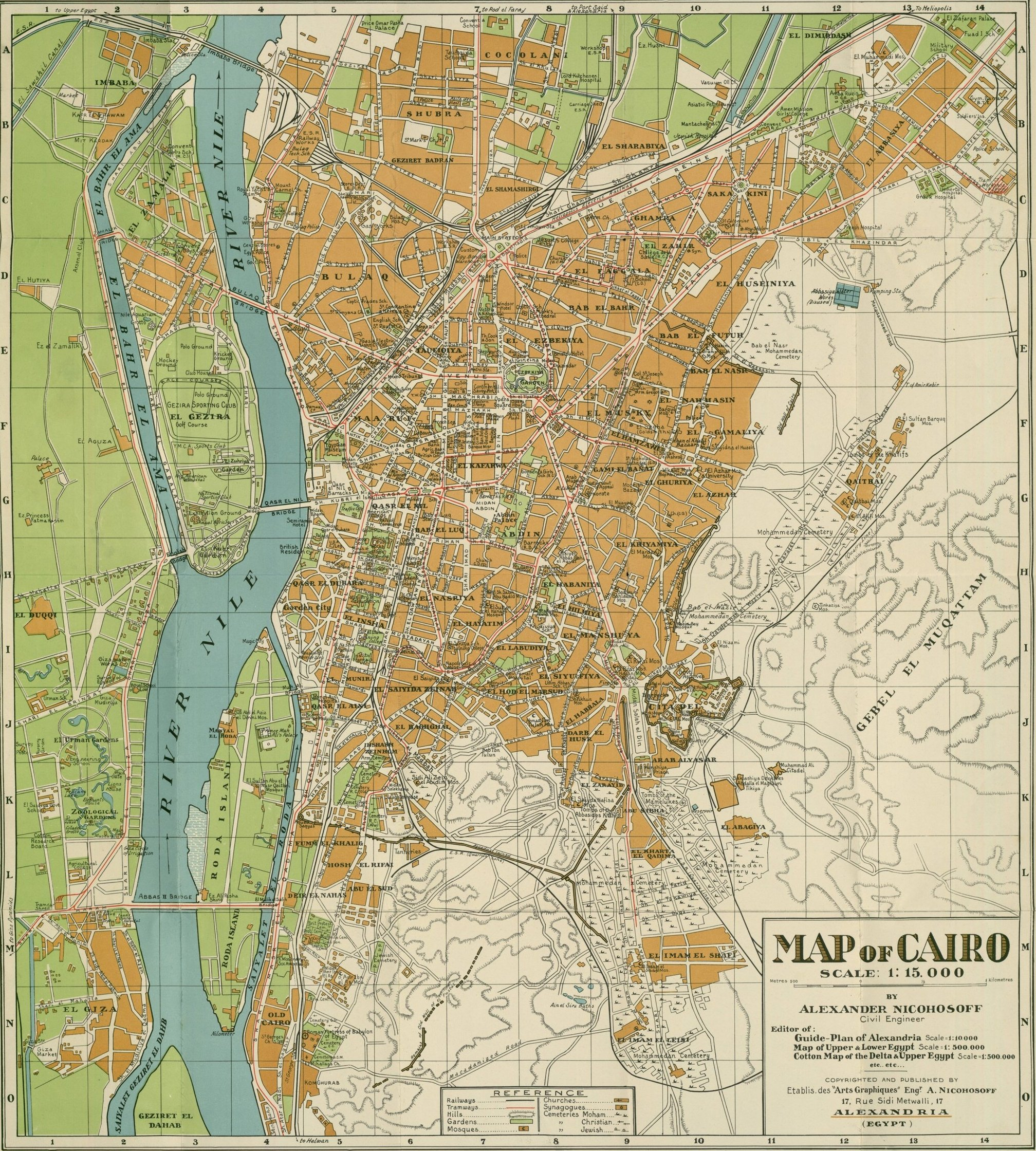
Moderner Stadtplan von Kairo, 1933

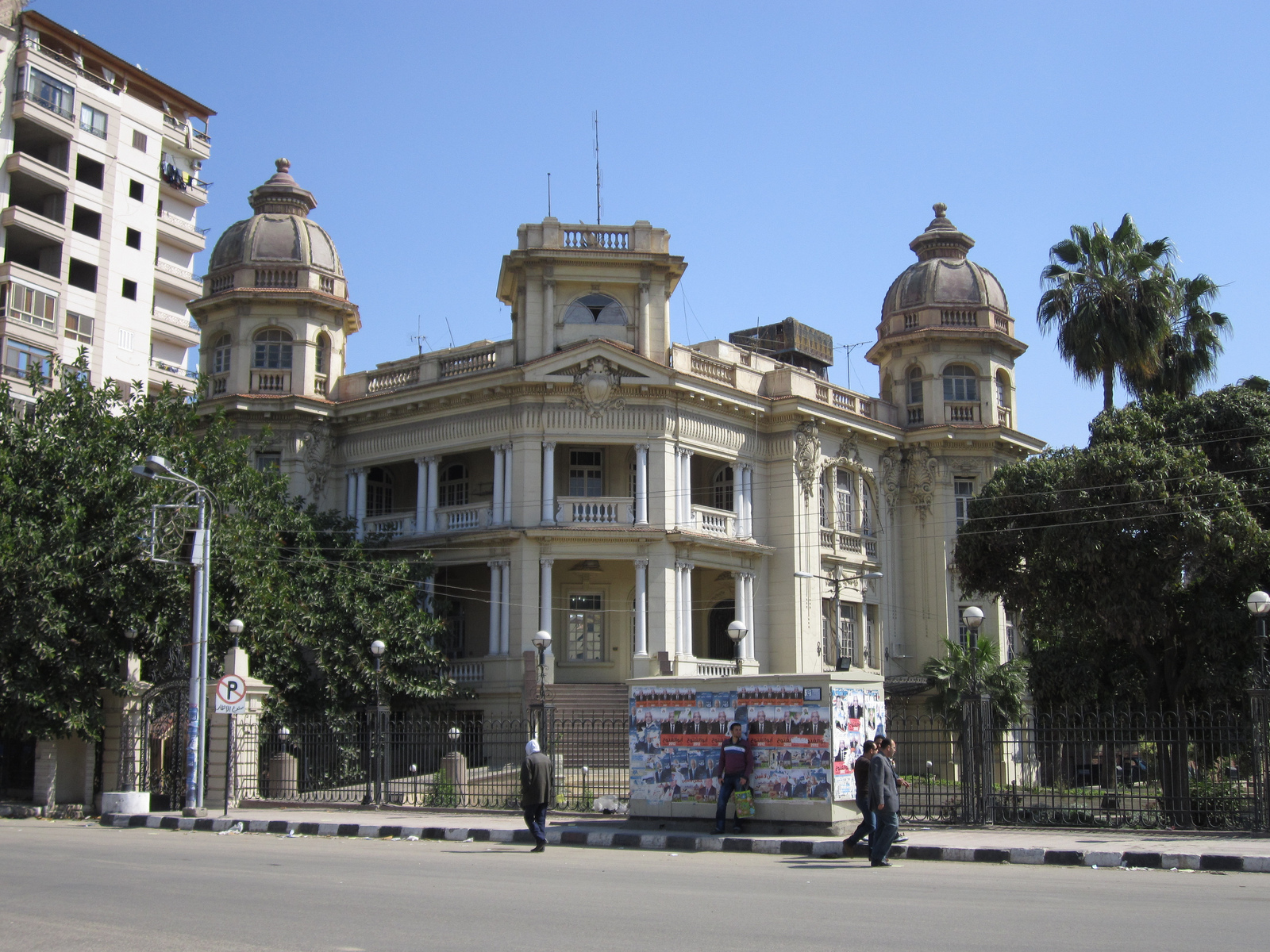
Der Schinnawi-Palast in al-Mansura, erbaut 1928

Trotz großer Unterstützung in der Bevölkerung erlitt die Wafd-Partei zwischen 1930 und 1935 auf innen- und außenpolitischer Ebene zwei entschiedene Niederlagen. Die erste war das Versäumnis, sich mit Großbritannien auszusöhnen, das zu ernsthaften Zugeständnissen bereit war. Die Gespräche dazu verliefen zunächst erfolgreich, wurden aber aufgrund von Uneinigkeiten über den umstrittenen Status des Sudans abgebrochen. Zur gleichen Zeit drängte die aufkommende Weltwirtschaftskrise den König, die politische Initiative zu ergreifen. Fu'ād I. löste das Parlament auf und ernannte am 20. Juni 1930 Ismail Sidqi Pascha zum neuen Premierminister. Ismail Sidqi war Parteichef der Hizb ash-Shaab („Volkspartei“), einer monarchistischen Partei, die sich für mehr politische Rechte des Königs einsetzte. Fu'ād I. ließ die Partei gewähren und Sidqi begann mit der Aushöhlung der bisherigen demokratischen Institutionen zugunsten des Königtums. Seine erste Amtshandlung war sein Austritt aus der von ihm gegründeten Partei, die seinen Kurs nicht mittragen wollte. Auch das Parlament weigerte sich, ihn zu unterstützen. Als im Sommer 1933 Sidqi dem damaligen Parlamentspräsidenten Wisa Wasif ein verfassungswidriges Dekret vorlegte, und dieser sich weigerte es zu unterzeichnen, kam es zu Unruhen in den Städten und Dörfern. Zudem hinzu kamen Aufrufe zur Gewalt der Muslimbrüder, die gegen Juden und koptischen Christen hetzten.
Sidqi zerschlug die Revolte mit Polizeigewalt. Im Parlament konnte er durch Bestechung die Mehrheit der Abgeordneten hinter sich bringen. Er verurteilte die führenden Protestler zu hohen Geldstrafen und verbannte sie teilweise in den Sudan. Am 27. Oktober 1930 kündigte er an, eine neue Verfassung aufzusetzen, die die Befugnisse des Königs und der Regierung deutlich erweitern sollte. Er stieß dabei aber auf heftige Kritik in der Presse und die Oppositionsparteien verweigerten ihm jede Form der Zusammenarbeit. Sie boykottierten die Parlamentswahlen von 1931 und es kam erneut zu Gewaltausbrüchen. Sidqi ernannte daraufhin eigenmächtig von ihm ausgesuchte Personen zu neuen Parlamentsabgeordneten.
Ab 1932 radikalisierte sich politisch Sidqi zunehmend und begann mit der Errichtung einer Diktatur. Die Arbeit von oppositionellen politische Parteien und Vereinigungen wurde unter seiner Herrschaft eingeschränkt, eine Pressezensur eingeführt und zahlreiche vermeintliche und tatsächliche Gegner verhaftet oder ermordet. Ab 1933 war Sidqi befugt, Dekrete mit Gesetzeskraft zu erlassen und war formal nur gegenüber dem Monarchen verantwortlich. Während dieser Zeit ließ er auch um sich einen Personenkult betreiben.
Die schleichende Machtübernahme stieß bei Fu'ād I., der von Sidqi faktisch an die Wand gespielt wurde und kein Gewicht im politischen Leben Ägyptens mehr hatte, auf Widerstand. Auch Teile der Regierung unter der Führung des Justizministers Ali Maher Pascha wendeten sich gegen die Diktatur. Im September 1933 wurde Sidqi vom König entlassen und anstelle der Diktatur trat eine autoritär geführte Monarchie.

### Wirtschaftskrise, Rückkehr zur Demokratie, Ausgleich mit Großbritannien
Nach dem New Yorker Börsenkrach im Oktober 1929 traf ab 1930 auch Ägypten die Weltwirtschaftskrise. Der Außenhandel ging erheblich zurück und das Land konnte kaum noch Baumwolle exportieren. Auch die Industrieproduktion sank um mehr als 60 %. Es kam zu einer kurzzeitigen Hyperinflation und die Arbeitslosigkeit stieg bis 1935 auf ein Viertel der Bevölkerung an. Besonders für die Bauern war die Situation katastrophal. Die Erzeugerpreise für landwirtschaftliche Produkte fielen von 1929 bis 1933 um 50 %, wodurch die Produktion zurückging und viele Menschen verarmten.
Die starke wirtschaftliche Krise in Ägypten sollte Abdel Fattah Yahya Ibrahim Pascha lösen. Am 22. September 1934 ernannte ihn Fu'ād I. zum neuen Premierminister. Er versuchte in seiner Amtszeit durch Arbeitsbeschaffungsmaßnahmen und die Regulierung der Finanzmärkte und die Einführung von Sozialversicherungen zu bewältigen. Jedoch blieben die Löhne der ägyptischen Arbeiterschaft niedrig. Es kam daraufhin zu Arbeiterunruhen und die 1921 gegründete ägyptische Kommunistische Partei trat zum ersten Mal als bedeutende politische Kraft hervor. Im November 1934 setzte Fu'ād I. Abdel Fattah Yahya Ibrahim Pascha ab. Neuer Premierminister wurde am 15. November Muhammad Tawfiq Nasim Pascha, der die Maßnahmen seines Vorgängers aber fortführte, anstatt einen neuen Kurs einzuschlagen.

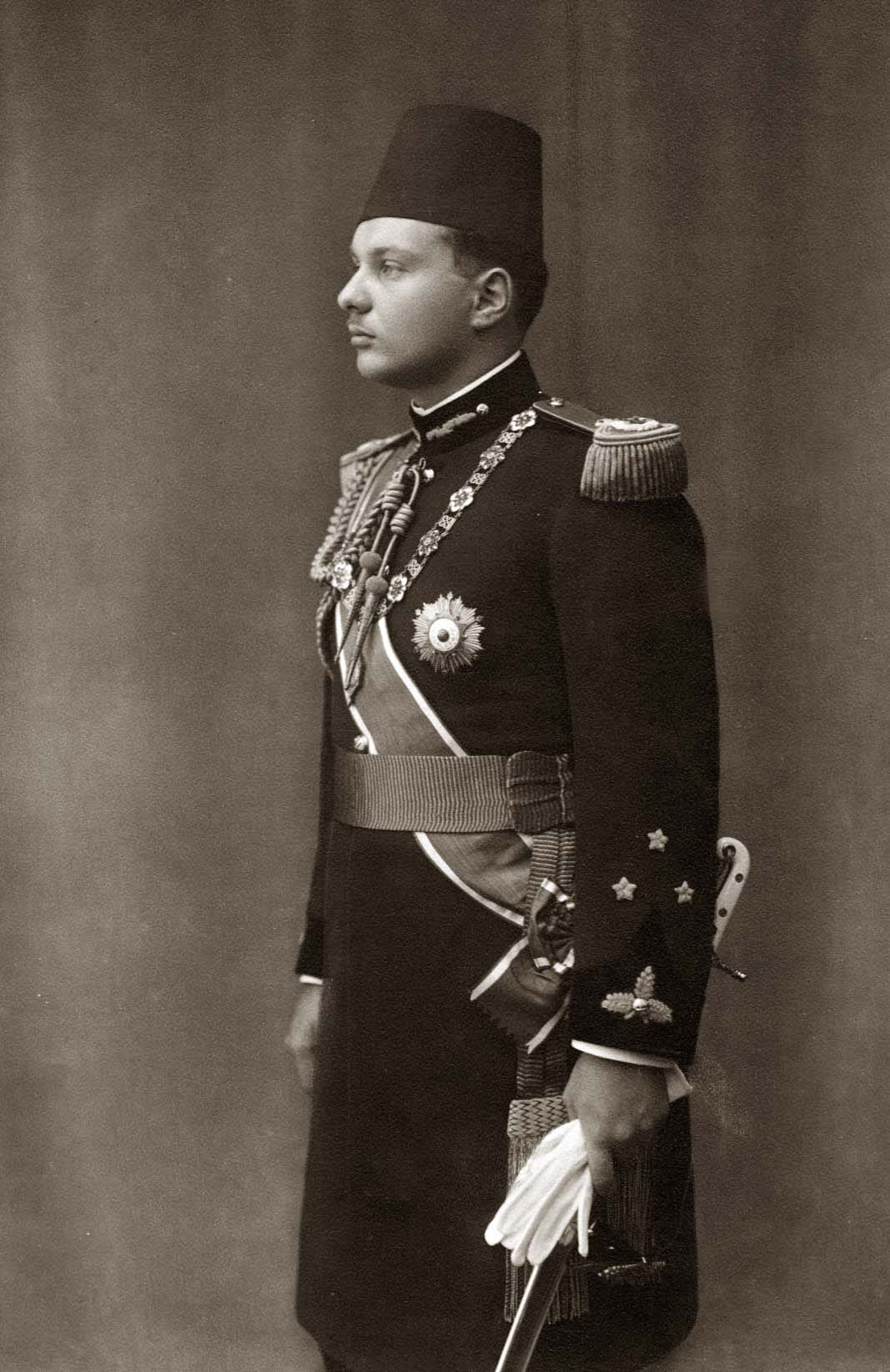
Offizielles Porträt von König Faruq

Durch die nationalsozialistische Machtübernahme im Deutschen Reich 1933 kam es auch in Ägypten zu einem Aufkeimen des Faschismus. Bereits seit 1926 bestand die Landesgruppe Ägypten der nationalsozialistischen Auslandsorganisation NSDAP/AO in Ägypten. Da die Gruppe zunächst wenig erfolgreich war, drohte Hitler nach der Machtübergabe erfolgreich mit einem Boykott der ägyptischen Baumwolle. Die ägyptische Regierung nahm daraufhin eine Kehrtwendung ihrer zuvor antinazistischen Politik vor und verurteilte die antideutsche Boykottbewegung im Land. Auch die ägyptische Presse stellte jetzt angesichts der deutschen Drohung die Juden als Zerstörer der ägyptischen Wirtschaft an den Pranger, wobei solche Kampagnen bereits 1936 wieder aufhörten. 1935 eröffneten die Nationalsozialisten in Kairo eine Zweigstelle des Deutschen Nachrichtenbüros als Propaganda- und Nachrichtendienst-Zentrale. Schon drei Jahre später war das Deutsche Reich zum zweitgrößten Importeur für ägyptische Waren aufgestiegen.
Im Oktober 1933 gründete Ahmed Husayn die ultranationalistische Jungägyptische Partei, die die Gründung eines neuen ägyptischen Reiches befürwortete beziehungsweise Ansprüche auf die Grenzen Ägyptens von 1922 erhob. Die Partei verfügte mit den sogenannten Grünhemden über eine paramilitärische Organisation und orientierte sich vorwiegend am Nationalsozialismus mit seinem radikalen Antisemitismus. Sie und die Muslimbrüder erhielten danach immer mehr Zulauf und gewannen an politischem Gewicht. Daraufhin drängten die Wafd-Partei und das ägyptische Parlament Fu'ād I. 1935 zur Außerkraftsetzung der Verfassung von 1930, um angeblich eine weitere Diktatur verhindern zu können. Der König stimmte nach anfänglichem Zögern zu.
Am 30. Januar 1936 wurde Ali Maher Pascha von der Wafd-Partei von Fu'ād I. zum Premierminister ernannt. Am 28. April 1936 starb, nach 14 Jahren Herrschaft und im Alter von 68 Jahren, der König. Sein Nachfolger wurde sein sechzehnjähriger Sohn Faruq. Am 6. Mai kehrte er von seinem Studium in Großbritannien nach Ägypten zurück. Zuerst übernahm ein Regentschaftsrat, bestehend aus Muhammad Ali Tewfik, Adli Yakan Pascha, Tawfiq Nasim Pascha, Aziz Ezzat Pascha und Sherif Sabri Pascha, die Vormundschaft für den jungen König. Am 29. Juli 1937 wurde der Rat aufgelöst und Faruq für regierungsfähig erklärt.

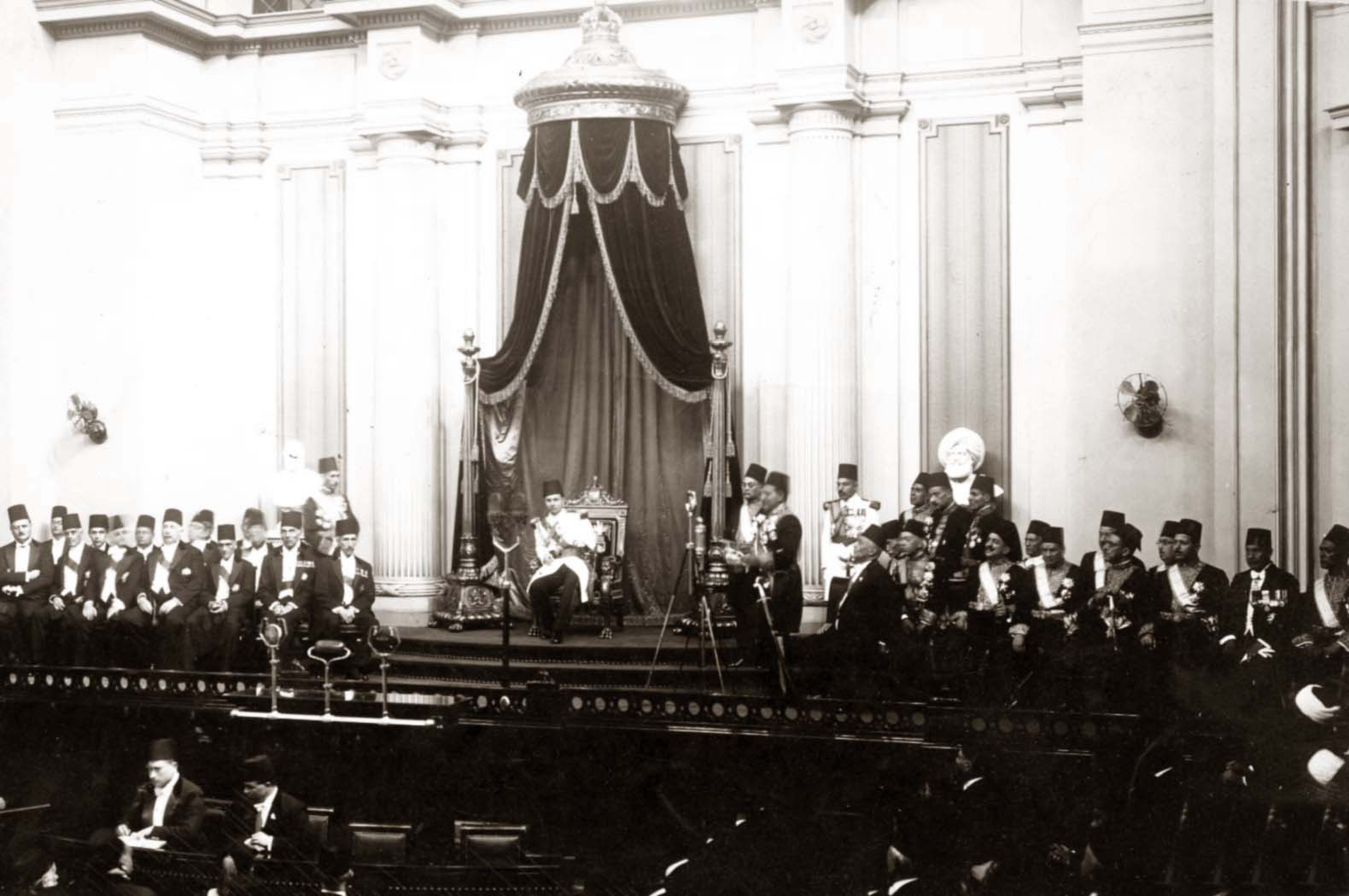
Der König nach seiner Inthronisierung im ägyptischen Parlament, 1937

In den Parlamentswahlen vom Mai 1936 gewann die Wafd-Partei wieder die Mehrheit im Parlament und Faruq, der wie sein Vater die demokratische Staatsordnung ablehnte, musste am 6. Mai Mustafa an-Nahhas Pascha zum Premierminister ernennen. Dennoch kam es zu einer gewissen Zusammenarbeit zwischen dem Monarchen und der Regierung. Faruq kündigte zu Beginn seiner Regierungszeit ein umfassendes Reformprogramm an und beauftragte Nahhas Pascha mit der Umsetzung. Die Regierung amnestierte alle Teilnehmer an politischen Protesten, die zwischen 1930 und 1933 verhaftet wurden, gewährte allen Bauern einen finanziellen Kredit und senkte für alle Bürger die Steuern. Außenpolitisch setzte man auf einen Ausgleich mit Großbritannien. Nahhas Pascha nahm mit den Briten wieder Gespräche auf und konnte erfolgreich einen Vertrag aushandeln, der den seit 1924 andauernden Streit zwischen den beiden Nationen beilegte und sie zu Verbündeten machte. Durch den Anglo-Ägyptischen Friedensvertrag vom 26. August 1936 verzichtete Großbritannien auf bestimmte vorbehaltene Rechte in Ägypten und zog seine Truppen schrittweise bis auf die Suezkanalzone zurück, wobei es sich aber das Zugriffsrecht auf das ägyptische Transport- und Kommunikationssystem im Kriegsfall sicherte. Zudem wurde die ägyptische Armee dem Oberbefehl des Königs unterstellt und das bisherige Amt des Sirdar abgeschafft und anstatt ein Hochkommissar ein Botschafter als britische Vertretung nach Ägypten entsandt. Am 14. November 1936 musste Miles Lampson (Hochkommissar) und 1937 Charlton Watson Spinks (Sirdar) ihren Posten räumen und das Königreich Ägypten konnte die britische Herrschaft endgültig abschütteln, wobei der britische Einfluss beträchtlich blieb.

### Neue Außenpolitik, Vollbeschäftigung, Vorabend des Zweiten Weltkriegs

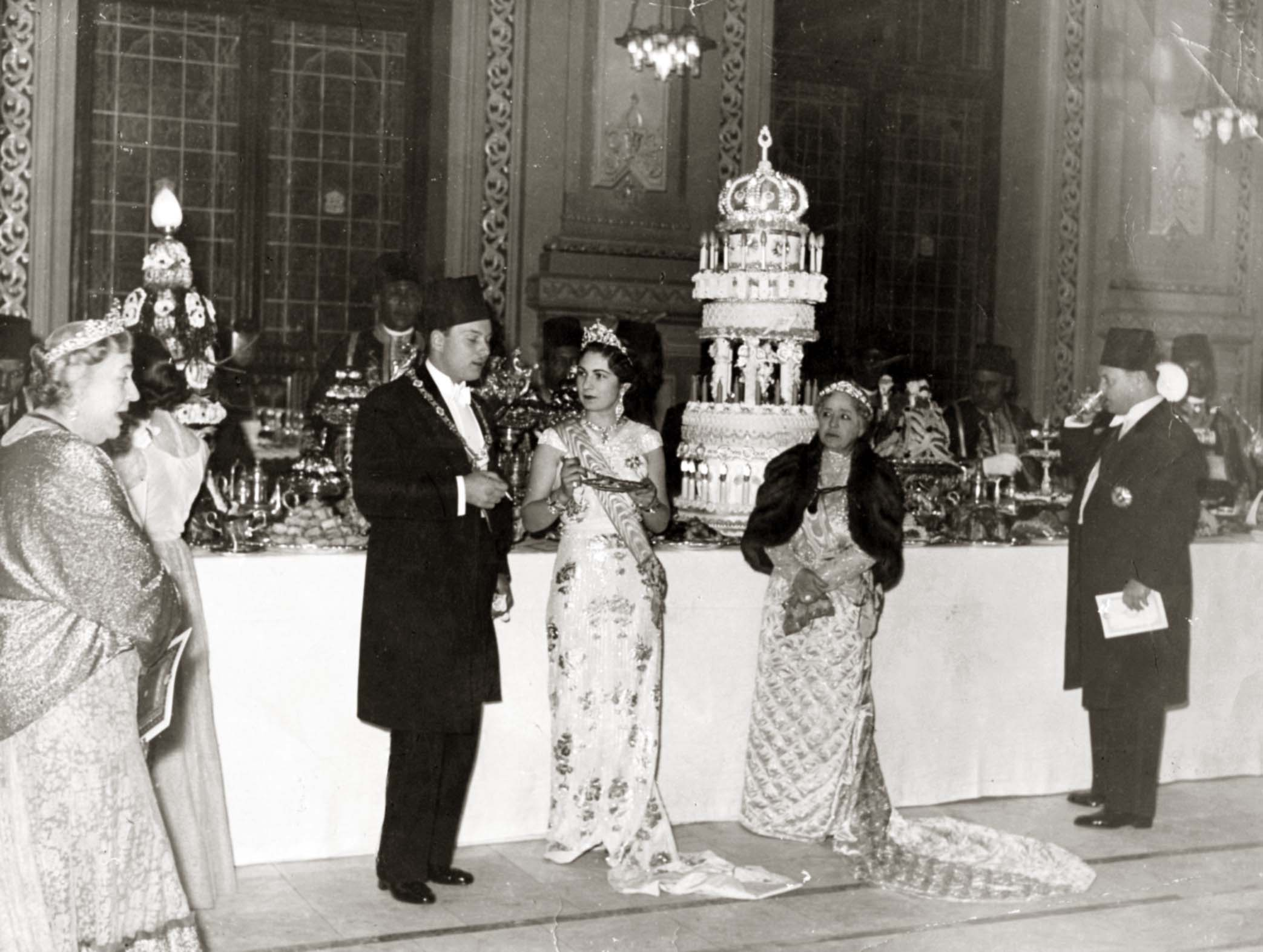
Ein Bankett im Abdeen-Palast anlässlich der Hochzeit von König Faruq und Königin Farida von Ägypten. Photographierte Personen von links nach rechts:
Prinzessin Nimet Mouhtar (1876–1945), Tante Faruqs (väterlicherseits);
König Faruq (1920–1965), der Bräutigam;
Königin Farida (1921–1988), die Braut;
Melek Tourhan (1869–1956), Witwe von Hussein Kamil;
Prinz Muhammad Ali Ibrahim (1900–1977), Faruqs Onkel (väterlicherseits)

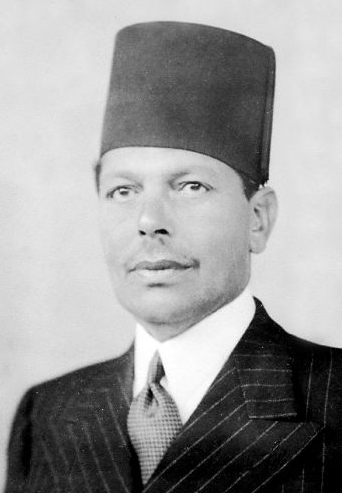
Premierminister Mohamed Mahmoud Khalil erreichte während seiner zweiten Amtszeit bis 1939 einen Ausgleich mit Großbritannien

Am 26. Mai 1937 trat Ägypten dem Völkerbund bei und orientierte sich außenpolitisch neu. Es kam zu einer Anlehnung an die westlichen Demokratien und erneut zu einem Abrücken vom faschistischen Königreich Italien und dem nationalsozialistischen Deutschen Reich, an die sich Ägypten seit 1933 verstärkt angelehnt hatte. Verantwortlich dafür war Mohamed Mahmoud Khalil, der am 29. Dezember 1937 von Faruq zum neuen Premier ernannt wurde, nachdem Nahhas Pascha fast einem Attentat der jungägyptischen Partei zum Opfer gefallen wäre. Mahmoud pflegte gute Beziehungen zum britischen Königshaus und war ein Unterstützer des ägyptisch-britischen Bündnisses von 1936. Unter seiner Regierung verurteilte Ägypten den Anschluss Österreichs 1938 und die vorherige italienische Eroberung Äthiopiens 1935/1936. Mit Italien kam es danach zu Spannungen und zwischen den beiden Ländern flammte wieder ein Konflikt um die endgültige Grenzziehung Ägyptens mit der Kolonie Italienisch-Libyen auf. Italien forderte zudem von Ägypten die Auslieferung von Anhängern des gestürzten Freiheitskämpfers Omar Mukhtar, die im Rahmen des Zweiten Italienisch-Libyschen Krieges zwischen 1923 und 1931 ins Land geflohen waren. Die ägyptische Regierung lehnte ab, und Italien errichtete an der Grenze zu Ägypten einen 270 bis 300 km langen und vier Meter breiten Stacheldrahtverhau mit befestigten Kontrollposten.
Der neue Kurs stieß bei einem beträchtlichen Teil der Ägypter auf Ablehnung. Die Wafd-Partei, die sich seit der Ernennung von Mahmoud in der Opposition befand, lehnte ihn ebenfalls ab. Die Regierungspartei liberale Verfassungspartei (حزب الاحرار الدستوريين, Ḥizb al-aḥrār al-dustūriyyīn), die sich vom Wafd abspaltete, wurde danach von Faruq immer mehr unter Druck gesetzt und mäßigte ihren Kurs wieder. So verurteilte Ägypten nicht die deutsch-italienische Intervention im Spanischen Bürgerkrieg und hielt sich bei der Besetzung der Tschechoslowakei 1939 zurück. Dennoch hatte sich Ägypten bei den späteren Achsenmächten als auch bei den westlichen Demokratien, deren Appeasement-Politik (vor allem das Münchner Abkommen 1938) Mahmoud nicht mittragen wollte, außenpolitisch diskreditiert und pflegte nur noch gute Beziehungen zu den Vereinigten Staaten, was auch eine Beendigung der Wirtschaftskrise in Ägypten ermöglichte. Mahmoud setzte dabei auf wirtschaftsliberale Strukturreformen, und Ägypten erreichte 1937/1938 wieder Vollbeschäftigung. Die liberale Regierung belebte zudem das Modernisierungsprogramm der Wafd-Partei, das 1930 ins Stocken kam und in den Wirren der Diktatur von Ismail Sidqi Pascha abgebrochen wurde, wieder und führte es fort. Der Lebensstandard, insbesondere in Kairo und auf dem Land, stieg danach erheblich an. Mit einem Pro-Kopf-Einkommen von durchschnittlich 1.300 US-Dollar näherte sich das Land dem europäischen Durchschnitt. Wobei es große Unterschiede zwischen dem Norden und Süden des Landes gab. Im heutigen Südsudan war von der Entwicklung nichts zu spüren, und die Mehrheit der Bevölkerung lebte weiterhin in Armut. In Khartum fand im Auftrag von Faruq hingegen eine umfassende Stadterneuerung statt. Große Teile der Stadt wurden dabei abgerissen und zahlreiche europäische Architekten für die Umgestaltung herangezogen. Auf die internationale Bühne konnte Ägypten am 16. März 1939 wieder zurückkehren. Durch die Heirat von Faruqs Schwester Fausia mit dem iranischen Kronprinzen und späteren Schah Mohammad Reza Pahlavi war eine strategische Allianz Ägyptens mit dem Iran und der Türkei entstanden. Iran lieferte von da an umfassende Rohstoffvorräte (insbesondere Erdöl) an Ägypten, während dessen Beamte beim Aufbau der damals unterentwickelten iranischen Infrastruktur halfen. Die Allianz überstand den Zweiten Weltkrieg und hielt faktisch bis zur Scheidung des Paares am 18. November 1948.
Am 18. August 1939 wurde Mahmoud von Faruq durch Ali Maher Pascha ersetzt, der damit zum zweiten Mal Premierminister wurde. Ali Maher war zwar auch ein Mitglied der Liberalen Verfassungspartei, stand Großbritannien aber kritisch gegenüber und befürwortete eine dauernde Neutralität Ägyptens. Dennoch verurteilte er, wie sein Vorgänger, die nationalsozialistischen Nürnberger Rassengesetze und bot verfolgten deutschen Juden in Ägypten eine neue Heimat an. Aus dem aufkeimenden Nahostkonflikt versuchte er sein Land herauszuhalten.

## Zweiter Weltkrieg

### Neutralität und britische Besetzung 1940

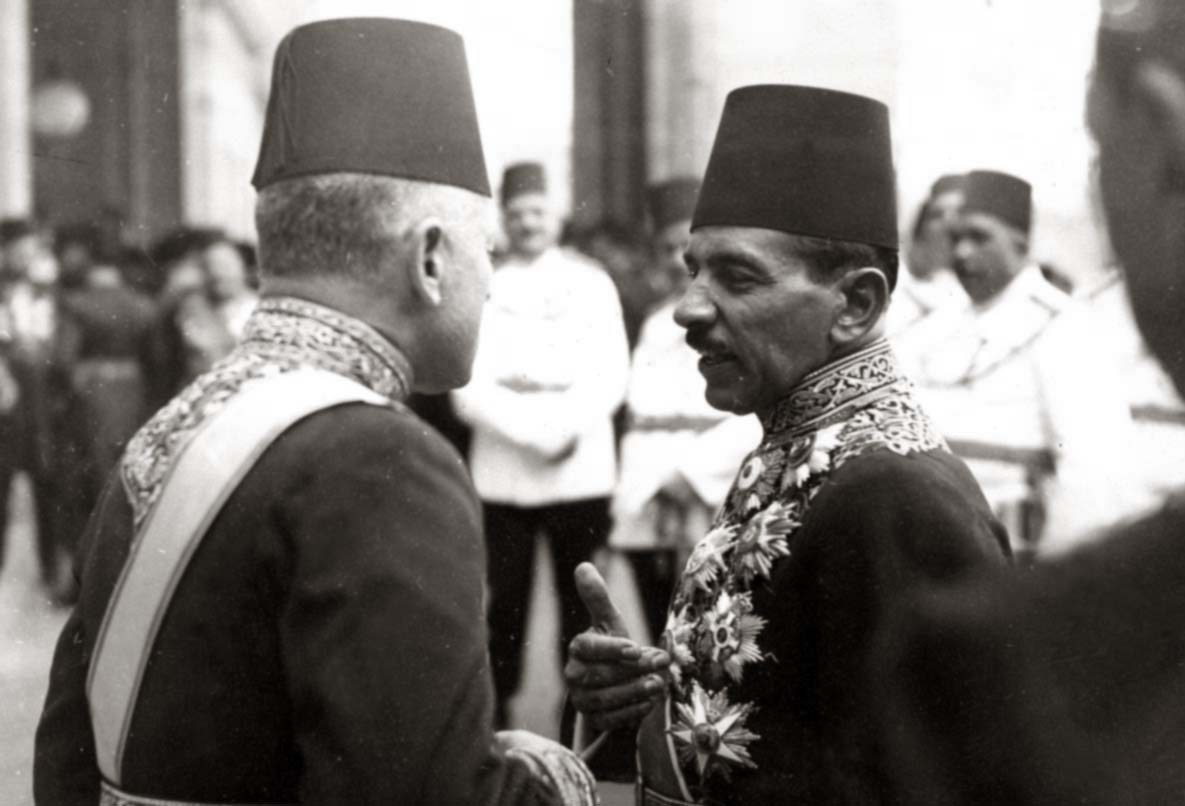
Ali Maher Pascha kurz vor seiner Entlassung um 1940

Im September 1939 begann mit dem deutschen Überfall auf Polen der Zweite Weltkrieg in Europa. König Faruq verkündete noch im selben Monat die Generalmobilmachung der Armee. Der Generalstab unter Aziz Ali al-Misri entsendete, um einen möglichen italienischen Angriff abwehren zu können und eventuell auf das Gebiet der Kolonie Libyen vorstoßen zu können, die meisten Einheiten an die libysch-ägyptische Grenze. Jedoch waren die Italiener den nur 100.000 ägyptischen Soldaten an Material und Menschen weit überlegen.
Italien trat schließlich nach dem erfolgreichen Feldzug der Wehrmacht gegen Frankreich am 10. Juni 1940 auf der Seite des Deutschen Reiches in den Zweiten Weltkrieg ein und erklärte Großbritannien sowie Frankreich den Krieg. Benito Mussolini wollte den Krieg nutzen, um das Imperium Romanum rund um das Mittelmeer neuzugründen und erhob auch Ansprüche auf Ägypten und den Sudan. Am 10. Juni 1940 begann mit italienischen Angriffen auf benachbarte britische Kolonien der Ostafrikafeldzug. Ägypten wurde damit in den Zweiten Weltkrieg hineingezogen und italienische Truppen stießen auf dessen Territorium vor. Sie besetzten die heute sudanesischen Orte Kassala, Gallabat, Kurmuk und Qeisan.
Am 13. Juni 1940 brach als Reaktion auf die Invasion das ägyptische Parlament alle diplomatischen Beziehungen mit Italien ab, erklärte aber, es werde sich im Krieg neutral verhalten. Am 13. September wurden gegenüber dem Deutschen Reich die gleichen Schritte ergriffen. Am 28. Juni 1940 wurde Ali Maher Pascha als Premierminister entlassen, weil er sich geweigert hatte, die Beziehungen zu Italien abzubrechen. Neuer Regierungschef wurde Hassan Sabry Pascha. Kurz darauf berief sich Großbritannien auf den Anglo-Ägyptischen Vertrag von 1936, der bei einer Bedrohung des Suezkanals die Besetzung des Landes erlaubte. Die ägyptische Armee hatte dem nichts entgegenzusetzen. Faruq protestierte gegen die Besetzung, wurde aber von den Briten kaltgestellt. Auch Proteste des Parlaments und der Bevölkerung wurden ignoriert und teilweise unterdrückt. In Alexandria und Kairo ließen die Briten die italienische Minderheit, wegen Sympathie mit dem Feind, internieren.
Im August 1940 kam es zu Aufständen und Protesten gegen die britische Besatzungspolitik. Italien nahm dies zum Anlass um das scheinbar instabile und militärisch schwach verteidigte Land im September vom Norden anzugreifen und damit die ägyptisch-britischen Truppen in einem Mehrfrontenkrieg zu binden.

### Invasion der Achsenmächte

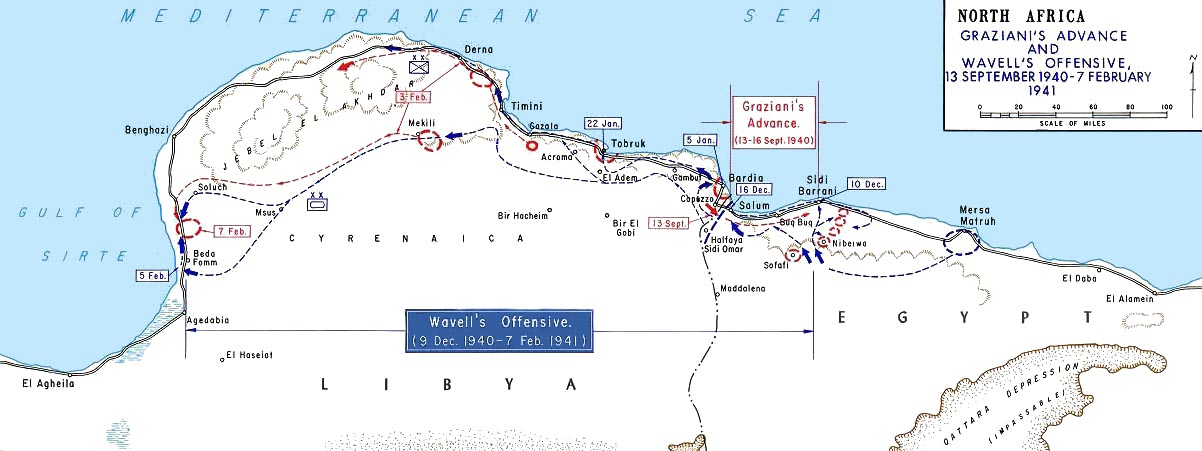
Italienischer Vorstoß nach Ägypten und die britische Operation Compass

Gebiete und Kolonien des Königreiches Italien 1941

Nach kleineren Gefechten an der libysch-ägyptischen Grenze am 9. September 1940 mit einer Serie von Luftangriffen auf britische Grenzposten begann am 13. September die italienische Invasion des ägyptischen Mutterlandes. Benito Mussolini hatte vom italienischen Oberbefehlshaber in Libyen, Rodolfo Graziani, diesen Vorstoß gefordert, um den Briten den Suezkanal zu entreißen, Ägypten zu besetzen und die italienischen Besitzungen in Nord- und Ostafrika dadurch zu verbinden. Die vorsichtig vorrückenden Italiener drangen binnen weniger Tage bis etwa 100 Kilometer auf ägyptisches Gebiet vor, wo sie aufgrund der Zerstörung ihrer Nachschubwege durch britische Flugzeuge und Kriegsschiffe haltmachten und befestigte Lager errichteten. Dort kollidierten sie mit der Spitze der britischen Streitkräfte in Ägypten, deren Hauptquartier sich in Marsa Matruh befand. Am 16. September wurde der Ort Sidi Barrani besetzt, womit der italienische Machtbereich im Land sein Maximum erreichte.
Am 14. November 1940 starb Premierminister Hassan Sabry Pascha. Sein Nachfolger wurde Hussein Sirri Pascha, dem Sympathien für die Achsenmächte nachgesagt wurden. Dennoch unterstützte er mit der Operation Compass den Gegenangriff der Briten, der am 8. Dezember 1940 begann. Am 10. und 11. Dezember wurde Sidi Barrani wieder von britischen Verbänden zurückerobert. Damit war die italienische Invasion Ägyptens gescheitert. Am 11. Dezember musste sich Rodolfo Graziani mit seinen Truppen an die libysch-ägyptische Grenze zurückziehen, wo am nächsten Tag auch die Briten eintrafen und rund 38.000 italienische Soldaten gefangen nahmen. Innerhalb der nächsten 10 Wochen stießen sie rund 800 Kilometer auf libysches Gebiet vor, zerstörten dabei 400 Panzer, erbeuteten 1292 Geschütze und erfassten rund 130.000 Kriegsgefangene.
Während der gesamten italienischen Invasion Ägyptens und den nachfolgenden Zusammenstößen vom 9. September 1940 bis 9. Februar 1941 verloren die Briten und ihre Verbündeten nur 500 Mann und hatten 1373 Verletzte und 55 Vermisste zu beklagen. Für das Königreich Italien war das Unternehmen ein Desaster.

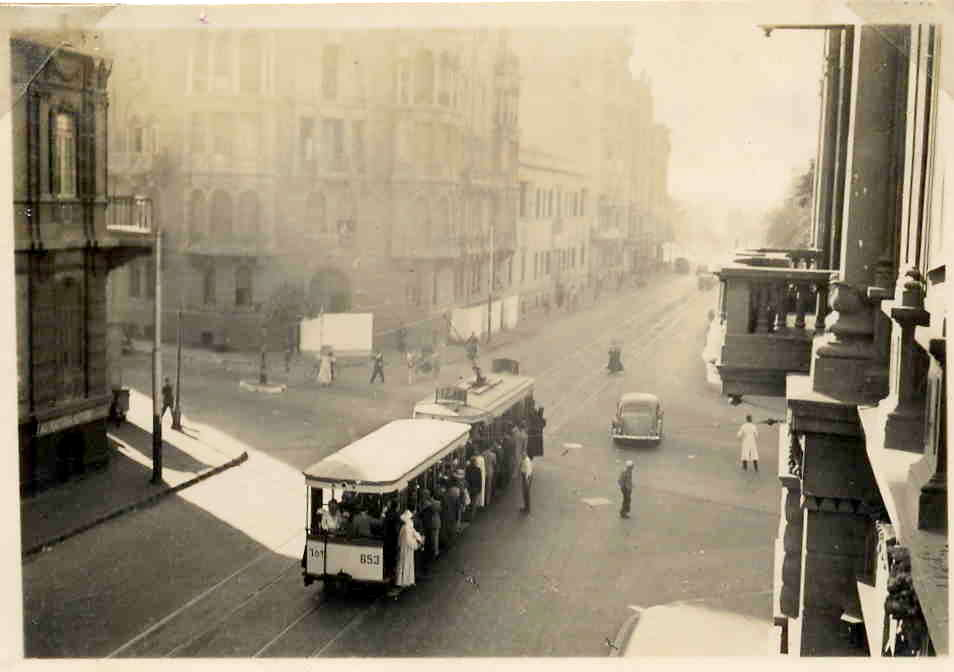
Kairoer Straßenszene während des Krieges 1941

Die Nachricht der italienischen Niederlage in Ägypten und der erfolglose Angriff auf das Königreich Griechenland, der aufgrund starker griechischer Gegenwehr bald die volle Aufmerksamkeit der königlich italienischen Truppen beanspruchte und der Angriff auf Tarent im Oktober 1940, zwangen Hitler zum Eingreifen. Im Februar 1941 entsandte er das neugegründete Deutsche Afrikakorps unter dem Befehl Erwin Rommels nach Tripolis, wo sich dieser zusammen mit den Italienern zum Angriff rüstete. Am 31. März begann der Vormarsch, dessen Hauptvorstoß sich auf Marsa el Brega richtete, um einen Brückenkopf zur Einnahme der Kyrenaika errichten zu können. Der deutsch-italienische Vorstoß stoppte Mitte April bei der ägyptischen Grenzstadt und Festung Sallum östlich von Tobruk. Am 10. April startete das Afrikakorps die Belagerung von Tobruk.
Im November 1941 begannen die Alliierten die Operation Crusader zur Beendigung der Belagerung. Der Angriff erwies sich als erfolgreich und nach einer komplexen Reihe von Schlachten erreichten sie am 6. Januar 1942 Berga. Die Belagerung von Tobruk endete schließlich am 27. November und die Achsenmächte zogen sich aus der Kyrenaika bis einschließlich nach al-Agheila zurück. König Faruq und die Wafd-Partei setzten in den Sieg enorme Erwartungen und strebten eine Wiedereingliederung der 1926 beziehungsweise 1934 an Libyen abgetretenen Gebiete an, was aber erfolglos blieb.
Im November 1941 konnten die Briten auch in Ostafrika die Initiative zurückgewinnen. Die Kämpfe endeten mit der Aufgabe von Italienisch-Ostafrika und befreiten Ägypten aus der Umklammerung des Zweifrontenkrieges. In der Nacht vom 18. auf den 19. Dezember 1941 kam es aber zum Angriff auf Alexandria, wo von Kampfschwimmern einer Spezialeinheit (Decima Flottiglia MAS) der italienischen Regia Marina auf den Stützpunkt der britischen Mediterranean Fleet ein Angriff auf den Hafen von Alexandria durchgeführt wurde. Sechs italienische Torpedoreiter setzten dabei mit Sprengladungen die beiden Schlachtschiffe Queen Elizabeth und Valiant auf Grund. In der Folge dieses Angriffs verschob sich das Kräfteverhältnis im Mittelmeer für einige Monate zugunsten der Achsenmächte.
Im Mai 1942 startete das Afrikakorps das Unternehmen Theseus. Diese Offensive konnte die Briten bis nach Ägypten zurückdrängen.
Am 20. Juni 1942 griffen die Achsenmächte erneut Tobruk an. Der Angriff führte zur Erbeutung von großen Mengen an Treibstoff und Munition. Die Briten waren nicht im Stande die Stadt zu halten und gaben am Abend des 21. Juni auf. Einen Tag später überschritt Rommel erneut die libysch-ägyptische Grenze, wo er am 24. Juni einen Halt machte. Am 26. Juni kam es zur Schlacht von Marsa Matruh, wo Rommel in der Lage war, die Stadt am 29. Juni zu erobern. Der Fall von Marsa Matruh war ein großer Sieg für Rommel. Jetzt waren seine Truppen nur noch 200 Kilometer von Alexandria entfernt und erbeuteten wichtiges Kriegsmaterial. Am selben Tag wurde die Kleinstadt El Dabaa eingenommen, von wo die Panzerarmee Afrika auf El Alamein (112 Kilometer westlich von Alexandria und 592 Kilometer östlich von Tobruk) vorstoßen sollte.
Am 1. Juli begann die erste Schlacht von El Alamein. Die Kämpfe zogen sich etwa über vier Wochen des Monats Juli 1942 hin und endeten mit einem britischen Sieg, weil sich die 8. Armee der Briten vor allem auf eine Schwächung der italienischen Truppen konzentrierte, um deren deutschen Verbündeten nachhaltig zu schwächen.

### Von der Regierungskrise 1942 bis zum Ende des Krieges
Im Februar des Jahres 1942, als das Afrikakorps eine erfolgreiche Offensive in Richtung Ägypten begann, kam es zum ersten Mal seit dem Tod von König Fu'ād I. 1936 zum Konflikt zwischen den Briten und dem ägyptischen Königshaus. König Faruq wollte den, bei den Briten verhassten, Nationalisten Ali Maher Pascha erneut zum Premierminister ernennen, entschied sich aber dann die bisherige Regierung unter Hussein Sirri Pascha im Amt zu belassen. Als die britische Regierung davon Wind bekam, forderte sie die Bildung einer neuen Regierung unter Mustafa an-Nahhas Pascha von der Wafd-Partei, die angesichts des Afrikafeldzugs für Stabilität in der Verwaltung sorgen sollte. Als Faruq versuchte, die Ernennung von an-Nahas durch Aufschiebung zu verhindern, ließ der britische Botschafter in Kairo Miles Lampson kurzerhand den Palast des Königs am 4. Februar von britischen Truppen mit Panzern umstellen, woraufhin Faruq nachgab. Dieser Akt verdeutlichte für das ägyptische Militär und die einheimische Bevölkerung die Machtlosigkeit Faruqs gegenüber den Briten und beschädigte sein Ansehen erheblich. Aber auch die Wafd-Partei, die in den Wahlen vom März 1942 erneut die absolute Mehrheit erreichen konnte und einst die Fahnenträgerin des ägyptischen Nationalismus gewesen war, wurde zum Symbol der Kollaboration mit den Briten.

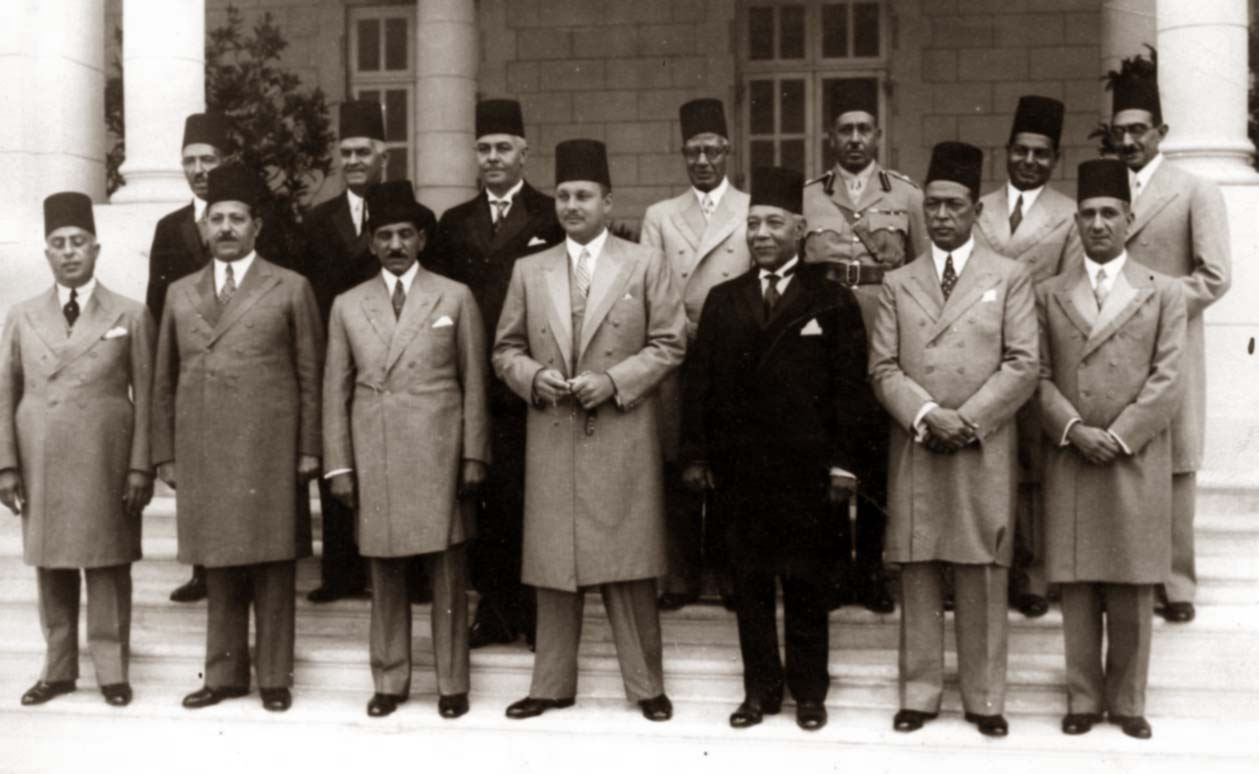
Faruq mit Ministern nach der Krise von 1942

Nach der Regierungskrise kam es Anfang 1942 in Alexandria und Kairo zu antibritischen und prodeutschen Demonstrationen und Sabotageakten. Hochrangige Offiziere, wie der Generalstab der ägyptischen Armee nahm geheime Kontakte zum italienischen und deutschen Stab auf. Auch in der ägyptischen Elite um Faruq gab es zahlreiche Sympathisanten der Achsenmächte. Dennoch hielt sich die Zusammenarbeit mit der Achse im Vergleich zu anderen arabischen Ländern weitgehend in Grenzen. Es gab keine gegen Juden gerichtete Boykotte, physische Übergriffe unterblieben und die Ausübung der Religion wurde nicht behindert, zudem weigerte sich Faruq die ägyptischen Juden im Falle eines Sieges der Achse auszuliefern.
Die Führung des Vereinigten Königreichs versuchte als Folge der Proteste das ägyptische Volk erfolgreich zu beruhigen. Die Wafd-Partei konnte danach wieder an Ansehen gewinnen und blieb bis zu ihrem Verbot 1952 weiterhin die dominierende politische Kraft.

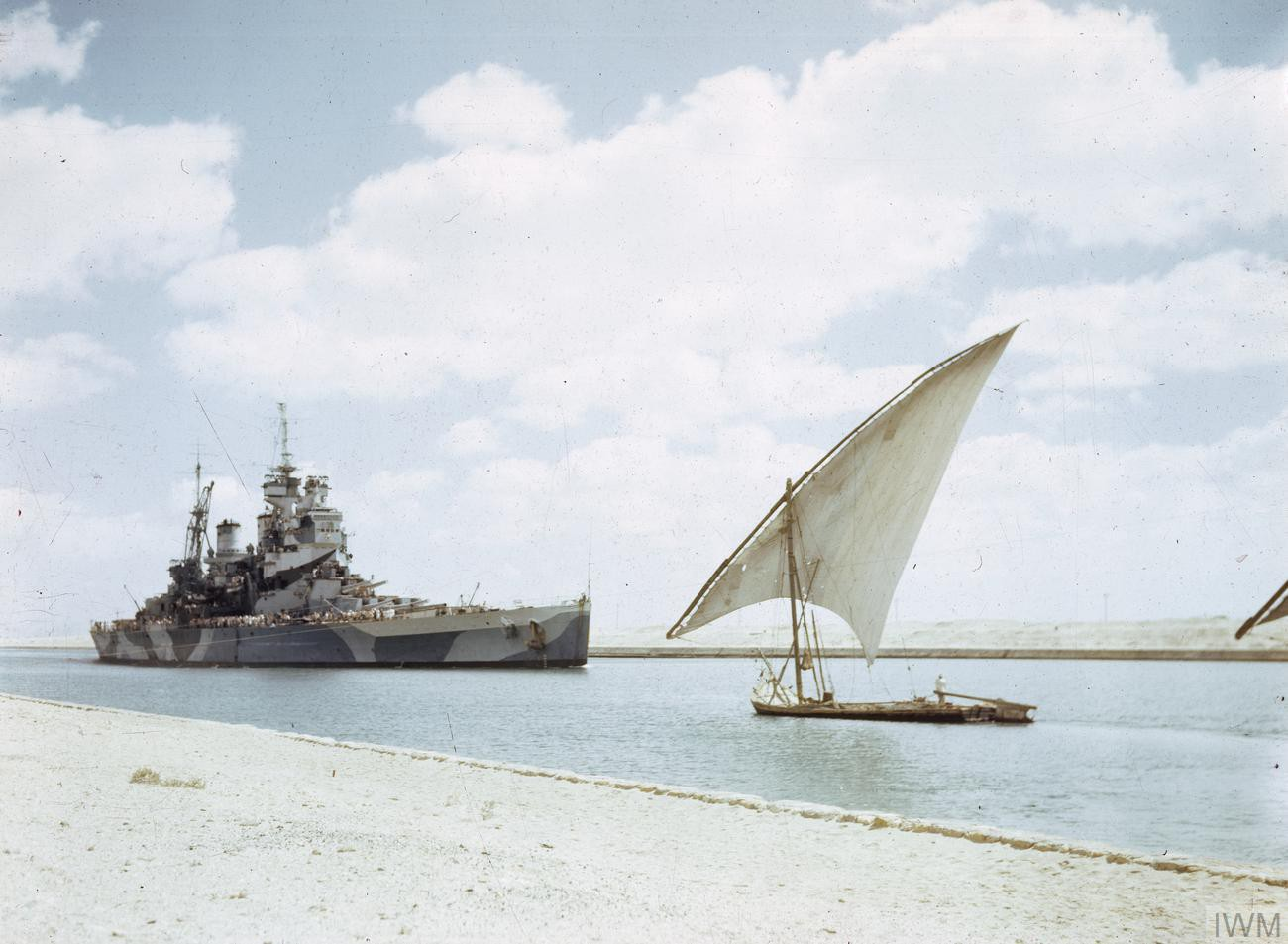
Das britische Schlachtschiff Howe mit einer Feluke im Suezkanal, 14. Juli 1944

Vom 23. Oktober bis zum 3. November kam es zur Entscheidungsschlacht von El Alamein, die mit einem britischen Sieg endete und am 6. November zur Erfassung von über 30.000 Soldaten führte.
Bernard Montgomery, der am 13. August 1942 von Premierminister Winston Churchill zum Oberbefehlshaber der 8. Armee ernannt worden war, war der Befehlshaber der britischen Truppen. Die Schlacht markierte einen wichtigen Wendepunkt des Zweiten Weltkrieges und war der erste große Sieg der britischen Commonwealth-Truppen über die deutsche Armee. Heute glauben einige Historiker, dass sie mit der Schlacht von Stalingrad einer beiden großen alliierten Siege war, die zur Totalniederlage des Deutschen Reiches 1945 führten.
Nach dem vollständigen Rückzug aus Ägypten musste auch Libyen im Januar 1943 von den Achsenmächten aufgegeben werden. Mit der Niederlage im Tunesienfeldzug am 13. Mai 1943 endete auch der Afrikafeldzug. Im Anschluss fand vom 22. bis zum 26. November 1943 die Konferenz von Kairo zwischen dem US-amerikanischen Präsidenten Franklin D. Roosevelt, Winston Churchill und dem chinesischen Generalissimus Chiang Kai-shek statt. Die drei Regierungschefs einigten sich dabei auf die Kairoer Erklärung über die Kriegsziele gegenüber dem japanischen Kaiserreich im Pazifikkrieg.
Kurz vor seinem Sturz am 10. Oktober 1944 organisierte Mustafa an-Nahhas Pascha im September in Alexandria ein Treffen von Vertretern aus sieben arabischen Staaten. Am 7. Oktober desselben Jahres wurde mit der Unterzeichnung des „Protokolls von Alexandria“ (sog. Memorandum of Understanding) die Gründung der Arabischen Liga beschlossen. Im Februar und März 1945 kam es in Kairo zu weiteren Vorbereitungstreffen. Am 11. Mai 1945 wurde das Königreich Ägypten einer der Gründungsstaaten der Liga. Die dabei hervortretende ägyptische Dominanz (Sitz der Organisation war in Kairo und der erste Generalsekretär war mit Abdel Rahman Azzam ein Ägypter) führte vermehrt zu Spannungen mit Saudi-Arabien.
Der Nachfolger von an-Nahhas wurde Ahmed Maher Pascha von der liberal-monarchistischen Saadisch institutionalisierten Partei (حزب الهيئة السعدية). Unter Maher Pascha konnten seine Partei und Faruq ihre Popularität ausbauen. Im Januar 1945 erhielt die Partei durch den Boykott der Wafd-Partei bei den Parlamentswahlen die absolute Mehrheit. Am 24. Februar erklärte Mahir Pascha dem Deutschen Reich und Japan den Krieg. Ägyptische Truppen nahmen aber an keinen Kampfhandlungen teil und flogen lediglich bis 1943 Aufklärungsflüge gegen Italien. Kurz nach der Kriegserklärung wurde der Premierminister im Parlament von einem Abgeordneten ermordet und am 26. Februar wurde Mahmud an-Nukraschi Pascha als sein Nachfolger zum Premier ernannt. Als eine der Siegermächte wurde Ägypten am 13. Februar 1945 von Franklin D. Roosevelt besucht. Weitere Staatsgäste waren Äthiopiens Kaiser Haile Selassie, der saudische König Abd al-Aziz ibn Saud und Winston Churchill.

## Die Nachkriegsjahre 1945–1947
Am 24. Oktober 1945 wurde Ägypten unter Einschluss des Sudan Gründungsmitglied der Vereinten Nationen und eines der ersten Mitglieder des UN-Sicherheitsrats. Am Ende des gleichen Jahres wurde vom Parlament ein minderheitenfeindliches Firmengesetz verabschiedet, wonach 75 % aller Angestellten eines Unternehmens Ägypter sein mussten (in einer Fabrik 90 % der Arbeiter) und dass 51 % des Kapitals einem Ägypter gehören mussten. Dadurch verloren viele Ausländer ihr Vermögen. Auch wurde deren Sondergerichtsbarkeit abgeschafft und alle Einwohner des Königreichs zu gleichberechtigten Bürgern erklärt, wobei der Adel sein hohes Sozialprestige behielt und weiterhin seine dominante Rolle beim Militär, in der Diplomatie und der höheren Zivilverwaltung behaupten konnte. Die Reformen kamen aber freilich zu spät, viele junge Ägypter waren nach dem Krieg von der parlamentarischen Demokratie, die angeblich von den Briten „gelenkt“ wurde, und von der Untätigkeit der ägyptischen politischen Elite enttäuscht. Zudem führte der Krieg zu einer tiefen ökonomischen und politischen Krise. Die Masse des Volkes hatte mit einer steigenden Analphabetismusquote zu kämpfen. Es breiteten sich endemische Krankheiten im ganzen Land aus und das Gesundheitssystem brach zusammen. Zusätzlich sank das Pro-Kopf-Einkommen und die Arbeitslosigkeit stieg an. Die Großgrundbesitzer (1952 ca. 4000 Familien, die nur etwa 1 % der Gesamtbevölkerung ausmachten, waren Besitzer von 70 % der gesamten Ackerfläche) unterdrückten zudem verstärkt die Bauern und es kam auf dem Land zu kleineren Hungersnöten. Auch die Ausländer verarmten und wanderten teils aus. So war eine Atmosphäre der Rebellion und von Unruhen entstanden. Der erste Gewaltausbruch waren die Pogrome von Kairo vom 2. und 3. November 1945, in denen die ägyptischen Juden zum ersten Mal seit der Gründung des Königreichs aus der ägyptischen Gesellschaft ausgeschlossen wurden. Obwohl König Faruq die Ereignisse verurteilte und sich zusammen mit Premierminister Mahmud an-Nukraschi Pascha mit dem Großrabbiner Chaim Nahum von Ägypten und des Sudan traf, wurden die Ereignisse juristisch nicht aufgearbeitet.

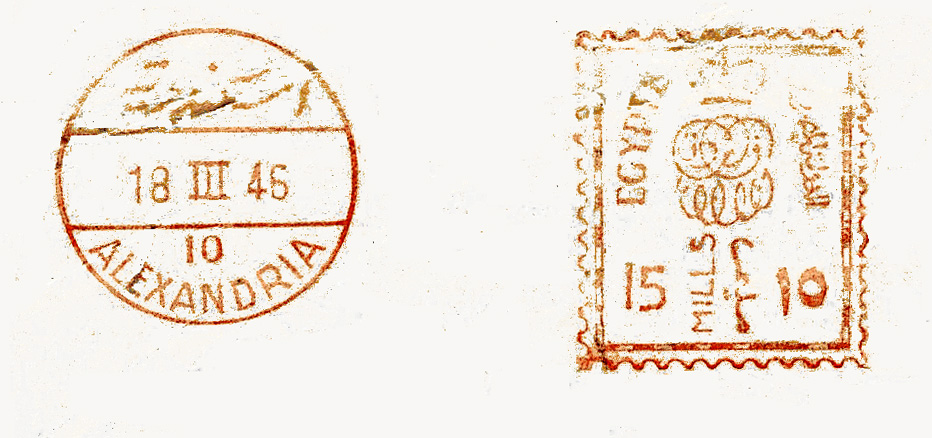
Eine französische Briefmarke für Alexandria, 1946

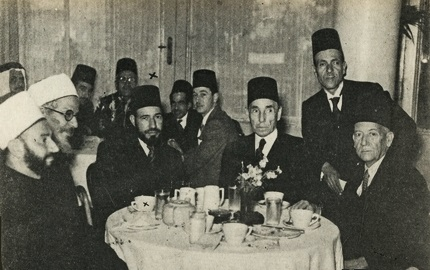
Ein Empfang islamisch-revolutionärer Persönlichkeiten in Kairo 1947. Auf der Fotografie sind unter anderem Hasan al-Bannā, Aziz Ali al-Misri, Mohamed Ali Eltaher sowie weitere ägyptische, algerische und palästinensische Vertreter abgebildet

Im November 1945 folgte von der Muslimbruderschaft ein misslungenes Attentat auf den Parteivorsitzenden der Wafd-Partei an-Nahhas. Im Januar 1946 wurde ein Diplomat, der bei der Ausarbeitung des Anglo-Ägyptischen Vertrags von 1936 mitgewirkt hatte, getötet. Am 9. Februar endete eine zu Beginn friedliche Studentendemonstration mit mehreren Todesfällen, und am 21. Februar stürmten Studenten und Arbeiter eine britische Kaserne in Kairo, wobei von den Briten 23 Ägypter erschossen wurden. Die angespannte Lage wurde durch die Jungägyptische Partei und Muslimbruderschaft befeuert. Die beiden Organisationen plünderten zahlreiche ausländische Geschäfte, zündeten ganze Gebäude an, inszenierten Proteste gegen die Monarchie und verübten in Kairo und Alexandria mehrere Terroranschläge. Um die Proteste zu beenden, berief Faruq Ismail Sidqi Pascha am 17. Februar 1946 zum Regierungschef. Sediki amtierte damit zum zweiten Mal und zerschlug die Proteste mit Polizeigewalt. Er konnte damit Ägypten wieder eine gewisse Stabilität verschaffen.
Während der Unruhen verschlechterten sich die Außenbeziehungen zum Westen zunehmend. 1946 gewährte Ägypten dem ehemaligen Mufti von Jerusalem Mohammed Amin al-Husseini, der in mehreren europäischen Staaten als Kriegsverbrecher gesucht wurde, Asyl. Im selben Jahr nahm das Land den ehemaligen König von Italien Viktor Emanuel III., der nach dem Ende des Ersten Weltkriegs die Machtübernahme Benito Mussolinis und der Faschistischen Partei sowie den anschließenden Aufbau einer Diktatur, an der er bis 1943 festhielt, duldete, auf. Zudem verhängte das Land keine Wirtschaftssanktionen gegen das Regime von Francisco Franco in Spanien, obwohl es der Resolution 4 des UN-Sicherheitsrates zugestimmt hatte. Auch die seit der Besetzung des Landes 1940 angespannten britisch-ägyptischen Beziehungen kühlten kontinuierlich ab. Ägypten forderte eine Neuverhandlung des Vertrages von 1936 und versagte den Briten das Zugriffsrecht auf das ägyptische Transport- und Kommunikationssystem, wie es 1936 vereinbart worden war.

## Niedergang

### Niederlage im Palästinakrieg, Verbot der Muslimbruderschaft 1948, Destabilisierung der Regierung
Am 14. Mai 1948 erklärte David Ben-Gurion auf Grundlage des UN-Teilungsplans für Palästina vom 29. November 1947, den Ägypten abgelehnt hatte, die Unabhängigkeit des Staates Israel, als das britische Mandat über Palästina offiziell endete.

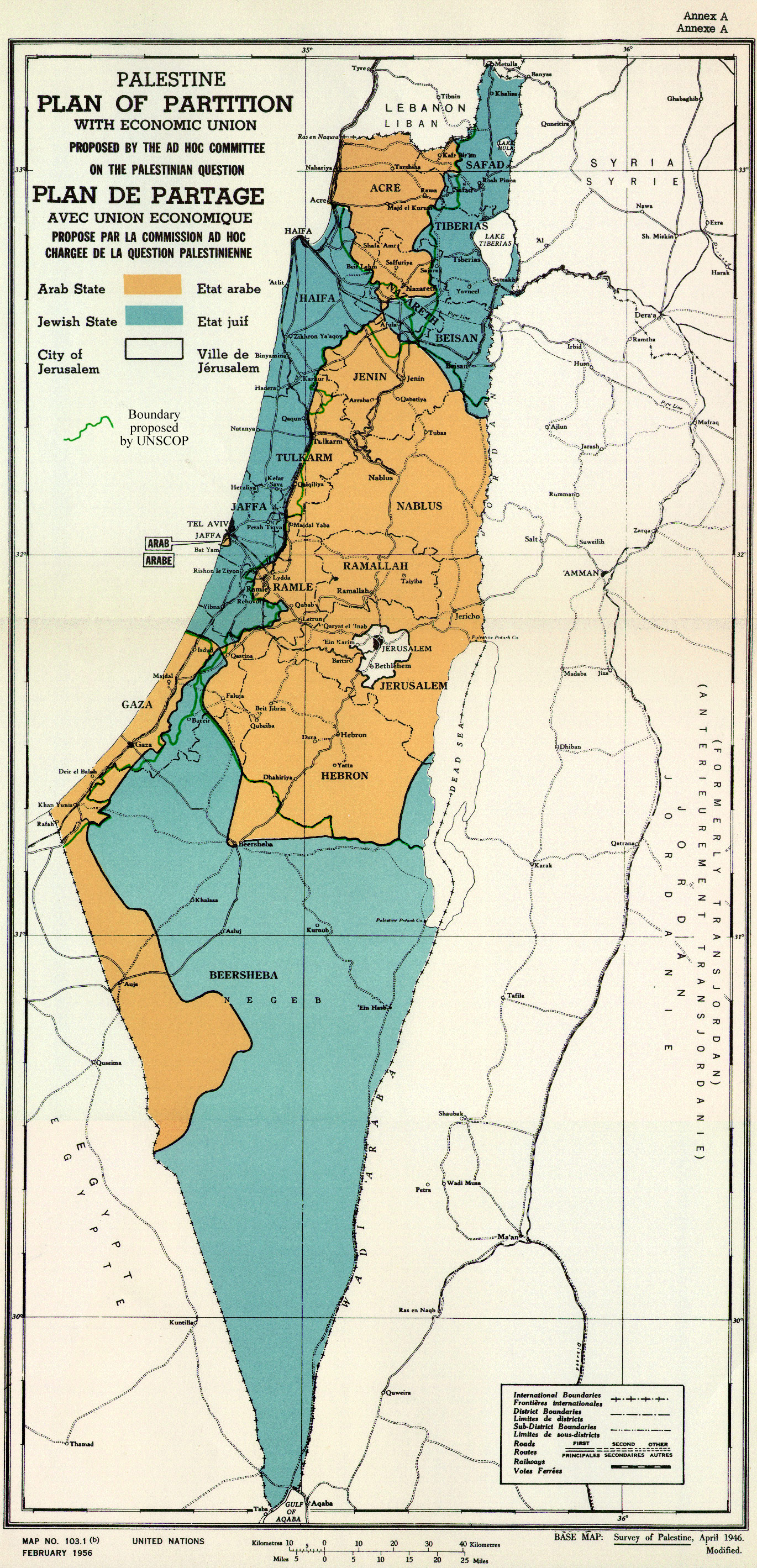
Karte des UN-Teilungsplans für Palästina 1947

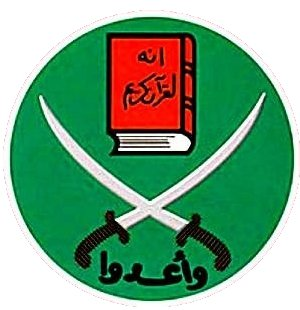
Logo der Muslimbruderschaft

König Faruq und die ägyptische Regierung vertraten zuerst eine konziliantere Haltung gegenüber dem neuen Staat. Aus Furcht vor einem Staatsstreich beziehungsweise einer Machtübernahme durch die Muslimbruderschaft und um einen Machtgewinn der Staaten Transjordanien und Saudi-Arabien zu verhindern, entschied man sich zusammen mit den anderen arabischen Staaten Syrien, Libanon, Transjordanien und Irak, eine Militärallianz zu bilden und Israel ohne Kriegserklärung am 15. Mai anzugreifen. Faruqs Ziel danach war es, die südlichen Gebiete der Region Palästina zu annektieren. Die ägyptische Regierung sandte dafür eine rund 20.000 Mann starke Expeditionsstreitkraft in die Kämpfe. Sie bestand aus fünf Infanteriebataillonen und einem Panzerbataillon. Die regulären Einheiten wurden dabei von rund 2000 Freiwilligen unterstützt, vorwiegend Mitgliedern der Muslimbruderschaft, die bereits vor Kriegsbeginn in das Mandatsgebiet eingesickert waren, und einigen Sudanesen.

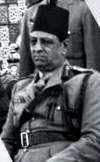
Mohammed Haidar Pascha, von 1948 bis 1950 ägyptischer Kriegsminister. Er trug, wegen schlechter Vorbereitung, maßgeblich zu den militärischen Desastern der Armee im Krieg bei und wurde 1950 entlassen

Der Befehlshaber der ägyptischen Expeditionstruppen Generalmajor Ahmed Ali al-Mwawi plante zwei Hauptstoßrichtungen. Der kleinere Teil sollte durch die Wüste Negev über Beʾer Scheva auf Jerusalem vorrücken. Dieser Vorstoß erreichte am 23. Mai Ramat Rachel am südlichen Stadtrand von Jerusalem und wurde erst hier von israelischen Truppen zum Stehen gebracht. Der zweite größere Teil der ägyptischen Streitkräfte rückte unterdessen entlang der Küste auf Tel Aviv vor und traf unterwegs auf entschlossenen Widerstand in den jüdischen Siedlungen. Auch dieser Vormarsch konnte schließlich in ʿAd Halom nördlich von Aschdod aufgehalten werden. In der Luft und auf dem Wasser ging ebenso die Initiative verloren. Die königlich ägyptische Luftwaffe (REAF), die im Mai noch Tel Aviv mit dem Flughafen Sde-Dov massenhaft bombardiert hatte, verlor durch die Aufstellung einer effektiven israelischen Flugabwehr viele ihrer besten Piloten und zahlreiche Flugzeuge. Die Marine des Landes lieferte sich zu Beginn des Krieges einige kleinere Seeschlachten mit der neuen israelischen Marine. Zu Beginn des Jahres 1949 waren ihre Einsatzmöglichkeiten aber weitgehend ausgeschöpft, woraufhin israelische Schiffe ägyptische Küstenanlagen von Gaza bis hin zu Port Said bombardierten.
Die endgültige Wendung des Krieges kam am 8. Juli 1948 beim Kibbuz Negba, als die ägyptischen Truppen einen Präventivschlag auf den Ort starteten. Obwohl keine Seite einen entscheidenden Vorteil gewinnen konnte, war die ägyptische Armee danach faktisch ausgezehrt und litt immer mehr unter Munitionsmangel. Im Oktober versuchte das Land noch eine Blockade zu verhängen, was aber am 15. Oktober mit der Zerstörung des Flugfeldes in El-Arisch durch die israelischen Luftstreitkräfte scheiterte, und erwog als letztes Mittel den Einsatz von Senfgas. Am 22. Oktober stießen israelische Truppen schließlich auf ägyptisches Territorium vor, woraufhin sich die britische Regierung unter Premierminister Clement Attlee einschaltete und Israel zum Rückzug aus Ägypten zwang. Am 6. Januar 1949 verließen die letzten israelischen Soldaten ägyptischen Boden.
Am 24. Februar wurde auf Rhodos ein Waffenstillstandsabkommen zwischen Israel und Ägypten unterzeichnet, in dem das Land offiziell aus dem Krieg ausschied. Die ägyptischen Truppen zogen sich danach aus der Negevwüste zurück und behielten nur die Kontrolle über den heutigen Gazastreifen, wo am 22. September 1948 von Mohammed Amin al-Husseini eine „arabische Regierung für ganz Palästina“ ausgerufen wurde, die jedoch vollständig von Ägypten abhängig war. Die anderen arabischen Staaten folgten dem ägyptischen Drängen auf einen Waffenstillstandsabkommen und gaben nach und nach nach. Am 20. Juli 1949 endete der Palästinakrieg.
Die ägyptische Niederlage hatte, trotz relativ günstigen Waffenstillstandsbedingungen, enorme Folgen für das Land. Außenpolitisch war Ägypten als mächtigstes arabisches Land diskreditiert und konnte einen Einflussgewinn Jordaniens (annektierte das Westjordanland) und Saudi-Arabiens nicht verhindern. Innenpolitisch flammten die Unruhen von 1946/47 wieder auf. In einer erneuten Welle der Gewalt wurden im Juni und Juli 1948 Juden durch gezielte Bombenanschläge angegriffen und deren Geschäfte zerstört. Die europäischen Einwohner Alexandrias und ägyptische Christen wurden ebenfalls zu Zielobjekten des Terrors der Muslimbruderschaft. Die Ausschreitungen hielten in gewissem Umfang bis 1952 an und forderten mehrere hundert Tote, darunter 70 Juden.
Die Antwort der Regierung auf die Pogrome und den wachsenden Einfluss der Muslimbruderschaft kam mit deren Verbot am 8. Dezember 1948. Die Regierung von Mahmud an-Nukraschi Pascha vermutete, dass die Muslimbrüder eine Revolution planen würden, und betrachteten sie als eine Gefahr für die herrschenden Eliten. Darüber hinaus hatte die Bruderschaft ihre eigenen Krankenhäuser, Fabriken und Schulen, die danach verstaatlicht wurden. Der Staat beschlagnahmte auch ihre beträchtlichen Vermögenswerte. Danach folgte eine brutale Repressionswelle von Seiten der Regierung. Von 1948 bis 1950 wurden zehntausende Mitglieder der Bruderschaft verhaftet und viele von ihnen in Gefängnissen gefoltert oder ermordet. Im November 1948 wurden 32 prominente Führer der Bruderschaft verhaftet und der geistliche Führer der Organisation Hasan al-Bannā, nachdem er monatelang unter strenger polizeilicher Überwachung gelebt hatte, am 12. Februar 1949 im Auftrag des Königshauses in Kairo erschossen.
Trotz brutaler Repressalien und der Institutionalisierung einer strikten Pressezensur wurde die ägyptische Regierung durch die Unruhen stark destabilisiert und verlor weitgehend die Kontrolle über das Land. Im März 1948 ermordeten die Muslimbrüder den Richter Ahmed El-Khazindar Bey und am 28. Dezember Premierminister Mahmud an-Nukraschi Pascha. Ein Attentat auf seinen Nachfolger Ibrahim Abdel Hadi Pascha misslang. Es kam zudem immer wieder zu gewalttätigen Angriffen, die sich gegen die Polizei richteten und zu Streiks von Arbeiter und Bauern. Es markierte den Beginn des Niedergangs des Königreichs, was in der Revolution von 1952 gipfelte.

### Nationalismus im Wandel

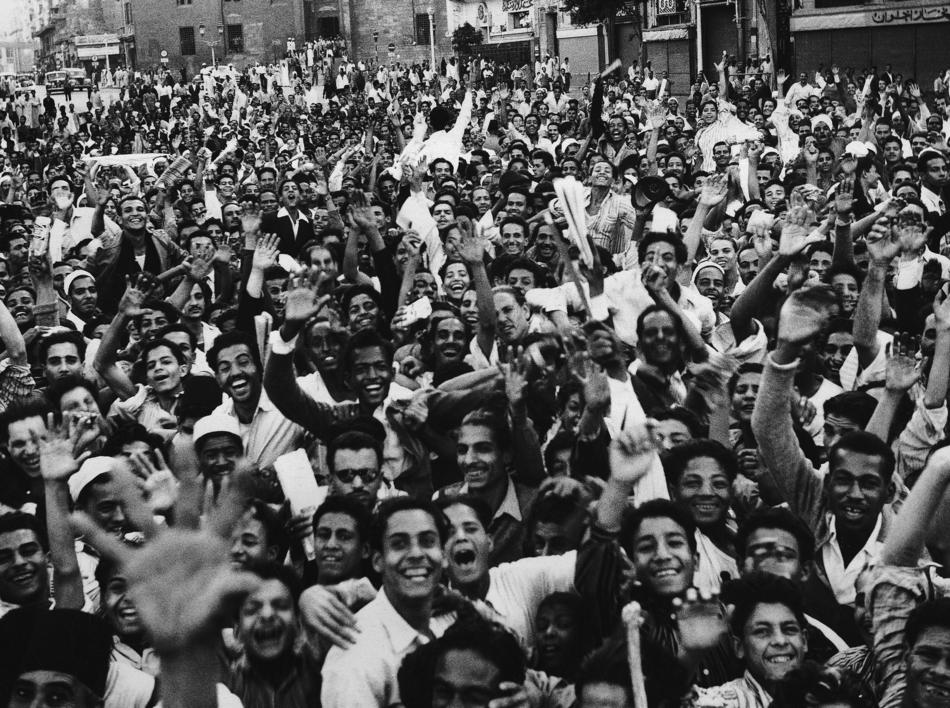
Demonstranten feiern in Kairo den ägyptisch-britischen Bruch, 1951

Durch die Niederlage im Palästinakrieg erschöpfte sich der bis dahin vorherrschende Ideologie des ägyptischen Nationalismus und führte kurzzeitig zum Verlust der ägyptischen Hegemonialmachtstellung in der arabischen und islamischen Welt. Der arabische Nationalismus und Panarabismus, die im Zuge der allgemeinen Emanzipation der Kolonialvölker entstanden waren und auf eine Vereinigung der arabischen Länder abzielten, wurden eine akzeptable Alternative für viele, die, vom ägyptischen Nationalismus enttäuscht, nach einer ideologischen Ergänzung suchten. Es begannen sich auch die ideologischen Schwerpunkte zu verlagern und das demokratische Element verlor zugunsten von links-revolutionären und republikanischen Ideen an Gewicht. Ein Beispiel war 1949 die Gründung der sogenannten „Bewegung Freier Offiziere“, einer Gruppe bewaffneter Armeeoffiziere, die von Muhammad Nagib und Gamal Abdel Nasser geleitet wurden. Ein folgenschweres Element des neuen Nationalismus war aber die danach einsetzende Unterdrückung ethnischer Minderheiten wie der Kopten, Juden und Europäer. Auch die Religion spielte dabei eine immer größere Rolle. So wurde etwa in den heute südsudanesischen Provinzen eine immer rücksichtsloser werdende aggressive Arabisierung und Islamisierung betrieben, was der Monarchie letztendlich den Rückhalt der Bevölkerung in den schwarzafrikanischen Gebieten vollständig entzog.
Bereits bei der Gründung der Arabischen Liga war auch der Boykott des Jischuw, der jüdischen Siedlungen in Palästina, ab dem 1. Januar 1946 beschlossen worden. Prominente islamische Geistliche wie der Großmufti al-Husseini warben offensiv für eine Vertreibung aller Juden aus Palästina und schürten damit ebenfalls die nationalistische Stimmung arabischer Prägung, die gegen das Feindbild Israel gerichtet wurde. Ägypten nahm beim Boykott Israels durch die Arabische Liga von 1948 bis 1979 eine Vorreiterrolle ein.
Ein weiteres Zeichen für den erstarkenden Nationalismus war das allgemeine Bestreben, den Anglo-Ägyptischen Vertrag neu zu verhandeln. Ziel war es, die britischen Streitkräfte vollständig zum Gehen zu bewegen oder zumindest ihre Zahl zu senken. Die Briten waren aber entschlossen, mindestens 80.000 Soldaten um die Suezkanalzone zu stationieren.

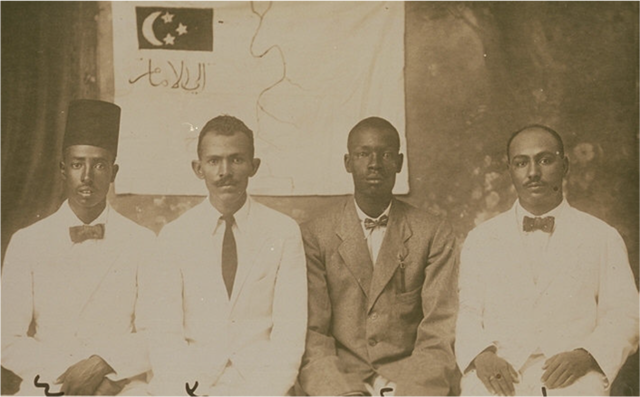
Die Führer der sudanesisch-unionistischen monarchistischen White Flag League von links nach rechts: Hussein Sherief, Ali Abdelateef, Salih Abdelgadir and Obeid Haj Elamin, um 1923/24

Die ägyptisch-britischen Verhandlungen begannen 1946. Faruq entsandte Premierminister Ismail Sidqi. Als dieser von den Verhandlungen in London mit einem Vertragsentwurf, den die nationalistischen Gruppen absolut inakzeptabel gebrandmarkt hatten, führte der Druck der Straße im Dezember 1946 zum Rücktritt der Regierung, was bereits die Machtlosigkeit der Monarchie demonstrierte. Auch unter den nachfolgenden Regierungen konnte keine Einigung erzielt werden.
Am 8. Oktober 1951 kündigte das ägyptische Parlament unter Premierminister Mustafa an-Nahhas Pascha einseitig den Vertrag von 1936. Dies löste Massendemonstrationen zur Unterstützung der ägyptischen Unabhängigkeit aus und konnte der Monarchie noch ein letztes Mal Abhilfe schaffen. Ägypten konnte sich dadurch vollends aus der britischen Einflusssphäre befreien, wobei die Außenpolitik trotzdem in einem gewissen Masse pro-westlich blieb. Insbesondere die Nähe zu den ehemaligen Kolonialmächten Italien, Frankreich und Großbritannien wurde gesucht.
Um den Nationalismus noch mehr zu beflügeln und die Unterstützung der Monarchie in der Bevölkerung wieder zu stärken, nahm Faruq am 16. Oktober 1951 den ihm zusammen vom ägyptischen Parlament, der Regierung von an-Nahhas Pascha und hohen sudanesischen Würdenträgern angebotenen Titel König von Ägypten und des Sudan an, welcher bis dahin nur der inoffizielle Titel der ägyptischen Monarchen war. Gleichzeitig kündigte er das anglo-ägyptische Kondominium und forderte die britischen Truppen zum Rückzug aus dem Sudan auf. Großbritannien weigerte sich und das Kondominium konnte faktisch bis 1956 fortbestehen. Die Krönung von Faruq erwies sich innenpolitisch als Vorteilhaft und brachte der ägyptischen Monarchie wieder Zulauf. Im Sudan konnten die unionistischen Kräfte zusätzlich für das Vorhaben gewonnen werden und auch dort der Monarchismus gestärkt werden. Außenpolitisch führte dieser Schritt Ägypten aber noch mehr ins Abseits. Viele Länder protestierten dagegen oder kannten den neuen Herrschaftsanspruch von Faruq gar nicht an und forderten Ägypten auf, den Sudanesen das Recht auf Selbstbestimmung zu gewähren.
Die Niederlage im Krieg führte auch zu einer entscheidenden Stärkung des sudanesischen Nationalismus, der sich bereits nach dem Ersten Weltkrieg entwickelt hatte und seine Trägerbasis in den nördlichen Provinzen des Sudan hatte. Die Nationalisten strebten nun eine Loslösung von der ägyptisch-britischen Herrschaft an und traten für eine zentralistische republikanische nationale Regierung in Khartum ein.
Die erste sudanesische nationalistische Bewegung wurde im Jahr 1921 vom muslimischen Dinka Ali Abd al Latif gegründet. Sie kämpfte für einen unabhängigen Sudan, in dem die Macht von Stammes- und religiösem Führer geteilt würde. 1924 organisierte sie, vermutlich als Protest für die Unabhängigkeit Ägyptens, Großdemonstrationen in Khartum. Ali Abd al Latif wurde daraufhin verhaftet und anschließend ins Exil nach Ägypten geschickt. Eine darauffolgende Meuterei von einem sudanesischen Armeebataillon wurde niedergeschlagen und die Bewegung durch die brutale Unterdrückung der Kolonialherren kurzzeitig gelähmt.
In den 1930er Jahren kam der Nationalismus im Sudan, wie auch in Ägypten, stärker hervor. Die populärsten Forderungen waren die Beschränkung der Macht des britischen Generalgouverneurs und eine sudanesische Teilnahme am politischen Leben in Ägypten, wo im Parlament fast ausschließlich rein ägyptische Parteien vertreten waren. Jedoch benötigte eine solche Änderung die Zustimmung der britischen Regierung und des ägyptischen Königs. Weder Großbritannien noch Ägypten stimmten der Änderung zu, da beide Länder eine Verringerung ihres Einflusses gegenüber der anderen Macht fürchteten. Darüber hinaus betrachteten sich die Briten als Schutzmacht der Gegner einer Vereinigung des ganzen Sudans mit Ägypten. Die Nationalisten befürchteten, dass als mögliche Folge der ständigen Reibung zwischen den Kondominium-Kräften der Sudan geteilt werden könnte und der nördliche Sudan Ägypten und der Südsudan dem Protektorat Uganda oder Britisch-Kenia zugeschlagen würde. Obwohl der Bündnisvertrag von 1936 die meisten Konflikte aus dem Weg räumte und ein Zeitplan für das Ende der britischen Militärbesatzung festgelegt wurde, scheiterten die Verhandlungen über den zukünftigen Status des Sudan. Auch führte der Vertrag zu zunehmenden Spannungen zwischen den Unionisten und ihren Gegnern. Während sich der sudanesische Geistliche und Muhammad Ahmads Sohn Abd al-Rahman al-Mahdi für die Unabhängigkeit unter ihm als selbst ausgerufenen „König des Sudan“ aussprach, setzte sich in den frühen 1950er Jahren der junge Führer des islamischen Ordens Khatmiyya Ahmad al-Mirghani an die Spitze der Befürworter einer Vereinigung. Die beiden Führer und ihre politischen Lager bekämpften sich insbesondere nach der Proklamation Faruqs 1951 und wurden dabei inoffiziell von Großbritannien beziehungsweise Ägypten unterstützt. Jedoch erwiesen sich die nationalistischen, nach Unabhängigkeit strebenden Gruppierungen als deutlich radikaler.

### Beginn des Kalten Kriegs und Dekolonisation

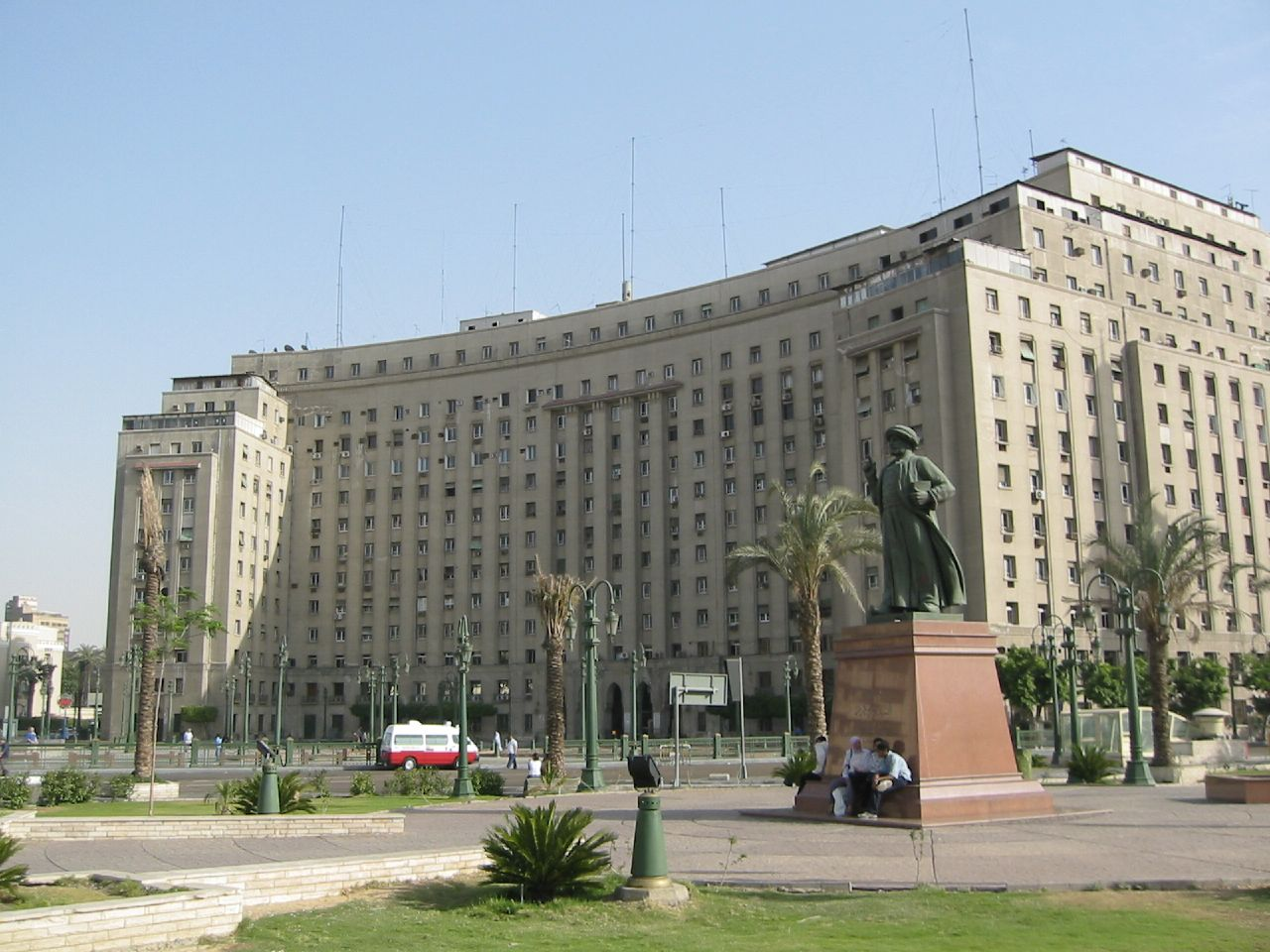
Das Mogamma, von sowjetischen Architekten von 1950–1952 erbaut und heute das Zentralverwaltungsgebäude Ägyptens

Zu den Ländern, die den ägyptischen Herrschaftsanspruch im Sudan nicht anerkannten, gehörten fast ganz Westeuropa und die Vereinigten Staaten und der Vatikan. Damit hatte Ägypten zu Beginn des Kalten Krieges die USA und Großbritannien endgültig gegen sich. Obwohl König Faruq und die ägyptische Regierung immer wieder die Saturiertheit der Nation beteuerten, erschien diesen Staaten die Politik Ägyptens als nicht recht berechenbar. Zudem hielt die US-Regierung unter ihrem Präsidenten Harry S. Truman Ägypten für ein extrem korruptes und instabiles Land, das leicht unter sowjetischen Einfluss fallen könnte. Um dies zu verhindern wurde von der Central Intelligence Agency das „Project FF (Fat Fucker)“, das auf einen Sturz von König Faruq, von dessen autoritärem Regierungsstil man hauptsächlich enttäuscht war, abzielte und die Installation einer pro-westlichen republikanischen Regierung unter der Führung der Bewegung der Freien Offiziere, die sowohl von den Amerikanern und den Sowjets unterstützt wurde, vorsah, entwickelt. Es wurde von Kermit Roosevelt junior und Miles Copeland junior initiiert, aber nie umgesetzt.
Im September 1947 bat Ägypten offiziell die US-Botschaft in Kairo um Hilfe bei der Ausbildung der ägyptischen Streitkräfte. Das Gesuch wurde aber abgelehnt.
Trotz einer relativ blockfreien Außenpolitik herrschte in der ägyptischen Elite eine große Furcht vor dem Kommunismus und Stalinismus. Insbesondere die schnell aufeinanderfolgenden kommunistischen Machtübernahmen in Osteuropa ab 1944 und in China nach dem Bürgerkrieg 1949 zwangen Ägypten zur Praktizierung einer eigenen Eindämmungspolitik, die an die der USA angelehnt war und auf eine Eindämmung der kommunistischen Expansionspolitik im arabischen und islamischen Raum abzielte. Im Griechischen Bürgerkrieg zwischen kommunistischen Aufständischen und der royalistischen Regierung ließen ägyptische Behörden kommunistisch gesinnte Griechen der dortigen Minderheit und von Griechenland deportierte griechische Kriegsgefangene internieren. Angeblich soll der ägyptische Generalstab sogar den Einsatz von Bodentruppen angeboten haben.

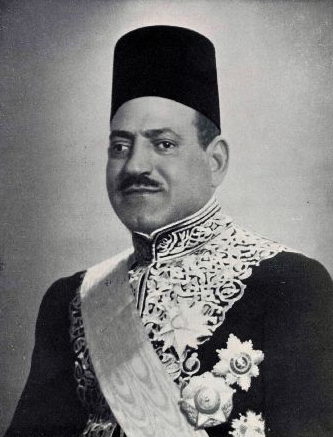
Premierminister Mustafa an-Nahhas Pascha schloss 1951 zusammen mit dem sowjetischen Außenminister Wjatscheslaw Molotow einen ägyptisch-sowjetischen Nichtangriffspakt

Durch die Wirtschaftskrise von 1946 hatte auch im Inneren Ägyptens der Kommunismus stark an Zulauf gewonnen. Vor allem die städtische Arbeiterschaft und die jüngere Generation der Ägypter hatten kommunistische Sympathien. Die immer noch vom Palästinakrieg geschwächte Regierung bat darum die Muslimbruderschaft um Hilfe und hoffte diese zu einem antikommunistischen Bollwerk umfunktionieren zu können. Dafür wurde 1950 die Bruderschaft rehabilitiert und die meisten Gefangenen freigelassen. Auch die Jungägyptische Partei wurde unterstützt und deren Anhänger führten bewaffnete „Strafexpeditionen“ gegen „rote“ Gewerkschaftshäuser, Zeitungsredaktionen, Arbeiterheime, Kulturhäuser, Genossenschaften und Einzelpersonen durch. Nach einiger Zeit waren die über 20 verschiedenen sozialistischen und kommunistischen Kleinparteien und Organisationen als politischer Faktor bereits weitgehend ausgeschaltet. Zudem verloren Gewerkschaften massiv an Mitgliedern und Einfluss. Die einzige große „rote“ Partei, die dem inoffiziellen Staatsterror standhielt, war die 1947 gegründete Demokratischen Bewegung der Nationalen Befreiung (الحركة الديمقراطية للتحرر الوطنى), deren Mitgliederzahl 1952 etwa 2.000–3.000 betrug und sie damit zur größten kommunistischen Organisation Ägyptens und der arabischen Welt machte. Auch strebte sie eine Revolution zum Sturz der Monarchie an und wurde daher verfolgt. Dennoch konnte sich die Partei aber nie wirklich zu einer echten Bedrohung für das Königshaus entwickeln.
Aufgrund einiger Berichte von ausländischen ägyptischen Kommunisten wurde ab 1950 die Sowjetunion auf Ägypten aufmerksam. Obwohl sie auch gegen die besitzende Klasse in Ägypten wetterte, suchte sie dennoch den politischen Schulterschluss.
1950 gab der sowjetische Diktator Josef Stalin den Bau des Mogamma, des heutigen ägyptischen Zentralverwaltungsgebäudes, in Auftrag und bot Entwicklungszusammenarbeit an. Als Motiv konnte dabei gesehen werden, erheblichen Einfluss auf Ägypten und seine Region ausüben zu können und das Königreich an das sowjetische Herrschaftssystem anzubinden. Ägypten lehnte aber ab und erschwerte der Sowjetunion damit den Aufbau langfristiger Beziehungen und schloss stattdessen einen Nichtangriffspakt mit ihr. Gleichzeitig aber pflegte das Königreich, obwohl es den Sturz der jugoslawischen Monarchie nicht anerkannt hatte, gute Beziehungen mit dem ebenfalls blockfreien Jugoslawien unter Josip Broz Tito, der bei Stalin verhasst war. Damit hatte Ägypten sich im beginnenden Kalten Krieg als eine blockfreie Macht etabliert, eine Politik, die bis heute beibehalten wird.
Gleichzeitig mit dem Kalten Krieg kam auch der Beginn der Dekolonisation der europäischen Besitzungen. Ägypten nahm auch hier eine neutrale Position an. Einerseits hatte die ägyptische Regierung großes Interesse an einem britischen Rückzug aus Afrika und dem ganzen Nahen Osten. Andererseits gab es Befürchtungen, wie die neuen Staaten zu Ägypten stehen würden und Furcht vor neuen Konflikten in der Region (z. B. Palästinakrieg oder Erster Indisch-Pakistanischer Krieg). Auch wollte man die guten Beziehungen zu Frankreich, das mit seiner Kolonie Französisch-Äquatorialafrika direkt an Ägypten grenzte, nicht aufgeben.
Am 24. Dezember 1951 wurde Ägyptens westlicher Nachbar Libyen unabhängig. Die ägyptische Regierung und Faruq versuchten, auf das neue Königreich Einfluss zu nehmen. Ziel dieser Kampagne war es, Libyen zur Anerkennung der ägyptischen Ansprüche auf den Sudan zu bewegen. Faruq bot dem libyschen König Idris I. sogar Wirtschaftshilfe an. Obwohl danach auch wirtschaftliche Verbesserungen eintraten, kam die wirtschaftliche Entwicklung nur langsam voran und Libyen blieb als armes und unterentwickeltes Land auf ausländische Hilfe angewiesen.

### Staatsstreich 1952 – „Revolution des 23. Juli“

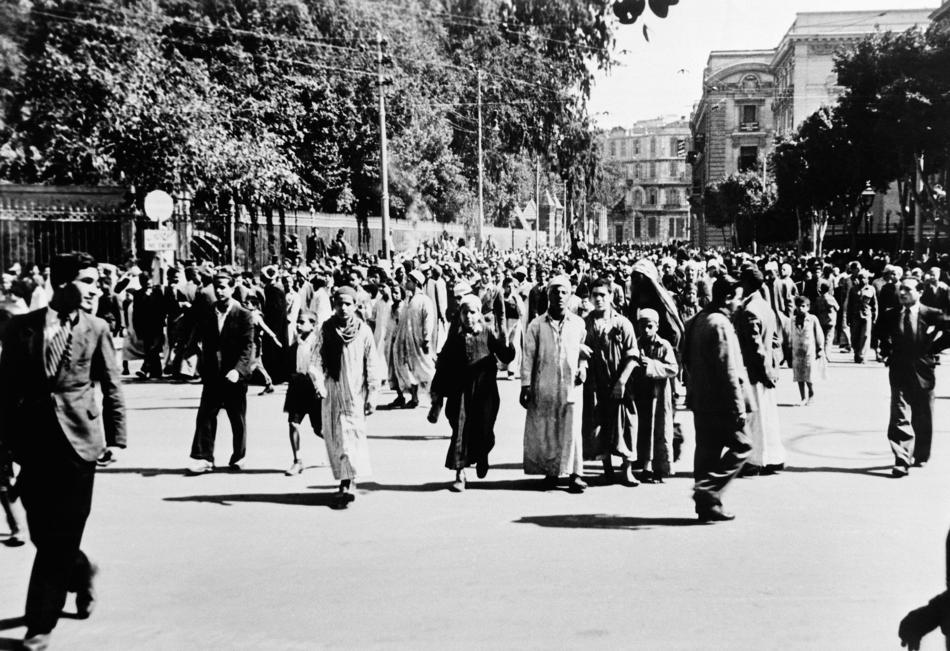
Großdemonstration vor dem alten Opernhaus in Kairo, 25. Januar 1952

Wegen zunehmender Korruption und Misswirtschaft sank die Beliebtheit von König Faruq ab 1952 wieder. Auch die Mehrheit des Militärs stellte sich nun gegen den König und begann dessen Befehle und Weisungen eigenmächtig zu missachten. Bereits während des Winters 1951–1952 gab der Generalstab diskret Anweisung, Anschläge auf britische Positionen in Kairo, Alexandria und um den Suezkanal zu unterstützen. Ein besonders verheerender Angriff der Freischärler fand dabei in Ismailia statt. Er führte zum Tod von mehreren britischen Soldaten und traf die britische Schifffahrt ins Herz. Am 25. Januar 1952 führte ein erneuter Zwischenfall bei einer Polizeistation zum Tod von 50 ägyptischen Hilfspolizisten. Die Untätigkeit des Königs oder seines Hofstaates führten auch in der Bevölkerung zu so einem starken Rückhaltverlust der Monarchie, das Faruq diesen nicht mehr ignorieren konnte. Als er Stadtteile Kairos besuchte, schlug ihm teilweise blanker Hass entgegen.

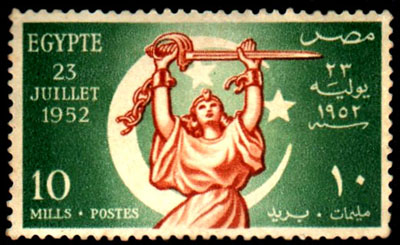
Eine ägyptische Briefmarke vom Tag der Revolution

Um die Lage eskalieren zu lassen, hatten angeblich die Freien Offiziere (vermutlich aber die Muslimbruderschaft), die sich an die Spitze der revolutionären Bewegung im Militär gesetzt hatten, den Auftrag gegeben, in ganz Kairo Brände zu legen. Die örtlichen Feuerwehren wurden von Passanten von Löscharbeiten abgehalten. In der amerikanischen und sowjetischen Presse wurden die Ereignisse als „Kairoer Brände“ (حريق القاهرة) bekannt und erlangten internationale Aufmerksamkeit. In Ägypten wird dieses Ereignis, das zum Tod von 26 Menschen und zur Zerstörung oder Plünderung von über 750 Gebäuden führte, „Schwarzer Samstag“ genannt.
Nachdem sich nicht der gewünschte Erfolg zeigte (Faruq hatte Premierminister an-Nahhas den Oberbefehl über die Streitkräfte übertragen und ihn das Kriegsrecht ausrufen lassen), und sich weder die Volksmassen noch das Militär, dem es gelungen war, wieder Ordnung herzustellen, gegen die Regierung erhoben hatten, verschoben die Revolutionäre, die das Ereignis als idealen Nährboden betrachteten, den Putsch. Es gab dabei Pläne, bis 1954 oder 1955 zu warten.
Um seine Autorität wiederherzustellen, entließ Faruq am 27. Januar 1952 die Regierung von Mustafa an-Nahhas Pascha, nachdem er ihr Versagen bei der Bekämpfung der Brände vorgeworfen hatte. In den folgenden Monaten regierte der König weitgehend am Parlament vorbei und ernannte und entließ drei kurzlebige Regierungen (Ali Maher Pascha (27. Januar – 1. März), Ahmad Naguib Hilali Pascha (2. März – 29. Juni, erneut 22. – 23. Juli) und Hussein Sirri Pascha (2. – 20. Juli)). Diese Regierungen konnten die Abwärtsspirale noch einmal stoppen. Allerdings konnte dies nicht über die Unzufriedenheit der jüngeren Ägypter über die alte und feudale Klassengesellschaft des Landes, die in der arabischen Welt einzigartig war, hinwegtäuschen. Auch blieb die Korruption allgegenwärtig.
Am 16. Juli 1952 wurden die geplanten Parlamentswahlen von Faruq abgesagt, da er eine antimonarchistische Mehrheit im Parlament fürchtete. Dieser Schritt sorgte auch bei seinen letzten Anhängern für Entrüstung und im demokratischen Lager für Empörung. Im Ausland wurde Faruq sogar vorgeworfen, dass er eine Königsdiktatur errichten wolle, was aber widerlegt ist.
Am frühen Morgen des 23. Juli 1952 begann das Militär schließlich mit der Durchführung eines unblutigen Militärputsches gegen Faruq. Anführer waren dabei die beiden Freien Offiziere Oberst Gamal Abdel Nasser und General Muhammad Nagib. Der Staatsstreich war ursprünglich für den 5. August geplant, wurde aber an Faruq und die Regierung verraten. So beschlossen die Putschisten, einen Präventivschlag zu starten. Den Freien Offizieren gelang es dabei mit weniger als 100 Beamten, die royalistischen Kräfte in der Armee und Polizei festzusetzen und sich die Unterstützung der Muslimbrüder, der Jungägyptischen Partei und der kommunistischen Demokratischen Bewegung für Nationale Befreiung zu sichern. Um 7:30 Uhr wurde schließlich die ägyptische Bevölkerung von General Naguib von den Vorgängen in Kenntnis gesetzt und die Revolution ausgerufen. Überall brachen danach im ganzen Land Aufstände gegen die Monarchie aus und in der Presse wurde eine Kampagne gegen Faruq gestartet. Zehntausende Demonstranten, vor allem Studenten, taten danach in den Großstädten ihren Unmut kund.
Faruq floh daraufhin aus Kairo, das sich seit 6 Uhr unter der Kontrolle der Revolutionäre befand, nach Alexandria. Dort residierte er im Montaza Palace und bat über Vertreter überraschend die Vereinigten Staaten um Hilfe. Diese lehnten ab, obwohl die US-Botschaft und das dortige CIA-Büro über den Staatsstreich bereits im Voraus informiert waren. Am 25. Juli besetzte die ägyptische Armee auch Alexandria und der König wurde zu einem Gefangenen der neuen revolutionären Regierung. Am 26. Juli wurde er, nachdem er alle Macht verloren hatte, offiziell für abgesetzt erklärt und im Raʾs-at-Tīn-Palast unter Hausarrest gestellt.
Über das Schicksal des Königs gab es unter den Freien Offizieren mehrere Debatten. Während einige (einschließlich General Naguib und Nasser) es als die beste Lösung betrachteten, den Monarchen ins Exil zu schicken, argumentierten andere dafür, ihn vor Gericht zu stellen und für angebliche „Verbrechen am ägyptischen Volk“ anzuklagen. Schließlich wurde Faruq gezwungen, zu Gunsten seines sechs Monate alten Sohnes Fu'ād II. abdanken und ging noch am Abend des gleichen Tages um 18 Uhr ins Exil nach Italien.

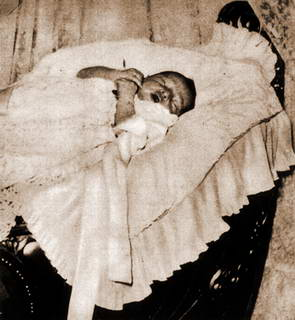
König Fu'ād II., 1952

Die sogenannte „Revolution des 23. Juni“ (ثورة 23 يوليو 1952), wie sie bis heute in Ägypten und im Sudan genannt wird, bedeutete nicht – wie häufig fälschlich angenommen – das Ende der ägyptisch-sudanesischen Monarchie. Der ursprüngliche Plan der Freien Offiziere, der 1951 ausgearbeitet wurde und sich aus sechs Punkten zusammensetzte, zielte nicht auf die Abschaffung der Monarchie ab. Dessen Punkte waren vorerst:
- Die Abschaffung der Aristokratie und des Adelsstandes
- Die Durchführung einer Landreform
- Mehr soziale Gerechtigkeit[65]
- Wiederbelebung der Industrialisierung[65]
- Vollständige Befreiung aus der westlichen Einflusssphäre[65]
- Stärkung und Idealisierung des arabischen und ägyptischen Nationalismus.

### Militärdiktatur der „Freien Offiziere“ unter Fu'ād II. (1952–1953)
Nach der Machtübernahme errichteten die Freien Offiziere eine Militärdiktatur mit Fu'ād II., der im Parlament am 26. Juli 1952 zum letzten König von Ägypten und des Sudan gekrönt wurde, de jure als Staatsoberhaupt. Für den jungen König übernahm ein Regentschaftsrat die Vormundschaft.
Der erste Premierminister des neuen Regimes wurde Ali Maher Pascha. Die tatsächliche Macht lag aber beim neu gebildeten „Ägyptischen Revolutionären Kommandorat“ (RCC), dessen Vorsitzender Nagib war. Auch hatte Faruq ihm den Oberbefehl über die Streitkräfte übertragen.
Der Kommandorat begann unverzüglich mit der Entfernung royalistischer Kräfte aus dem politischen Leben und wichtigen Positionen im Staat. Auch die Polizei wurde infiltriert und zu einem Repressionswerkzeug des neuen Regimes. Den sogenannten Kommissaren der Revolutionsführer, die an die Stelle der alten Elite getreten waren, fehlte es aber an Verwaltungserfahrung.
Gegen Ende August 1952 beschloss der Kommandorat die Abschaffung der Aristokratie und der Vorrechte und Titel des ägyptischen und sudanesischen Adels. Auch wurden alle alten politischen Parteien (einschließlich der Wafd-Partei), die sich gegen die Diktatur stellten, zwangsaufgelöst und zahlreiche Politiker und Gefolgsleute des alten Regimes verhaftet. In der Nacht vom 5. bis 6. September ließ das Regime in einer groß angelegten Säuberungsaktion 64 Politiker, darunter drei ehemalige Premierminister, verhaften. Nach diesem Ereignis trat Premierminister Ali Maher aus Protest zurück. Neuer Regierungschef wurde Nagib. Damit war er endgültig als eigentlicher Machthaber Ägyptens hervorgetreten.

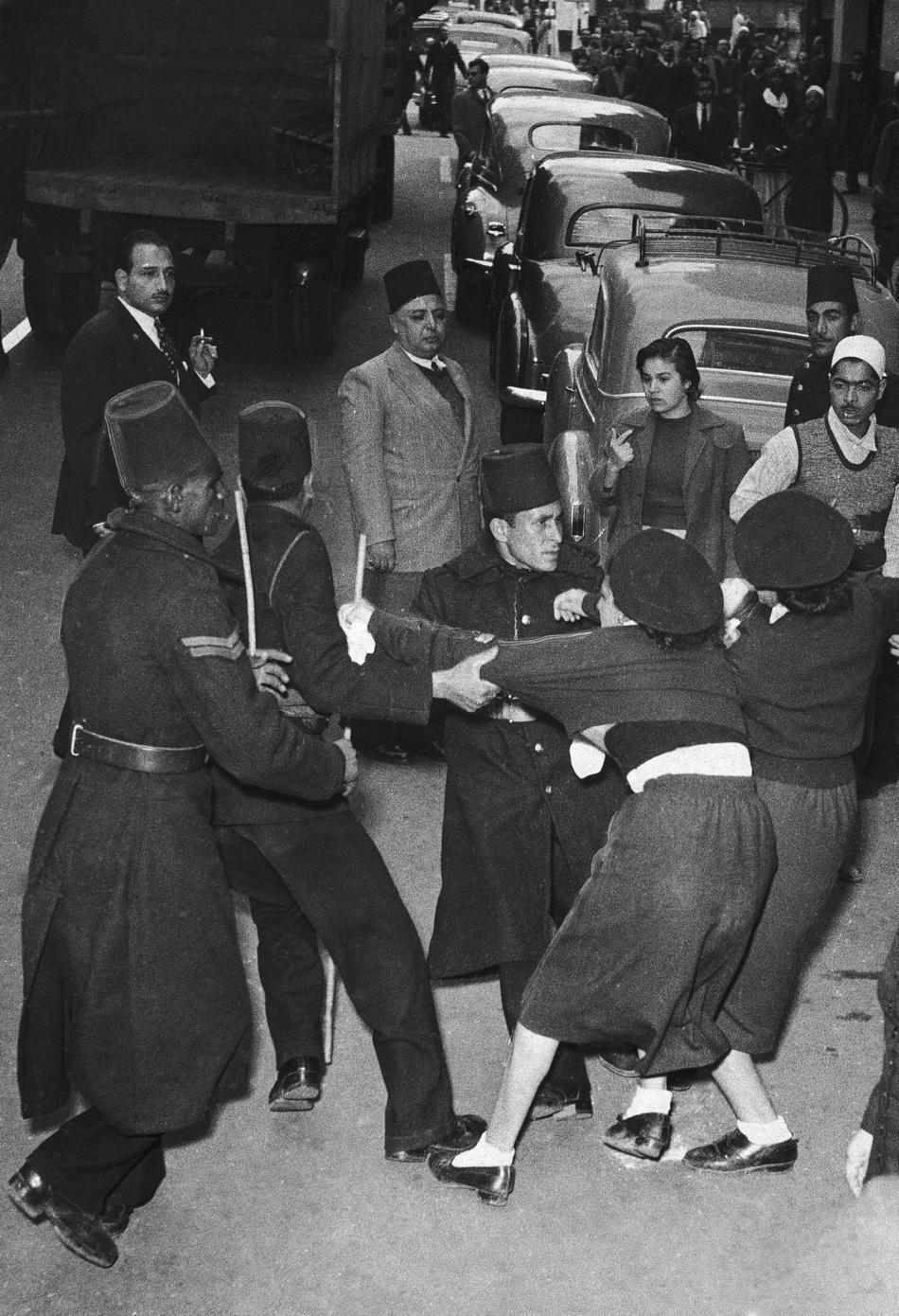
Polizisten nehmen pro-sowjetische Aktivistinnen vor einer britischen Bank fest

Am Tag nach dem Wechsel des Ministerpräsidentenamtes kündigte die Regierung am 8. September die Umsetzung einer Landreform durch. Als Teil der Reform wurden so gut wie alle Ländereien der meist adeligen Großgrundbesitzer entschädigungslos enteignet. Die Reform erlaubte einer Person den Besitz von höchstens 200 Feddan (ca. 80 Hektar) Land. Insgesamt wurden über 1.000.000 Feddan, 15 % der damaligen ägyptischen landwirtschaftlichen Flächen, umverteilt. Auch erhielten die Bauern als Entschädigung für frühere Enteignungen vom Staat kostenlos Saatgut und Pflanzen- und Düngemittel. Als Folge davon erlebte die Landwirtschaft einen kleinen Aufschwung, geriet aber danach aufgrund von Desorganisation ins Chaos.
Eine weitere Reform war die Veränderung der bisherigen Wirtschaftsstrukturen. Das Königreich Ägypten sollte zur Zentralverwaltungswirtschaft umgewandelt werden. Die Kommandeure setzten ihr Programm mit zahlreichen Verstaatlichungen um. Zahlreiche Industrielle verloren daraufhin ihre Fabriken oder Unternehmen. Der revolutionäre Rat beschloss im Dezember 1952 eine Kehrtwende und entschloss sich, die Kontrolle über den privaten Sektor zu stärken. Auch wurden große Industrieprogramme angelegt, die jedoch nicht den gewünschten Erfolg zeigten und Ägypten verschuldeten. Auch wurden vom Staat die Zölle auf Maschinen und Rohstoffe gesenkt und der Export von Waren verstärkt. Dafür wurde die Einfuhr von Fertigerzeugnissen begrenzt. Die immer wichtiger werdende Rolle des ägyptischen Staates im Wirtschaftsleben wurde so gefestigt.
Um die Macht des neuen Regimes noch mehr zu konsolidieren, wurde am 10. Dezember die ägyptische Verfassung von 1923 außer Kraft gesetzt und es kam mit der Abschaffung des Mehrparteiensystems zum endgültigen Abkehr vom Parlamentarismus. Am 16. Januar 1953 wurden alle politischen Parteien, die noch bestanden, zwangsaufgelöst. Zur einzigen legalen Partei wurde die neugegründete „Nationale Union“ mit Nasser als Generalsekretär. Am 10. Februar 1953 wurde eine Übergangsverfassung aufgesetzt und verkündet, dass die Demokratie nach einer dreijährigen „Übergangszeit“ wieder hergestellt werde.
Das Ende des Parlamentarismus löste neue, radikalere Kräfte frei. Unter den verschiedenen kommunistischen Kleinparteien, deren Aktivitäten trotz Verbot weitergingen, löste der Putsch von 1952 Kontroversen aus. Zur gleichen Zeit aber wurden kommunistische Aktivisten, die unter den Wafd-Regierungen inhaftiert wurden, freigelassen. Nun konnten Kräfte wie die linksradikale Bewegung der Nationalen Befreiung sich frei entfalten und sogar politisch mitbestimmen. Doch im August 1952 unternahm das Militär einen Angriff auf eine Textilfabrik im heutigen Gouvernement al-Buhaira, wo sie einen gewalttätigen Streik unterdrücken musste. Die beiden Aufständischenführer wurden, trotz Protesten aus Moskau und der kommunistischen Welt, von einem Militärgericht zum Tode verurteilt.
Öffentliche Kritik übten die Kommunisten regelmäßig an Nasser und beschuldigten ihn unter anderem, den Nichtangriffspakt mit der Sowjetunion von 1951 zu torpedieren. Die anschließende Repression der führte zu Protesten von Teilen des Militärs, vor allem von jungen radikalisierten Offizieren. Die Regierung verhaftete danach 35 Personen und verwies den hochrangigen linksliberalen Offizier Youssef Seddik, der einer der Hauptorganisatoren der Revolution war, vom Revolutionsrat.
Nachdem die Regierung die kommunistische Opposition weitgehend ausgeschaltet hatte, wendete sie sich ab 1954 gegen die Vereinigung der Muslimbrüder, die sich nicht als politische Partei betrachtete, und das Verbot ignorierte. Die Organisation pflegte zunächst mit der neuen Regierung gute Beziehungen. Ein Vertreter der Muslimbrüder war im Regentschaftsrat für Fu'ād II., und der Muslimbruderschaft waren sogar drei Ministerposten zugeteilt worden. Hier aber gab es die ersten Missverständnisse zwischen den Islamisten und dem Militärregime. Der Führer der Muslimbruderschaft Hasan al-Hudaibi wollte, ungeachtet der Zerwürfnisse, noch mehr Einfluss auf die Regierung der Freien Offiziere ausüben. Die Organisation erklärte dafür ihre Abweichung von illegalen Aktivitäten und ehemaliger Terrortaktiken. Gegner eines solchen Kurses wurden aus den Führungsgremien des Vereins entfernt. Die Freien Offiziere gingen aber darauf ein und in der letzten Phase des Königreiches kam es zu einem Erstarken des Islam. So wurde die Präsenz des Islams im öffentlichen Raum stärker. Frauen wurde die Verpflichtung, ein Kopftuch zu tragen, auferlegt, und neue Gesetze wurden nur unter Einhaltung der Scharia verabschiedet.
Außenpolitisch ging das neue Regime auf die Sowjetunion und deren Satellitenstaaten zu. Insbesondere, weil die Sowjetunion bereit war, ideologisch und auch mit Waffen den Kampf gegen Israel zu unterstützen. Dem neuen Kurs stand aber die Ablehnung der USA gegenüber, die sich nun zunehmend gegen die Freien Offiziere wendeten.

## Ende der Monarchie
Im Juni 1953 deutete sich mit der Auflösung des Regentschaftsrates das Ende der ägyptischen Monarchie an.
Am 18. Juni stimmte der Revolutionäre Kommandorat für die Abschaffung der Erbmonarchie und rief die Republik Ägypten aus. Damit endete die seit 1805 andauernde Herrschaft der Dynastie des Muhammad Ali. König Fu'ād II. wurde noch am selben Tag ins Exil zu seiner Familie geschickt. Neues Staatsoberhaupt der Republik wurde Präsident Nagib, der auch gleichzeitig Regierungschef war. Er übergab dafür das Verteidigungsministerium und den Posten des Oberbefehlshabers der Armee an Nasser, der gleichzeitig Innenminister war. Nagib und Nasser wurden aber bald zu Rivalen, und es entstanden innerhalb der revolutionären Bewegung zwei politische Lager. Während der Präsident die Unterdrückung der Muslimbrüder und Kommunisten unterstützte, suchte Nasser ihre Nähe. Auch wollte Nagib zum parlamentarischen System zurückkehren, dem Nasser entgegenstand. Der Revolutionsrat erzwang, auf Druck von Nasser, am 23. Februar 1954 den Rücktritt des Präsidenten. Bereits vier Tage später musste er seinen Schritt zurückziehen, weil Nagib noch große Beliebtheit in der Armee und im Volk genoss. Am 25. Februar wurde er wieder Präsident. Nasser musste als neuer Premierminister akzeptieren, dass Nagib Präsident blieb.
Am 5. März 1954 gab der revolutionäre Kommandorat die Wiedereinführung der demokratischen Freiheiten, die Freilassung von Gefangenen und die Wiedergründung der Parteien bekannt. Er entschied sich auch für die Einberufung einer verfassungsgebenden Versammlung und die Verabschiedung einer neuen Verfassung. Der Erfolg dieser Reformen blieb aber aus, da es am 19. März landesweit zu Unruhen kam, und Nagib musste am 14. November 1954 endgültig seinen Rücktritt erklären und wurde von Nasser unter Hausarrest gestellt. Am 23. Juni 1954, als sich die Revolution von 1952 zum zweiten Mal jährte, wurde Nasser neuer Präsident. Die sudanesischen Unionisten, insbesondere die „National Unionist Party“, die eine Vereinigung des Sudans mit Ägypten unter der Monarchie anstrebte, nahm 1955 Distanz zur neuen Republik. So erfüllten sich die Hoffnungen Ägyptens, der unabhängige Sudan werde sich dann freiwillig mit Ägypten vereinigen, nicht. 1952 hatte Ägypten bereits dem Sudan das Selbstbestimmungsrecht gewährt und verzichtete in einem britisch-ägyptischen Abkommen auf die volle Souveränität über den Sudan. Am 1. Januar 1956 wurde nach einer Volksabstimmung die Republik Sudan ausgerufen. Neues de facto Staatsoberhaupt der Republik wurde als Ministerpräsident der Nationalist Ismail al-Azhari. Damit hatte Ägypten den Sudan endgültig aufgeben müssen und aus der Erbmasse des Königreichs waren zwei Staaten entstanden.

## Politisches System des Reiches
Das politische System des Reiches basierte auf der Machtbalance zwischen den drei großen Kräften im Land: der ägyptischen Monarchie, der Wafd-Partei und Großbritannien. Dieser Zustand dauerte bis zur großen Regierungskrise von 1942. Danach trat an die Stelle der Briten die ägyptische Armee mit großem politischen – und nach dem Staatsstreich 1952 auch wirtschaftlichem – Einfluss.

### Monarchie und Hof

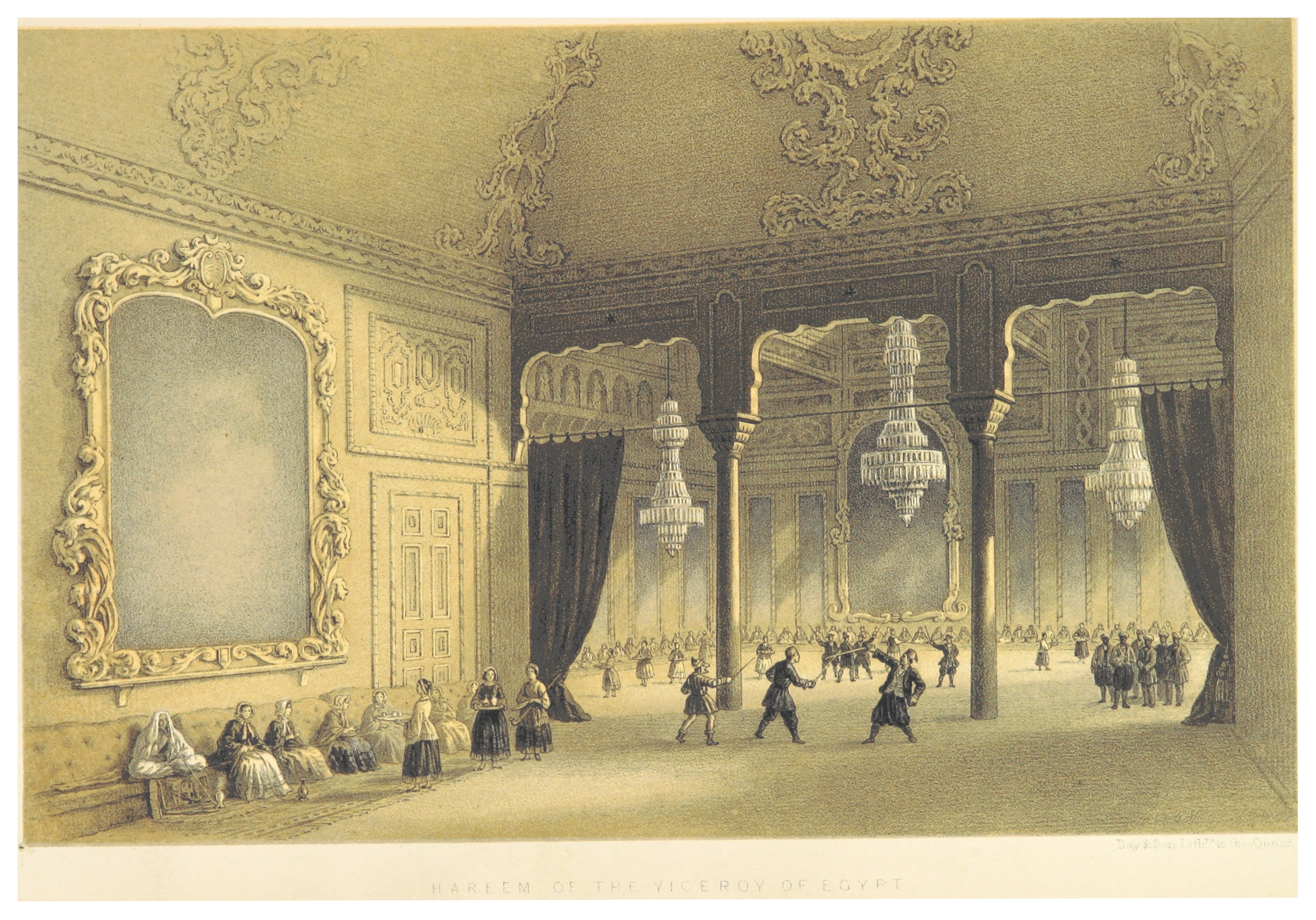
Catherine Tobin: The Land of Inheritance (Das Land der Vererbung)

Das wichtigste Element des Staates war die Monarchie. Die Verfassung garantierte dem König und der Aristokratie einen erheblichen Handlungsspielraum. Sie bestimmte den König von Ägypten und des Sudan (ملك مصر والسودان, DMG Malik Miṣr was-Sūdān) zum Souverän des Staates (siehe monarchisches Prinzip) und Staatsoberhaupt. Sie gestand ihm die Befehlsgewalt über die Streitkräfte des Landes und freie Hand bei der Ernennung des Premierministers, Beamter in der Armee und Verwaltung und der ʿUlama', der Religionsgelehrten des Islam, zu.
Auch mussten alle Gesetze nach der Verabschiedung durch das Parlament vom König unterzeichnet werden. Der König war außerdem für die Eröffnung und Schließung der Parlamentssitzungen verantwortlich und konnte es auflösen und Neuwahlen ausrufen. Wegen dieser weitreichenden Befugnisse musste der regierende Monarch allerdings einen Eid auf die Verfassung ablegen.
Der König wurde während der Zeit des Königreichs zunehmend zu einem Symbol des Reiches. Galt über Jahrzehnte hinweg die Meinung, dass die verschiedenen Khediven und Sultane Vasallen fremder Mächte wären und dass Ägypten von einer Monarchie abhängig war, die nicht ägyptisch zu sein schien, änderte sich die Rolle der seit 1805 herrschenden Dynastie ab 1922 zunehmend. Grund dafür waren die erfolgreichen Versuche von Fu'ād I. und Faruq, sich langsam und friedlich aus der britischen Einflusssphäre zu lösen und einen eigenständigen Kurs einzuschlagen, ohne dabei große Kompromisse eingehen zu müssen (z. B. wurden die Ansprüche auf den Sudan nicht aufgegeben und die Forderung durchgesetzt, eine eigene Außenpolitik zu betreiben). So konnten auch in der Anfangsphase antimonarchistische Strömungen in der Bevölkerung für den neuen Staat gewonnen werden und Ägypten entwickelte sich bis zum Beginn des Zweiten Weltkrieges zu einer starken monarchistischen Nation.
Für die Entscheidungen der Monarchen spielten meist der Hofstaat und einige enge persönliche Vertraute aus der ägyptischen Aristokratie, die sehr dem europäischen Hochadel ähnelte, eine wichtige Rolle. Bereits mit Fu'ād I. nahm der Monarch erheblichen Einfluss auf die Personalpolitik, ohne in der Regel in die Tagesgeschäfte einzugreifen. Faruq übte dafür persönlich in einem erheblichen Umfang Einfluss auf die Tagespolitik aus. Dabei beeinflussten teilweise konkurrierende Akteure den König und ließen seine Entscheidungen oft widersprüchlich erscheinen.

### Bürokratie und Justiz

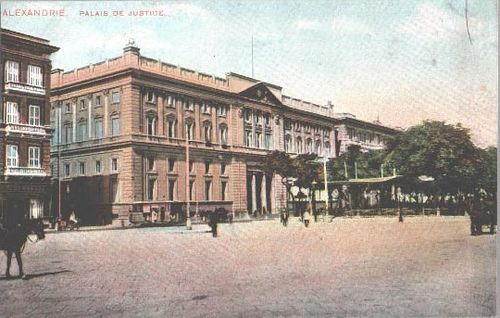
Der ehemalige Justizpalast von Alexandria war Sitz eines der Gemischten Gerichtshöfe Ägyptens

Dem ägyptischen König stand ein beträchtlicher Bürokratieapparat zur Verfügung. Er sorgte bei den meisten innenpolitischen Konflikten für Kontinuität und galt als Garant der Stabilität des Reiches. So mussten die politischen Entscheidungsträger bei umstrittenen Beschlüssen oft mit dem Eigengewicht der höheren Beamten rechnen. In der Verfassung von 1923 wurden ihnen zwar politische Freiheit garantiert. Es wurde aber bei ihrer Ernennung auf eine säkulare monarchistisch-patriotische Gesinnung geachtet. So konnten linksliberale, islamistische und antimonarchistische Politiker fast nie in Verwaltungsämter gelangen.
In den höheren Positionen des Beamtentums waren Aristokraten überrepräsentiert. Die Religion spielte nur gegen Ende des Reiches eine Rolle. Während der liberalen Anfangsphase des Königreiches waren auch Beamte anderer Konfessionen vertreten. Dabei nahmen zahlreiche Juden und Kopten wichtige Positionen in der Bürokratie ein und wirkten teilweise entscheidend mit beim Aufbau des jungen Staates.
Neben einem gut organisierten Bürokratieapparat verfügte das Königreich Ägypten auch über ein modernes europäisch „durchdrungenes“ Rechtssystem, das auch für das Territorium des Anglo-Ägyptischen Sudan zuständig war. Das britische, italienische Recht und der code civil galten als Hauptquelle der Gesetzgebung. Das islamische Recht, die Scharia, die seit 1980 die Hauptquelle Ägyptens ist, spielte dabei kaum eine Rolle. Die Rechtsnormen wurden aber meist freiwillig unter Beachtung des islamischen Rechts sunnitischer Ausprägung gestaltet. Auch gab es bis 1949 vier Gemischte Gerichtshöfe, die der Verhandlung von zivil- und wirtschaftsrechtlichen Streitfällen zwischen Einheimischen und Ausländern sowie zwischen Ausländern verschiedener Nationalitäten dienten. An ihre Stelle trat 1949 ein ägyptischer Ableger des code civil, der allen Bürgern, auch wenn sie nicht Staatsbürger des Königreiches waren, die gleichen Rechte garantierte und zum Vorbild für die Rechtswesen aller anderen arabischen Monarchien wurde.
Obwohl die Justiz offiziell unabhängig war und man dafür extra klerikale Richter aus der Zeit des Sultanates durch junge, säkular, in Europa, ausgebildete Richter ersetzte, konnte man die politische Einstellung der Justiz deutlich an ihren Urteilen erkennen. Während linke Straftäter teilweise mit enormer Härte behandelt wurden, kam es bei rechten Straftätern zu milderen Anklagen oder Strafen. Dies betraf auch die Strafverfolgungsbehörden. Sie fühlten sich dem Staat und im Zeitraum des Kalten Krieges zunehmend dem Kampf gegen den Kommunismus verpflichtet.

### Verfassung
Das Reich hatte während seiner 31-jährigen Existenzzeit drei Verfassungen, die jeweils neben Ägypten auch im Sudan volle Gültigkeit hatten:
- die Verfassung des Königreichs Ägypten von 1923
- die Verfassung des Königreichs Ägypten von 1930
- die Verfassung des Königreichs Ägypten von 1953

Die Verfassung von 1923 trat nach einem Referendum am 19. April 1923 in Kraft und wurde von einer Verfassungskommission, die aus 30 Vertretern aller sozialen Schichten und politischen Parteien bestand, ausgearbeitet. Sie galt zu ihrer Zeit als eine der fortschrittlichsten überhaupt und war der erste erfolgreiche Versuch, eine parlamentarische Demokratie in Ägypten zu etablieren. Sie gilt als die liberalste Verfassung in der ägyptischen Geschichte.
Die Verfassung von 1930 wurde vom bis 1933 diktatorisch regierenden Premierminister Ismail Sidqi Pascha ausgearbeitet. Sie wandelte Ägypten in eine autoritär geführte Monarchie, in der die Befugnisse des Königs und der Regierung zu Lasten des Parlamentes stark ausgebaut wurden, um. Auch wurde die Arbeit politischer Parteien und die Presse- und Meinungsfreiheit massiv eingeschränkt. 1935 wurde sie nach Protesten außer Kraft gesetzt.
Die Verfassung von 1923 ging aus der 1882 ausgearbeiteten Verfassung des Khedivates Ägypten hervor. Sie wurde maßgeblich von Saad Zaghlul und Mustafa an-Nahhas Pascha geprägt. Sie war zum einen ein Organisationsstatut, welches die Kompetenzen der Staatsorgane, durch die das Reich handelte, und sonstiger Einrichtungen des Reiches gegenseitig nach innen abgrenzte. Sie legte andererseits die Zuständigkeit des Reiches gegenüber den Provinzen fest. Das Reich durfte dabei nur für diejenigen Angelegenheiten tätig werden, die dem Reich in der Verfassung ausdrücklich als Zuständigkeit zugewiesen wurden. Im Übrigen waren die teilsouveränen Provinzen zuständig.
Die Verfassung verfügt zwar über einen klaren Grundrechtsteil. So gab es ein Benachteiligungsverbot auf Grund der Staatsbürgerschaft und Minderheitenschutz. Die Beziehung zwischen Untertan (Bürger) und der Monarchie wurde rechtlich aber nur grob ausgestaltet.
Die Verfassung verstand das Königreich Ägypten als einen Zusammenschluss teilsouveräner Provinzen. Dem entsprach, dass das Königreich de facto ein Bundesstaat war, der sich vor allem im Sudan auf lokale Stammesführer stützte. Die Gliedstaaten des Reiches hatten ausgeprägte Eigenzuständigkeiten, wobei ihnen aber keine Vertretung im Parlament zufiel.
Der ägyptische Monarch trug den Herrschertitel König von Ägypten und des Sudan. Ihm standen dabei beachtliche Kompetenzen zu, die weit über das hinausgingen, was sich die nationalistisch-demokratischen Kräfte im Land vorgestellt hatten. Er ernannte und entließ die Regierung, Beamte und führte ab 1936/37 den Oberbefehl über die königliche Marine, Luftwaffe und das ägyptische Heer. Auch sah die Verfassung vor, dass der König, falls erforderlich, mittels der Armee die innere Sicherheit wiederherstellen konnte. Diese Konzentration der Kommandogewalt bestand bereits vor dem Anglo-Ägyptischen Vertrag 1936, in dem Großbritannien den Oberbefehl über die Streitkräfte endgültig dem ägyptischen König zugestand, und oft von Fu'ād I. als Druckmittel eingesetzt wurde. Allerdings war die Macht des Königs nie absolut, sondern stand in der Tradition des ägyptischen Konstitutionalismus seit dem Herrschaftsantritt von Muhammad Ali Pascha.
Der Premierminister war dem König und Parlament gleichermaßen verantwortlich. Dieser Umstand führte dazu, dass es oft zu Konflikten oder Missverständnissen zwischen dem König und dem Parlament kam. Auch wählte das Parlament den Regierungschef. Der König ernannte ihn dann meistens auch, hätte aber auch eine von ihm ausgewählte Person ernennen können.
Das Gegengewicht zur Regierung bildete das ägyptische Parlament. Es bestand aus zwei Kammern, der Abgeordnetenkammer und dem Senat. Der König hatte das Recht, zwei Fünftel der Senatoren und den Senatspräsidenten zu ernennen.
Das Wahlrecht sah eine allgemeine, gleiche und geheime Wahl für Männer vor. Die Legislaturperiode dauerte vier Jahre. Der König konnte das Parlament jederzeit auflösen und Neuwahlen ausschreiben. Die Kernkompetenzen des Parlamentes waren die Erlassung von Gesetzen aller Art und die Verabschiedung des Haushalts. Damit war die Regierung endgültig an das Parlament gebunden und die parlamentarische Demokratie im Staat fest verankert.
Die Verfassung von 1923 ließ aber einen wichtigen Punkt unerwähnt. Der Anspruch auf die Souveränität über den Sudan wurde nicht in den Verfassungstext aufgenommen, obwohl es ein zentrales Thema in der ägyptischen Innen- und Außenpolitik war.
Die Verfassung von 1953 wurde am 10. Februar 1953 erlassen. Sie sollte die Übergangszeit von der Monarchie zur Republik organisieren.

### Herrscher und Ministerpräsidenten
Der ägyptische Monarch regierte de facto in Personalunion als König von Ägypten und des Sudan. Während der Titel in Ägypten mit wirklicher politischer Macht verbunden war, war er im Sudan fast rein zeremonieller Natur.
- Fu'ād I. (1868–1936)
  - Am 15. März 1922 Proklamation zum König von Ägypten und Souverän von Nubien, des Sudan, Kurdufan und Darfur
  - Am 28. April 1936 gestorben

- Faruq (1920–1965)

Die ägyptische und sudanesische Königskrone

  - Am 28. April 1936 mit dem Tod seines Vorgängers automatisch König
  - Am 29. Juli 1937 Krönung zum König von Ägypten und Souverän von Nubien, des Sudan, Kurdufan und Darfur[73]
  - Am 16. Oktober 1951 Krönung zum König von Ägypten und des Sudan
  - Am 26. Juli 1952 Regierungsverzicht und Abdankung
- Fu'ād II. (1951–)
  - Am 26. Juli 1952 Krönung zum König von Ägypten und des Sudan
  - Am 18. Juni 1953 abgesetzt

Der ägyptische Premierminister zur Zeit des Königreiches wurde vom Parlament gewählt und vom König ernannt. Die meisten Regierungschefs waren Vertreter der Wafd-Partei. Die Amtsträger wechselten sehr häufig; nur wenige Politiker konnten prägenden Einfluss gewinnen. Allein von 1926 bis 1936 hatte Ägypten 16 verschiedene Regierungen. Die politisch oder wirtschaftlich einflussreichsten Premierminister waren:
- Abdel Khalek Sarwat Pascha, (erster Premierminister und einer der Staatsgründer des Königreiches, amtierte 16. März 1922 bis 30. November 1922)
- Saad Zaghlul (von 1919 bis zu seinem Tod 1927 Parteichef der Wafd-Partei, wichtiger Unabhängigkeitskämpfer, Gesellschaftsreformer und geistiger Vater der Verfassung von 1923, amtierte 26. Januar 1924 bis 24. November 1924)
- Mustafa an-Nahhas Pascha (von 1927 bis 1952 Parteichef der Wafd-Partei, Gesellschaftsreformer und wichtiger Akteur bei der Ausarbeitung von britisch und sowjetisch-ägyptischen Verträgen und der Gründung der arabischen Liga, amtierte 16. März 1928 bis 27. Juni 1928, 1. Januar 1930 bis 20. Juni 1930, 9. Mai 1936 bis 29. Dezember 1937, 5. Februar 1942 bis 10. Oktober 1944, 12. Januar 1950 bis 27. Januar 1952)
- Mohamed Mahmoud Khalil (erreichte einen ägyptisch-britischen Ausgleich, amtierte 27. Juni 1928 bis 4. Oktober 1929, 29. Dezember 1937 bis 18. August 1939)
- Ismail Sidqi Pascha (regierte während seiner ersten Amtszeit weitgehend diktatorisch,[74] orientierte sich dabei an Benito Mussolini und schuf durch eine neue Verfassung wieder politische Stabilität in Ägypten, amtierte 20. Juni 1930 bis 22. September 1933, 17. Februar 1946 bis 9. Dezember 1946)
- Ali Maher Pascha (wichtige Persönlichkeit der nationalistischen Bewegung, setzte sich für eine dauernde Neutralität Ägyptens ein und bot deutschen Juden Schutz und eine neue Heimat an, amtierte 30. Januar 1936 bis 9. Mai 1936, 18. August 1939 bis 28. Juni 1940, 27. Januar 1952 bis 2. März 1952, 23. Juli 1952 bis 7. September 1952)
- Hussein Sirri Pascha (amtierte auf dem Höhepunkt des Vorstoßes der deutsch-italienischen Truppen in Ägypten während des Afrikafeldzuges, amtierte 15. November 1940 bis 5. Februar 1942, außerdem amtierte er auch ein zweites Mal von Juli 1949 – Januar 1950 und ein drittes Mal vom 2. Juli 1952 bis 20. Juli 1952)
- Mahmud an-Nukraschi Pascha (erklärte am 26. Februar 1945 dem Deutschen Reich und Japan den Krieg, beschloss 1948 den Einsatz ägyptischer Truppen im Palästinakrieg, wurde nach der Niederlage von den Muslimbrüdern ermordet, amtierte 26. Februar 1945 bis 17. Februar 1946, 9. Dezember 1946 bis 28. Dezember 1948)
- Ahmad Naguib Hilali Pascha (wurde von König Faruq zwei Mal vor der Revolution eingesetzt. Amtierte das erste Mal vom 2. März – 29. Juni 1952 und nochmals vom 22. – 23. Juli 1952. An diesem Tag fand die Revolution statt, die zur Absetzung König Faruqs führte.)
- Muhammad Nagib (putschte sich zusammen mit Gamal Abdel Nasser am 23. Juli 1952 an die Macht (siehe Militärputsch in Ägypten 1952) und errichtete eine Militärdiktatur. 1953 wurde er zum ersten Präsidenten der Republik, amtierte 7. September 1952 bis 18. Juni 1953)

### Politische Parteien und Massenorganisationen
Die politischen Parteien im Königreich stammten größtenteils noch aus der Zeit des Sultanates oder des Khedivats. Es kam aber zu zahlreichen Neugründungen und Abspaltungen.
Von 1923 an bis 1952/53 erlebte Ägypten eine bemerkenswerte, an politischen und demokratischen Praktiken reiche Erfahrung; in dieser Periode war die Wafd-Partei fast ununterbrochen die stärkste Partei im Parlament. Mit dem Ausbrechen der Revolution vom Juli 1952 bemühte sich die Militärdiktatur unter Muhammad Nagib und Gamal Abdel Nasser, die Opposition zu liquidieren. Durch ein Dekret über die Auflösung der politischen Parteien und die Annahme eines Einparteiensystems wurden im Januar 1953 alle politischen Parteien verboten.

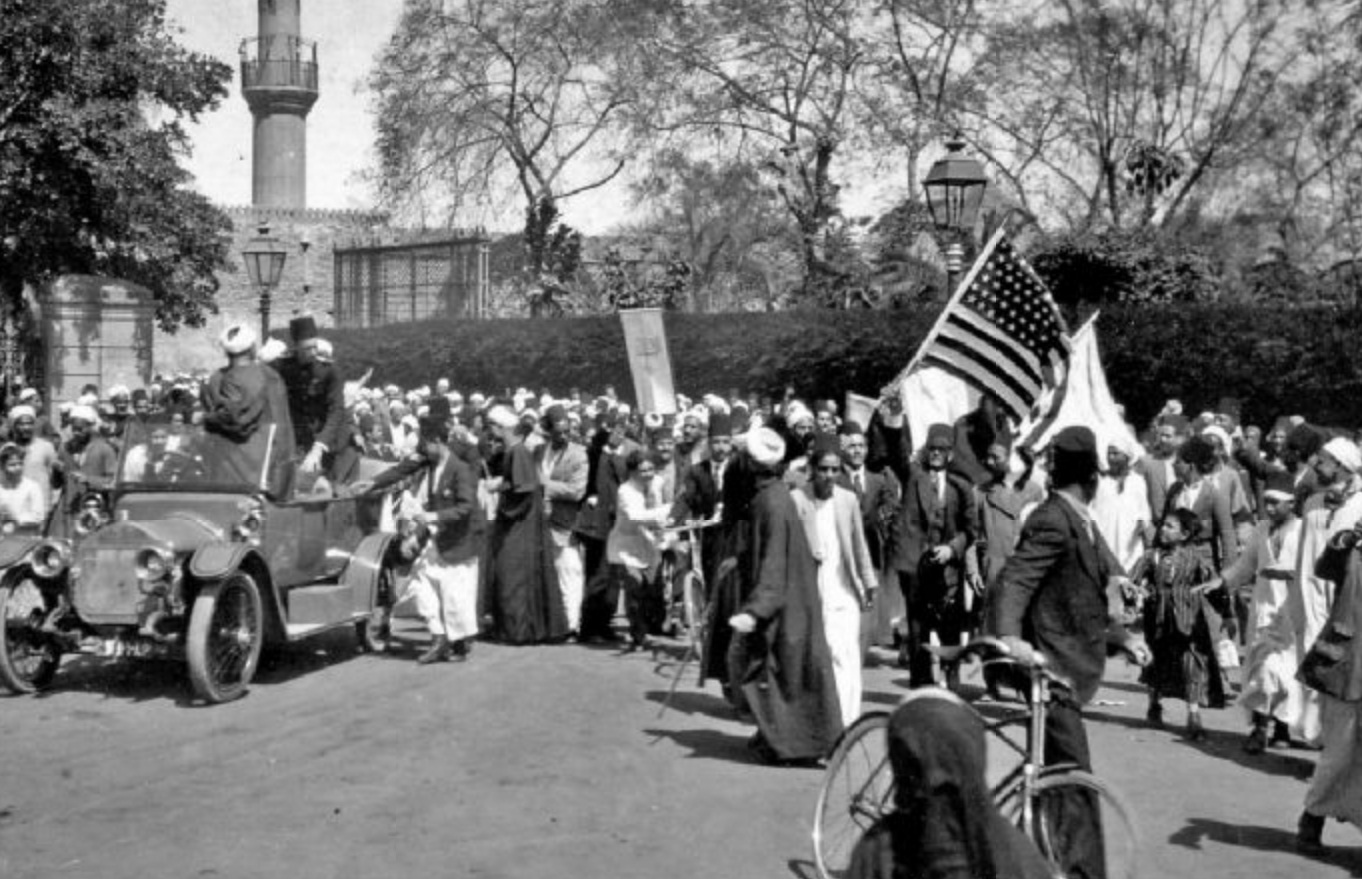
Ägyptische Revolutionäre der Wafd-Partei mit einer US-amerikanischen Flagge, 1919

Flagge der Wafd-Partei

Im Parteienspektrum zur Zeit des Königreiches gab es folgende Parteien von Bedeutung:
| Partei                               | Ausprägung                                                                                              | Gründung |
| ------------------------------------ | --- | -------- |
| Wafd-Partei                          | Ägyptischer Nationalismus, Royalismus, Wirtschaftsliberalismus, Antikolonialismus, Nationalliberalismus | 1919     |
| Umma-Partei                          | Ultranationalismus                                                                                      | 1907     |
| Watani-Partei                        | Ägyptischer Nationalismus, Antikolonialismus, Konservatismus                                            | 1907     |
| Liberale Konstitutionelle Partei     | Linksliberalismus, Konstitutionalismus, Antikolonialismus                                               | 1922     |
| Ittihad-Partei                       | Ägyptischer Nationalismus, religiöser Traditionalismus, Antikolonialismus                               | 1924     |
| Saadisch institutionalisierte Partei | Liberalismus, Royalismus                                                                                | 1938     |
| Ägyptische Volkspartei               | Royalismus, Vertretung des ländlichen Raums                                                             | 1930     |
| Ägyptische Kommunistische Partei     | Kommunismus, Marxismus-Leninismus                                                                       | 1921     |
| „Föderale Partei“                    | Föderalismus, Royalismus                                                                                | ?        |

und eine Reihe kleinerer ägyptischer und sudanesischer Parteien:
- „Ägyptische Sozialistische Partei“ (gegründet 1921, anarchistisch und kommunistisch)
- Jungägyptische Partei (gegründet 1933, islamfaschistisch, nationalsozialistisch, radikal antisemitisch)
- „National Unionist Party“ (gegründet 1952, unionistisch, unterstützte die Vereinigung Ägyptens mit dem Sudan unter der Monarchie)
- „Umma-Partei (Sudan)“ (gegründet 1945, separatistisch)
- „Südpartei“ (gegründet 1951, separatistisch, setzte sich für mehr Rechte der Schwarzafrikaner im heutigen Südsudan ein)
- „Antiimperialistische Front“ (gegründet 1952, separatistisch, antikolonialistisch)

Als keine Partei betrachtete sich die islamistische Muslimbruderschaft. Sie verstand sich als Massenorganisation. Die Bruderschaft wuchs nach ihrer Gründung 1928 sehr rasch und breitete sich auch in Nachbarländern aus. Ende der 1930er Jahre noch eine Gruppe von wenigen Hundert, hatte sie 1941 schon ungefähr 60.000, 1948 ungefähr 500.000 Mitglieder und Hunderttausende Sympathisanten. Sie war streng hierarchisch organisiert, hatte eigene Moscheen, Firmen, Fabriken, Krankenhäuser und Schulen und besetzte wichtige Posten in Armee und Gewerkschaften. Sie legte viel Wert auf Bildung und Ausbildung im Sinne ihrer islamischen Gesellschaftsvision. So gelang es ihr, großen Einfluss im ägyptischen Staat zu gewinnen. 1948 wurde sie verboten, aber 1950 wieder zugelassen.

### Außenbeziehungen
Die Außenpolitik Ägyptens während des Königreiches war hauptsächlich durch das Streben nach Hegemonie in der arabischen und islamischen Welt und eine traditionell feste Bindung an Westeuropa geprägt. Ägypten pflegte dabei gute Beziehungen zu seinen unmittelbaren Nachbarstaaten wie Griechenland, der Türkei, Iran, Frankreich, Italien und Jugoslawien, aber auch mit Ländern wie Japan und den Vereinigten Staaten.

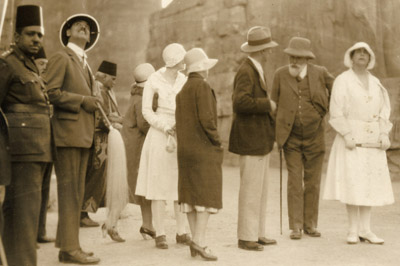
Die Königin von Rumänien Marie von Edinburgh mit Howard Carter nach der Entdeckung des Grabes von Tutanchamun in Ägypten

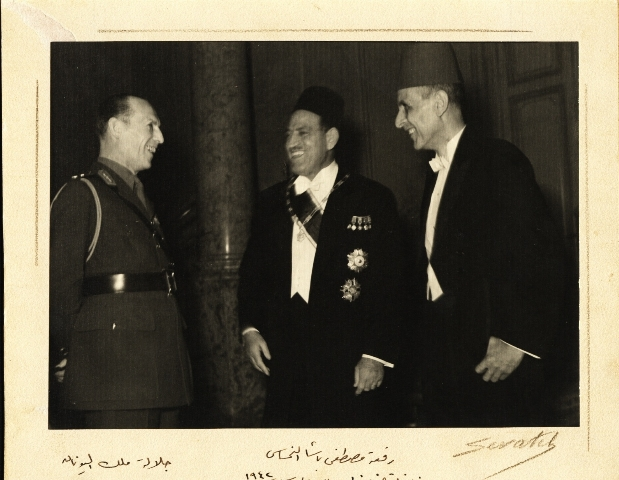
Der griechische König Georg II. im Gespräch mit Premierminister Mustafa an-Nahhas Pascha und dem bekannten ägyptischen Gynäkologen Naguib Pascha Mahfouz, 1942. Kairo war nach dem Balkanfeldzug ab 1941 Sitz der griechischen Exilregierung

In den Anfangsjahren nach der Unabhängigkeit 1922 war es der ägyptischen Regierung verwehrt, eine eigenständige Außenpolitik zu betreiben. Sie wurde von der ehemaligen Kolonialmacht Großbritannien bestimmt, das sich seit 1882 als Schutzmacht Ägyptens betrachtete. Nach dem britisch-ägyptischen Zerwürfnis wegen der Ermordung des sudanesischen Generalgouverneurs Lee Stack am 20. November 1924 in Kairo verschlechterten sich die Beziehungen zusehends. Als Folge suchte die ägyptische Regierung die Anerkennung als souveräner Staat durch andere Großmächte.

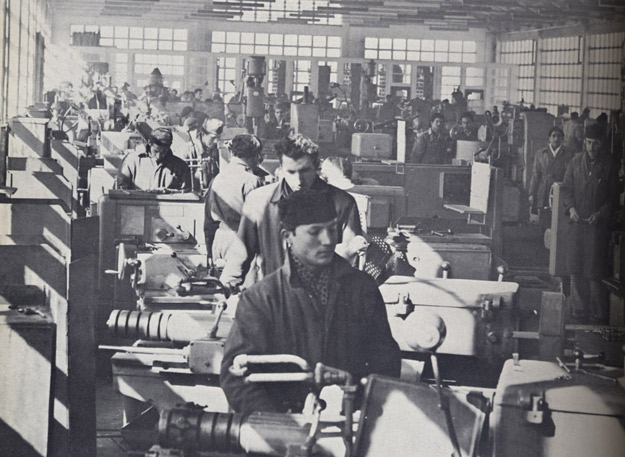
Eine mit ausländischer Entwicklungshilfe errichtete Metallfabrikation in der afghanischen Hauptstadt Kabul, um 1950

Ab der zweiten Hälfte der 1920er Jahre versuchte Ägypten, ein Bündnis mit einigen europäischen Großmächten abzuschließen. Die Bemühungen erwiesen sich als erfolgreich. 1936 wurde mit Großbritannien der Anglo-Ägyptische Vertrag geschlossen, der beide Länder zu gleichberechtigten Bündnispartnern machte. Dem Vertrag war die italienische Eroberung Äthiopiens, das ebenfalls keine Bündnispartner hatte, vorausgegangen. Mit Frankreich, das vor allem kulturell in Ägypten präsent war, bestand ein De-facto-Bündnis, das auf einem Grenzvertrag von 1926 basierte. Mit dem Königreich Italien pflegte Ägypten anfangs sehr gute Beziehungen, diese verschlechterten sich ab 1932 zunehmend (siehe Wiedereroberung Libyens). Am 13. Juni 1940 beschloss das ägyptische Parlament, die Beziehungen zu Italien abzubrechen. Daraufhin griffen italienische Truppenverbände (siehe Italienische Invasion Ägyptens) den Nordwesten des Landes an. Nach der Niederlage der Achsenmächte in Nordafrika 1943 schloss sich im Frühjahr 1945 Ägypten den Alliierten an und erklärte dem Deutschen Reich und Japan den Krieg. Am 10. September 1946 schlossen Ägypten und Italien einen Friedensvertrag.
Am Vorabend des Zweiten Weltkrieges wurde die Außenpolitik des Reiches hauptsächlich von Mohamed Mahmoud Khalil bestimmt, der als Premierminister erheblichen Einfluss darauf nahm. Seine Politik, die zuerst auf einen erfolgreichen Ausgleich mit Großbritannien gerichtet war, führte Ägypten aber in die Isolation. Da sich das Land sowohl gegen die aggressive Expansionspolitik der Länder Japan, Italien und des Deutschen Reiches stellte, aber auch die Appeasement-Politik der westlichen Demokratien nicht mittragen wollte. Nur die Beziehungen zu den Vereinigten Staaten blieben freundschaftlich.
Nach dem Zweiten Weltkrieg wurde Ägypten Gründungsmitglied der Arabischen Liga und der Vereinten Nationen. Schon bald kam es zu Spannungen mit den Westmächten, zum Beispiel wegen der ägyptischen Ansprüche auf einen ständigen Sitz im UN-Sicherheitsrat und die Souveränität über den Sudan. Auch ließ Ägypten die Sowjetunion auf Distanz gehen, weil es deren Truppenpräsenz im Iran, deren Unterstützung für die Kommunisten im Bürgerkrieg in Griechenland und der versuchten Einflussnahme in der Türkei offen entgegenstand. Auch im arabischen Raum kam es zu Konflikten. Das Königreich Irak und Saudi-Arabien lehnten Ägyptens Pläne von der „Einheit des Niltals“ ab. Trotzdem kämpften die drei Staaten, zusammen mit Transjordanien, Syrien und dem Libanon 1948–1949 im Palästinakrieg gegen Israel.
Nach der arabischen Niederlage 1949 kam es erneut zu verstärkten Reibungsflächen mit Saudi-Arabien. In der Arabischen Liga entstanden so zwei Lager: ein religiös-konservatives unter der Führung der Saudis und ein säkular-weltliches unter der Führung Ägyptens. Ägypten und Saudi-Arabien lieferten sich danach ab 1949 ein beispielloses Wettrüsten, das große Teile des Haushaltes der beiden Staaten in Anspruch nahm. In der ägyptischen Politik und im Militär wurden die Saudis zunehmend als „Erzrivale“ betrachtet, dessen absolutistische islamisch-konservative Monarchie das absolute Gegenstück zur modernen westlich geprägten ägyptischen Monarchie war. Die Spannungen kulminierten schließlich im Bürgerkrieg im Nordjemen von 1962–1970, der zu einem Stellvertreterkrieg wurde.
In der islamischen Welt erkannten die meisten Staaten den ägyptischen Führungsanspruch an. Auch in Ostafrika und Vorderasien schien der Anspruch gesichert zu sein. Länder wie der Iran, die Türkei, Israel oder Abessinien entwickelten sich aber bald zu ernst zu nehmenden Konkurrenten.
Ab Anfang der 1950er Jahre leistete das Königreich Ägypten außenpolitisch auch Entwicklungshilfe und war in der Ausbildung von Sicherheitskräften und im Aufbau von Infrastruktur, die Rüstungsexporte begleiteten, tätig. Vor allem kam diese Hilfe den monarchischen Staaten Libyen, Afghanistan, Nordjemen, Iran und Abessinien zuteil.

## Reichsteile und Länder
Königreich Ägypten

Anglo-Ägyptischer Sudan

Das Königreich Ägypten verstand sich als ein Zusammenschluss von 12 bzw. ab 1948 13 teilsouveränen Provinzen. Obwohl offiziell eine zentralistische Verwaltung bestand, existierte aber in der Praxis eine föderale Staatsordnung.
Die Gliedstaaten des Reiches hatten ausgeprägte Eigenzuständigkeiten. Sie besaßen eine eigene Amtssprache, Staatssymbole, eine De-facto-Verfassung, die auf mündlichen Zusagen der Regierung basierte, und Hauptstadt, jedoch hatte Kairo als überregionale Hauptstadt einen besonderen Status. Die Provinzen des Anglo-Ägyptischen Sudan besaßen einige Sonderrechte, die ihnen die ägyptische Regierung auf Druck von lokalen sudanesischen Stammesführern und Clans zugestanden hat. Damit versuchte Ägypten, die sudanesische Bevölkerung friedlich in die Verwaltung des Reiches einzubinden und sie dem britischen Einfluss zu entziehen. Alle Provinzen waren aber finanziell vom Steuersystem des Reichs abhängig. Auch behielt sich das Königreich starke Verwaltungs- und Gesetzgebungskompetenzen vor.
Provinzübergreifend bestand Ägypten de facto bis 1953 aus zwei (Teil-)Staaten, die vom ägyptischen König in Personalunion regiert wurden. Zum ägyptischen Mutterland kam der Anglo-Ägyptische Sudan, den die ägyptische Monarchie zusammen mit Großbritannien verwaltete. Ägypten hatte seit der Errichtung des Kondominiumes 1899 nie mehr die volle Kontrolle über das Gebiet erlangt. Umstritten ist aber wie groß der ägyptische Einfluss war. Britische Beamte kontrollierten zwar die höheren Verwaltungsposten und das Kondominium wurde von einem britischen Generalgouverneur verwaltet. Ägyptische Beamte waren aber ab mittlerer Führungsebene bis hin zur Polizei in allen Ämtern überpräsent. Auch war die einzige Amtssprache des Gebietes faktisch Arabisch, das Ägyptische Pfund die einzige Währung und der König von Ägypten völkerrechtliches Oberhaupt des Sudan.
Die meisten – heute ägyptischen – Provinzen wurden im Jahre 1960/61 durch Gamal Abdel Nasser oder durch seinen Nachfolger Anwar as-Sadat aufgelöst. An ihre Stelle traten kleinere, ausgeprägt zentralistisch verwaltete, Gouvernements, an deren Spitze heute jeweils ein Gouverneur im Ministerrang steht. Die sudanesischen Provinzen gingen die heutigen sudanesischen und südsudanesischen Bundesstaaten auf.
Im Februar 1949 bekam Ägypten nach dem Palästinakrieg in einem Waffenstillstandsabkommen mit Israel den heutigen Gazastreifen zugeschlagen. Er wurde von der Monarchie nur verwaltet, nicht annektiert. Die Bewohner des Streifens erhielten auch keine staatsbürgerlichen Rechte von Ägypten und blieben somit staatenlos.
| Provinzen                            | Hauptstadt             | Gründung | Heutiger Staat           |
| ------------------------------------ | ---------------------- | -------- | ------------------------ |
| alhudud alfayida                     | keine (de facto Kairo) | 1917     | Ägypten                  |
| muhafazat alqinal                    | Port Said              | 1859     | Ägypten                  |
| muhafazat alssahra' algharbia        | Marsa Matruh           | 1917     | Ägypten                  |
| muhafazat sayna'                     | al-Arisch              | 1917     | Ägypten                  |
| almuhafazat alssuhrawiat aljunawbiat | Charga                 | 1917     | Ägypten                  |
| A'li an-Nil                          | Malakal                | 1919     | Südsudan                 |
| al-Chartum                           | Khartum                | 1919     | Sudan                    |
| an-Nil al-azraq                      | Wad Madani             | 1919     | Sudan                    |
| Äquatoria                            | Dschuba                | 1919     | Südsudan                 |
| Bahr al-Ghazal                       | Waw                    | 1948     | Südsudan                 |
| Darfur                               | al-Faschir             | 1919     | Sudan                    |
| Kassala                              | Kassala                | 1919     | Sudan                    |
| Kurdufan                             | al-Ubayyid             | 1919     | Sudan                    |
| Königreich Ägypten                   | Kairo                  | 1922     | Ägypten, Sudan, Südsudan |

| Gebiet                          | Hauptstadt (Einwohner)                | Fläche in km² | Einwohner  |
| ------------------------------- | ------------------------------------- | ------------- | ---------- |
| Ägypten (inkl. Hala’ib-Dreieck) | Kairo (Innenstadt 2.090.654)          | 1.010.407,87  | 19.090.447 |
| Anglo-Ägyptischer Sudan         | Khartum (ca. 90.000, Vororte 230.000) | 2.505.800     | 8.783.000  |
| Königreich Ägypten insgesamt    | Kairo                                 | 3.516.207,87  | 27.873.447 |

## Wirtschaftsgeschichte
Die ägyptische Wirtschaft veränderte sich während der Existenz des Reiches erheblich. Die technischen Veränderungen beschleunigten sowohl die Industrialisierung als auch die Urbanisierung. Der Kapitalismus breitete sich auf dem Staatsgebiet des Reiches aus. Zunächst bildeten sich vor allem um die Hauptstadt Kairo und die anderen Großstädte wirtschaftliche Zentren heraus, ehe nach dem Zweiten Weltkrieg die Industrialisierung auch im Anglo-Ägyptischen Sudan Einzug hielt. Zwar war bis zum Ende des Königreiches im annähernd gesamten Staatsgebiet die Wirtschaft rapide gewachsen und das gesamte Wirtschaftswachstum konnte sich durchaus mit dem europäischer Mächte messen, doch aufgrund des späten Einsetzens dieser Entwicklung blieb das Königreich Ägypten weiterhin im internationalen Vergleich rückständig. 1928/28 zählte Ägypten mit dem Sudan etwa 60 große Industriebetriebe und war vor der Weltwirtschaftskrise zum ersten Industriestaat Afrikas überhaupt aufgestiegen.
Das Zugpferd der Industrialisierung Ägyptens war die Baumwolle verarbeitende Industrie. Ihr Aufstieg begann bereits in den 1890er Jahren, als zahlreiche neue landwirtschaftlich nutzbare Flächen erschlossen wurden und ganzjährig bewässert werden konnten. Mit der Revolution von 1919, in der es zu einem kurzzeitigen wirtschaftlichen Aufstieg kam, erlebte Ägypten ab 1922 einen erneuten, nie dagewesenen, wirtschaftlichen Boom, der bis 1930 dauerte. Die ägyptische Baumwollindustrie wuchs dabei ununterbrochen. Ägypten war vor der Weltwirtschaftskrise, nach den Vereinigten Staaten, zum zweitgrößten Baumwollexporteur der Welt aufgestiegen und hatte im Weltmarkt eine Monopolstellung inne. Jedoch machte die ägyptische Produktion nur ein Viertel der der USA aus. So hatte Ägypten keinen Einfluss auf den Preis der Baumwollprodukte.
Die ägyptische Baumwollindustrie wurde von lokalen ethnischen Minderheiten, wie Juden, Griechen und Briten dominiert. Es existierten lediglich drei große einheimische ägyptische Industriebetriebe für den Handel mit Baumwolle. Schwerpunkt der Entwicklung waren dabei die Küstengebiete, von denen aus die Produkte halbverarbeitet und nach Europa verschifft wurden.

### Landwirtschaft

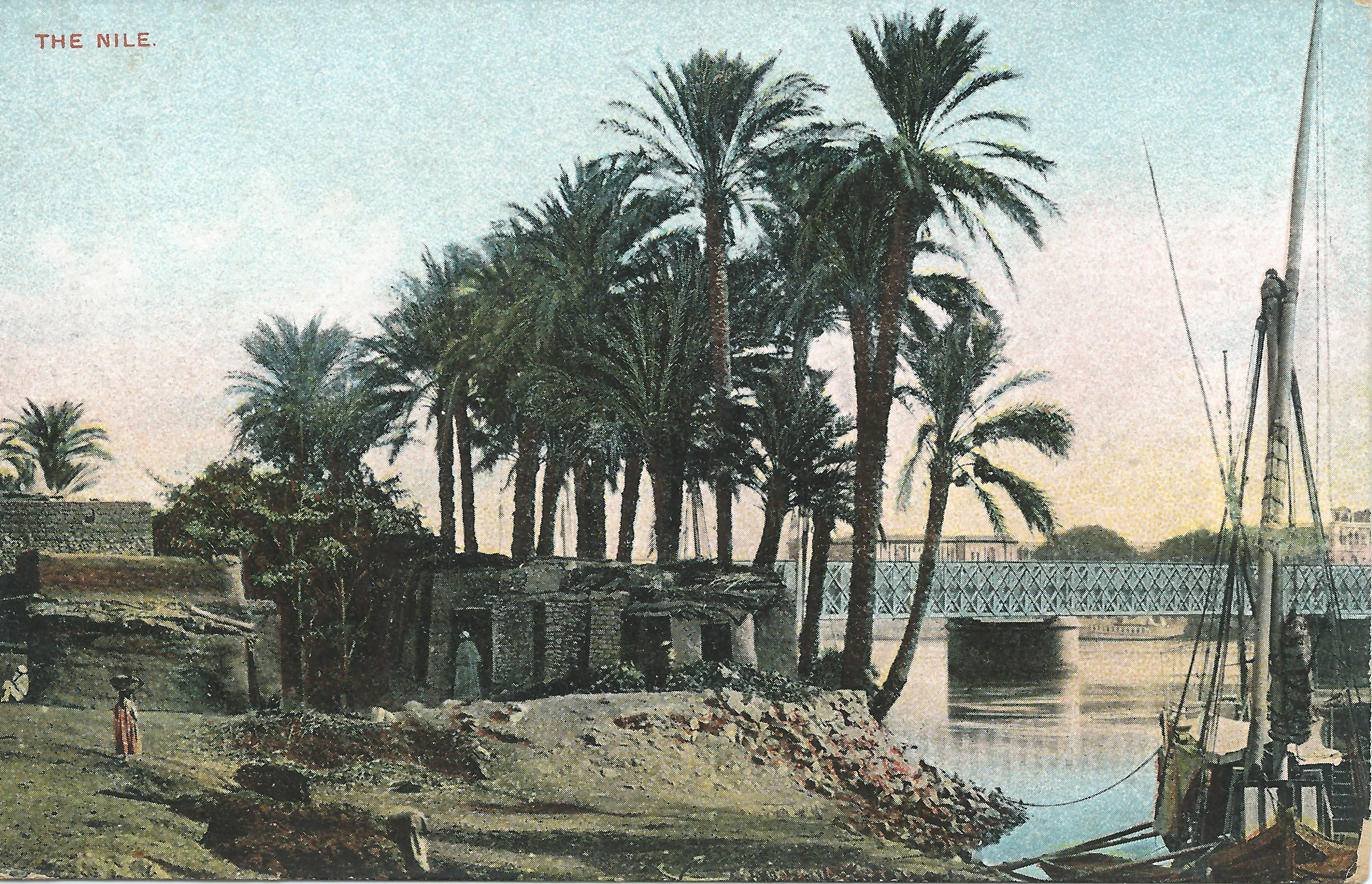
Niederländische Postkarte des Nils, 1922

Obwohl Ägypten zum am stärksten industrialisierten Land Afrikas aufgestiegen war, war die Landwirtschaft nach wie vor eine wichtige Grundlage der Wirtschaft geblieben. Die landwirtschaftliche Produktion konzentrierte sich neben der Baumwolle auf den Anbau von Zuckerrohr, Mais, Reis, Hirse, Kartoffeln, Obst und Gemüse, Erdnüsse, Sesam, Sorghum und Weizen. Die Verteilung der Ernte setzte sich vor der Weltwirtschaftskrise durchschnittlich aus 40–50 % Baumwolle, 25–30 % Weizen, Mais und Bohnen und 10–20 % restlichen Produkten zusammen.
Die landwirtschaftliche Nutzfläche beschränkte sich auf das Niltal, das Nildelta und die Dschazira-Ebene im Sudan zwischen dem Weißen und dem Blauen Nil sowie einige Oasen. Die Bauern (Fellachen) bewirtschaften das Land mit teilweise jahrtausendealten Anbau- und Bewässerungsmethoden. Erst nach dem Zweiten Weltkrieg wurde mit der Einführung einer mechanisierten Landwirtschaft begonnen. Die Bewässerungsmethoden am Nil wurden jedoch ab Ende des 19. Jahrhunderts von Überschwemmungsbassins auf eine ganzjährige Bewässerung durch Kanalisation umgestellt. Dabei hat sich der landwirtschaftliche Anbau von einer Subsistenz- zu einer Exportorientierung gewandelt, sodass relativ betrachtet weniger landestypische Nahrungsmittel wie Ackerbohnen und Kohl geerntet und in den ganzen Nahen Osten exportiert werden konnten. Das bedeutendste Produkt blieb aber die Baumwolle. Ihr, ab den 1920er Jahren intensivierter, Anbau führte aber schnell zu einer Überausbeutung und Versalzung des Bodens, was zu großen Ernteverlusten und der Ausbreitung von Pflanzenkrankheiten führte. Krankheiten wie Byssinose, Malaria und Schädlinge wie Hakenwürmer breiteten sich aus. Allein in der Provinz alhudud alfayida waren 90 % der Bevölkerung betroffen. Teile der Betroffenen konnten nie geheilt werden und blieben lebenslang geschwächt.
Die ägyptische Regierung unter Adli Yakan Pascha und seinem Nachfolger Muhammad Mahmoud Pascha bemühte sich ab 1927 um Rehabilitierungsmaßnahmen, um die Lage wieder unter Kontrolle zu bringen. Die hohen Investitionen führten zum Bau von Flussbifurkationen und zur Finanzierung von Aufklärungskampagnen. Das Problem konnte aber bis zur Revolution von 1952, in der die Rehabilitierungsmaßnahmen intensiviert wurden, nie ganz behoben werden.

### Banken- und Währungssystem

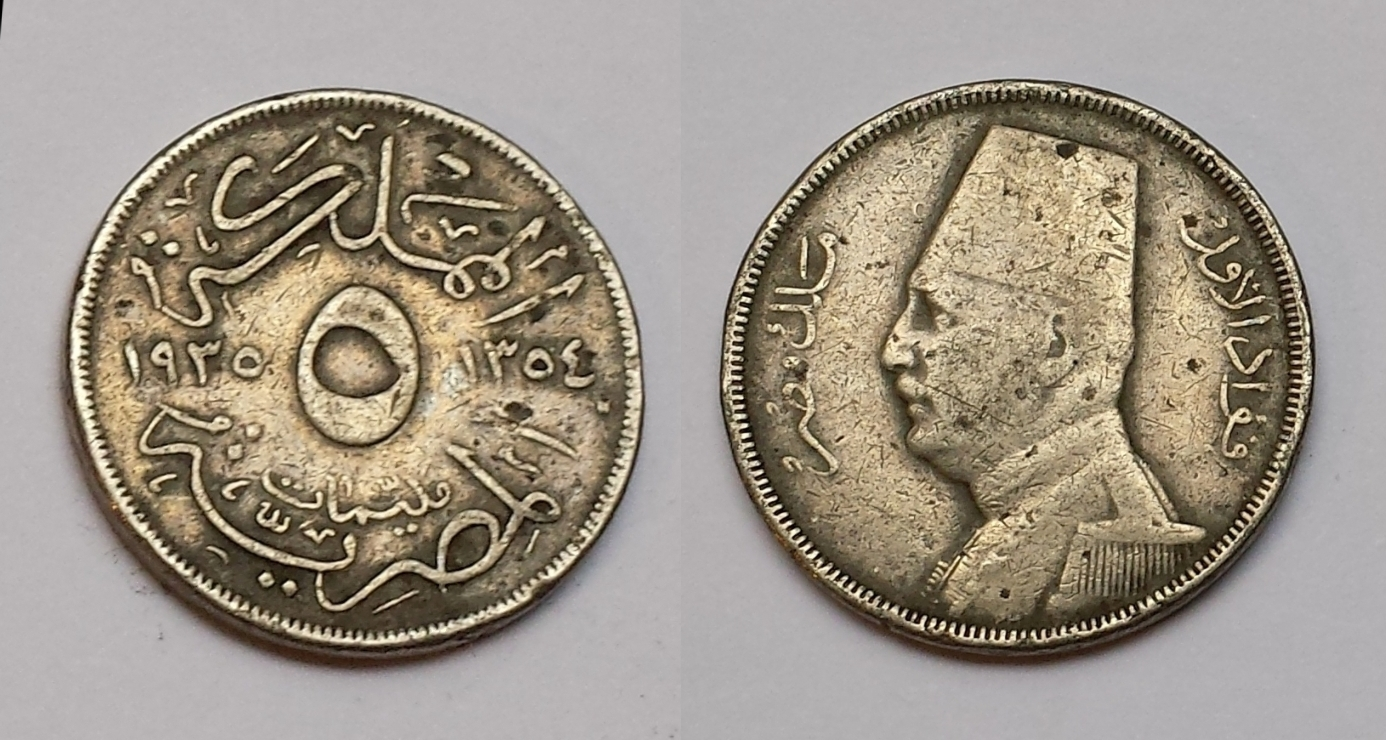
5 Millim mit dem Konterfei von König Fu'ād I., 1935

Das Königreich Ägypten verfügte über ein professionell aufgebautes Bank- und Kreditwesen. Jedoch fehlte dem Land bis zu ihrer Gründung 1961 eine Zentralbank, die ein Steuerinstrument für die gesamte Währungs-, Kredit- und Wirtschaftspolitik im Allgemeinen gewesen wäre. Ihren Platz übernahm die Geschäftsbank National Bank of Egypt, deren Kapital hauptsächlich in britischem Besitz war. Sie besaß das Notenemissionsmonopol und fungierte de facto als „Zahlmeister“ der Regierung. Auf dem Banksektor existierten auch mehrere ausländische Geldinstitute, die meisten davon aus Frankreich, Großbritannien oder Italien. Sie wickelten vorrangig die Import- und Exportgeschäfte der Kaufleute im Land ab. Der ägyptische Staat konnte dabei zunächst kaum Einfluss auf diese Entwicklung nehmen. Erst in den späteren 1920er Jahren gelang es einigen ägyptischen Aristokraten und Großbürgern, Einfluss auf die ausländischen Banken zu gewinnen. Auf lokaler Ebene im Ländlichen konnte die Aristokratie kaum Fuß fassen und das Bürgertum beherrschte mit lokalen Geldverleihern und Grundherren die Verfügbarkeit von Geld und Krediten. Jedoch verweigerte man meistens den Bauern, die zwischen den Erntezeiten dringend Geld zum Zahlen der Steuern brauchten, Kredite und begründete dies mit der mangelnden Kreditwürdigkeit. Lediglich an Großgrundbesitzer wurden umfassende Kredite vergeben, da deren Besitz groß genug war, um die nötige Sicherheit gewährleisten zu können. Um diese soziale Notlage zu lösen und eine zunehmende Verarmung der unteren Bevölkerungsschichten zu verhindern, griff 1927 der Staat selbst ein und stellte den Bauern staatliche Kredite zur Verfügung. Auch war es der Staat selbst, der 1931 die Gründung der Bank Banque du Crédit Agricole Egypte finanzierte. Die ausländischen Investitionen, die bereits 1929 etwa 400 bis 500 Millionen £ betrugen, stiegen wegen der geschaffenen sozialen Sicherheit und der Stabilität im Land danach sprunghaft an. Trotz der Kriegsgefahr wurden allein 1939 200 Millionen £ von Ausländern in Ägypten investiert. Auch nach dem Zweiten Weltkrieg zog das Land ununterbrochen ausländische Investoren an.
Das Währungssystem war an das britische Pfund Sterling (£) angebunden, daher herrschte ein fixer Wechselkurs zwischen Sterling und dem ägyptischen Pfund. Letzteres war erst 1916 zur einzigen offiziellen Währung der Nation festgelegt worden. So war die ägyptische Währung eng mit dem Schicksal der britischen Währung und Geldpolitik der einstigen Kolonialmacht verbunden. Auch wurde das ägyptische Pfund durch britische Schatzanleihen gedeckt, was wiederum die Abhängigkeit des Königreichs von Großbritannien widerspiegelte.

### Außenhandel und Dienstleistungssektor
Nach 1922 fand eine umfassende Eingliederung Ägyptens in den Weltmarkt statt. Der ägyptische Außenhandel machte 1928 0,8 % des Weltmarktes aus. Damit lag Ägypten bei den nichteuropäischen Ländern vorne. Die Verbindung des Landes zum Weltmarkt beruhte in der Hauptsache auf dem Export landwirtschaftlicher Güter, halbverarbeiteter Baumwolle und hochwertiger Textilien. Ägypten hatte aber keinen Einfluss auf die Preisgestaltung seiner Produkte. Kostspielige Importe zur Modernisierung des Landes hatten Ägypten wiederum abhängig gemacht vom Weltmarkt. Insbesondere in Krisenzeiten reagierte die Wirtschaft sehr empfindlich auf Schwankungen im Weltmarkt.

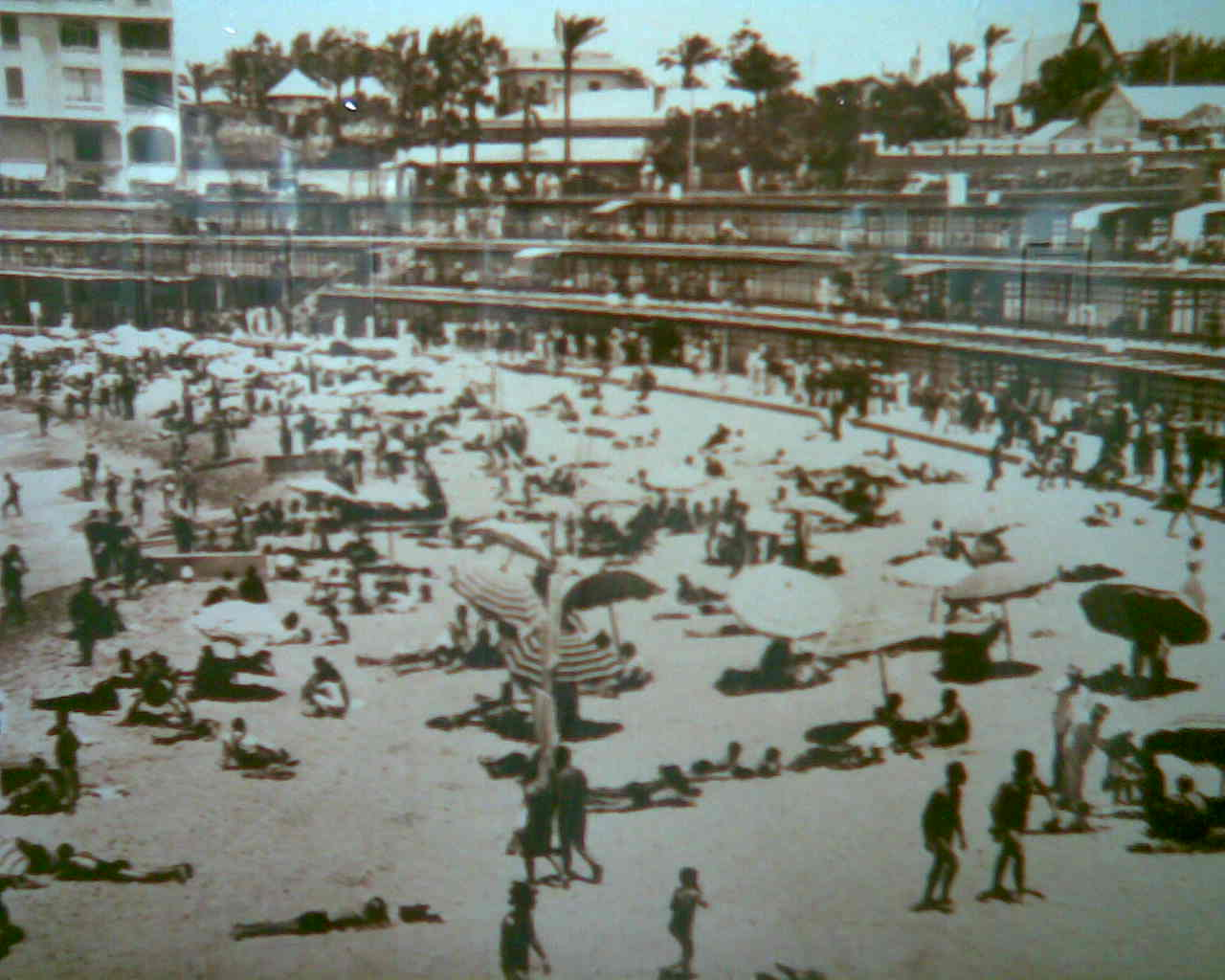
Strand in Alexandria, 1950

Der wichtigste Handelspartner des Reiches bildete Europa. Insbesondere Westeuropa mit Großbritannien als größtem Handelspartner. Alleine die Anwesenheit zahlreicher britischer Truppenverbände im Land während des Ersten Weltkriegs hatte den Aufbau eines umfassenden Dienstleistungssektors ermöglicht. Vor allem städtische bürgerliche Unternehmer gründeten zahlreiche Kleinbetriebe, aus denen später größere Firmen wurden. Ihnen gelang es auch durch Überproduktion mehr Produkte ins Ausland teurer zu verkaufen, was die Staatsschulden des Reiches, die vor dem Weltkrieg enorm angewachsen waren, sank und die Wirtschaft des Königreichs eine solide Grundlage stellen konnte.
Der Dienstleistungssektor wuchs während der Monarchie entscheidend durch drei Faktoren. Der erste war der Aufbau eines umfassenden Bürokratieapparates, den die politische Führung zur Stabilisierung des jungen Staates für nötig hielt. Der zweite Grund war der Ausbau der Infrastruktur und die Industrialisierung. So stieg der öffentliche Dienst zu einem bedeutenden Arbeitgeber auf.
Der dritte Grund für das Wachstum des Dienstleistungssektors war der aufkommende Tourismus. Er hat eine vergleichsweise lange Tradition in Ägypten. Das Reich bot neben einer Fülle von historischen Stätten, luxuriösen Badeorten und zahlreichen archäologischen Orten auch politische Sicherheit und Stabilität. Das zog viele Reiche aus Europa und Amerika an. Die meisten besuchten die archäologischen Stätten wie das Tal der Könige oder die Pyramiden. Im schwarzafrikanischen Süden des Landes ging man auf Großwildjagd. In dieser Frühphase befanden sich darunter auch Prominente wie Winston Churchill und zahlreiche europäische Monarchen. Die Großwildjagd wurde in den 1920er und 1930er Jahren immer populärer, blieb aber exklusiv. Der Touristenansturm, der sich nach dem Zweiten Weltkrieg in der Endphase des Reiches zum Massentourismus entwickelte (1950 zählte Ägypten 0,1 Millionen Touristen), führte zum Aufbau eines Netzes aus luxuriösen Hotels und Geschäften. Von dieser Entwicklung blieben die Aristokratie und die Bauern mit den Arbeitern ausgeschlossen und profitierten nur einen Bruchteil davon. Die meisten Angestellten mussten zum Hungerlohn arbeiten, wobei sich der Lebensstandard in den Städten deutlich verbesserte.

### Rohstoffindustrie
Das Königreich Ägypten verfügte mit den Besitzungen im heutigen Sudan und Südsudan über beträchtliche Bodenschätze und belegte in einigen Branchen weltweite Spitzenplätze. Die Rohstoffindustrie erlebte in der Endphase der ägyptisch-sudanesischen Monarchie eine Blütezeit. Die Verteilung der Gewinne zwischen Ägypten, den Briten und lokalen sudanesischen Stammesführern sorgte aber für Konflikte. Die Fördermethoden erwiesen sich als teilweise veraltet.

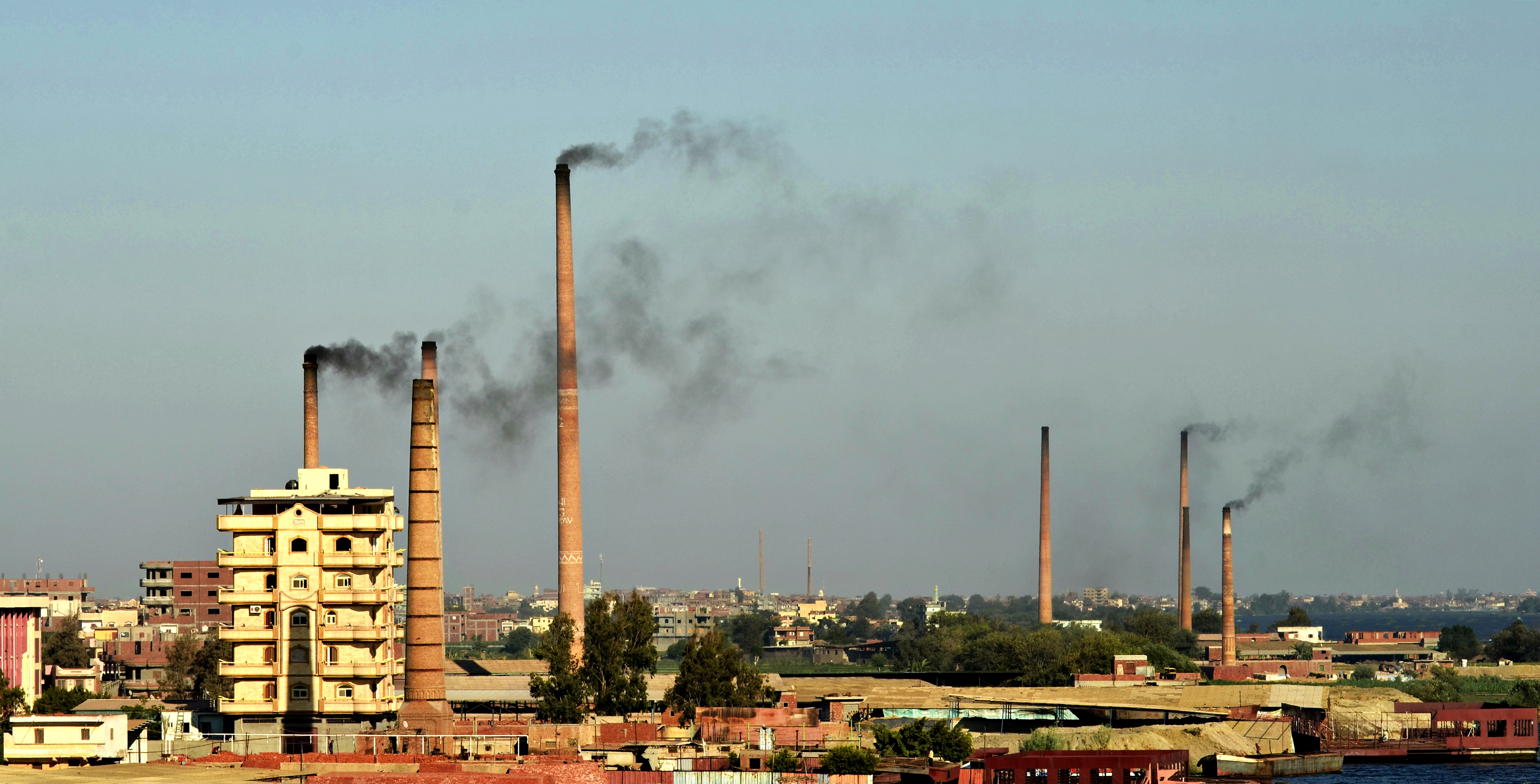
Lehmziegelfabrik aus der Zeit des Königreichs in Disuk

Die Erdölindustrie erlebte im Königreich einen enormen Aufschwung. Ägypten verfügte im Golf von Suez, im westlichsten Teil der libyschen Wüste, auf der Sinai-Halbinsel und in den sudanesischen Regionen Upper Nile und Bahr al-Ghazal über beträchtliche Erdöl-Reserven. Öl wurde bereits 1869 im Golf von Suez entdeckt und 1910 begann man mit der Förderung. Die meisten Vorkommen wurden aber erst am Ende der 1930er Jahre von meist ausländischen Firmen verstärkt erschlossen. Vor dem Zweiten Weltkrieg verfügte Ägypten über die größten bekannten Erdölvorkommen Nord- und Ostafrikas und stieg 1939 zu einem der weltweit größten Erdölförderer auf. Dennoch wurde bis ins Jahr 1974 im Sudan lediglich ein Bruchteil des dortigen Öls gefördert. Das Gleiche galt für die Erdgasvorkommen, mit deren Förderung man in Ägypten erst 1975 begann.
Andere Rohstoffe im Reich, wie Phosphate, Gold und Eisen, Kohle, Kupfer, Uran und Weißer Sand, wurden, wie das Rohöl, erst nach der Unabhängigkeit des Landes 1922 teilweise umfangreich erschlossen. Die Produkte wurden dann meist halbverarbeitet nach Europa oder Amerika exportiert.
Die Förderung der Bodenschätze ließ einen umfangreichen Bergbausektor entstehen, der zu einer der wichtigsten wirtschaftlichen Grundlagen des Königreichs wurde.
Die wichtigsten Bodenschätze Ägyptens zu dieser Zeit waren Eisen, das wichtig beim Aufbau einer eigenen Schwer- und Rüstungsindustrie war, die Goldreserven, die zuerst das ägyptische Pfund abdeckten, und Eisenerz für große Bauprojekte. Das Eisen wurde bei der Produktion von Autos und Zügen verwendet. Dies führte zur Fließbandproduktion und Massenfertigung erschwinglicher Automobile. In Ägyptens Großstädten begann das Automobil die Pferdefuhrwerke als Individualfortbewegungsmittel ab dem Jahre 1930 abzulösen. Auf dem Land blieben Tiere, wie Pferde oder Esel, weiterhin das am weitesten verbreitete Transportmittel.
Das ägyptische Eisenerz war die Grundlage der Bauindustrie des Landes. Es wurden große Reserven angelegt. Die Vorkommen kamen hauptsächlich aus der Stadt Assuan und ließen das Königreich Ägypten zu einem der weltweit größten Förderer aufsteigen. 1974 wurde die Produktion eingestellt.
Nichteisenmetalle, wie Kupfer oder Zink, wurden auf der Sinai-Halbinsel und an der Küste des Roten Meeres entdeckt. Obwohl schon damals hohe Reserven vermutet wurden, blieb die Fördermenge zur Zeit der Monarchie gering. Lediglich Edelmetalle, wie Silber, Platin, Gold, die in der arabischen Wüste gefunden worden waren, wurden ausreichend erschlossen und genutzt. Platin wurde zur Herstellung von Laborgeräten und ab 1949 auch als Verkleidung für eigene Raketen genutzt. Silber wurde für die Produktion von Schmuck, Münzen und Essbesteck benutzt. Besonderes Augenmerk richtete die ägyptische Wirtschaft aber auf Gold und Kupfer. Letzteres wurde beim Aufbau einer fortschrittlichen Elektroindustrie im Land gebraucht. Viele Ägypter und Sudanesen lebten damals ohne Zugang zu Storm. Gold wurde wiederum als Währungsreserve eingelagert und das ägyptische Pfund durch Goldreserven gedeckt. Ägypten gehörte zur weltweiten Spitze im Bezug auf die Reserven und Produktionsmenge von Gold. Das Königreich war der größte Produzent von Gold auf dem afrikanischen Kontinent und im Nahen Osten geworden.
Trotz Rohstoffreichtum blieb eine Ressource unberührt. Phosphate, die beim Aufbau einer chemischen Industrie und bei der Produktion von dringend benötigten Düngemittel für die Baumwolle benötigt wurden, wurden kaum abgebaut. Erst nach der Revolution von 1952 begann die Förderung. Andere Rohstoffe in der Nähe der Phosphatvorkommen, wie Keramik, Schmucksteine und Edelsteine wurden dafür abgebaut, weil man sie als nützlicher betrachtete. So wurde aus ihnen Schmuck hergestellt, der dann teuer nach Europa verkauft wurde. Die chemische Industrie in Ägypten hatte ihren Anfang dennoch zur Zeit des Königreichs. Im Golf von Suez und dem Eingang zum Roten Meer wurde Schwefel entdeckt. Es kam zum Aufbau einer bescheidenen Schwefelsäureindustrie, was den Grundstein für die chemische Industrie legte und die Anfertigung von Sprengstoffen und chemischen Düngemitteln, sowie Pestiziden in medizinischen Zwecken und Bleichen von Textilien ermöglichte. Letzteres erwies sich für die Industrialisierung des Landes als entscheidend. Die Textilindustrie war eine der Hauptstützen des industriellen Aufschwungs gewesen.
Auch Baustoffe, die wichtig für die Herstellung von Zement und Lehmziegeln waren, und Sandstein und Kalkstein, die auch Träger der Industrialisierung gewesen waren. Das Reich besaß eine enorme Fülle davon. Von den Steinbrüchen in der Oase Siwa oder El Alamein aus wurde zum Beispiel Kalkstein als Rohstoff in der Zement-, Eisen- und Stahlindustrie verwendet. Aber auch in der Farben-, Kunststoff-, Gummi- und Papierindustrie waren Baustoffe wichtige Materialien, ohne die es den Aufschwung der Wirtschaft in den 1920er und 30er Jahren vermutlich nicht gegeben hätte.
Für das Militär von großer Bedeutung waren die Uranvorkommen im sudanesischen Marmor, Gips und den Nuba-Bergen. Die Vorkommen wurden zuerst von den Briten und ab 1951 für dessen Atomprogramm auch von Ägypten gefördert.

### Wirtschaftskrisen
Ägypten erlebte im Zeitraum von 1922 bis 1953 zwei Wirtschaftskrisen. Die erste war Teil der Weltwirtschaftskrise und dauerte von 1929 bis ca. 1935/36. Die zweite fand nach dem Abzug der britischen Streitkräfte 1946 statt.
Die Weltwirtschaftskrise erreichte die ägyptische Monarchie bereits 1929. Sie wurde, im Gegensatz zu anderen Ländern, nicht zu gleichen Teilen durch innere und äußere Faktoren ausgelöst. Viel mehr wirkten drei Komponenten der Krise auf das Land ein: die Weltagrarkrise, die weltweite Finanzkrise und die britische Währungskrise. Die entschiedenen Voraussetzungen für die Empfindlichkeit des Landes waren die große Abhängigkeit von der Baumwolleindustrie und die enge Bindung an das britische Weltreich. Die Baumwollindustrie des Landes war den ab 1925 stetig fallenden Baumwollpreisen schutzlos ausgeliefert. Durch die Krise beschleunigte sich der Preisverfall. Der Gesamtwert der ägyptischen Baumwolle sank in den schlechtesten Krisenjahren von 1932 bis 1933 unter die Zeit vor dem Ersten Weltkrieg. Die Industrieproduktion im Allgemeinen wurde drastisch eingeschränkt und sank um 60 %. Die zweite Ursache war die Abhängigkeit des Landes von ausländischen Kapitalmärkten. Die Steigerung der Baumwollproduktion und der Ausbau des ägyptischen Außenhandels waren dadurch finanziert worden. Auch da das Finanzsystem des Landes an das der Briten angeschlossen war, wirkten sich wie etwa Schwankungen des Wertes des Pfund Sterling direkt auf die ägyptische Währung aus.
Die Krise in Ägypten begann parallel zum Schwarzen Donnerstag 1929. Zuerst begann im Land die Finanzkrise, woraufhin in Verbindung zu den Ereignissen an der Wall Street in New York zahlreiche Insolvenzen ägyptischer Firmen folgten. Der Schaden hielt sich jedoch in Grenzen, da die Börsentätigkeit in Ägypten noch ein relativ neues und unbekanntes Unternehmen war. Andererseits wurde das Vertrauen der Bevölkerung in die politischen und wirtschaftlichen Institutionen nachhaltig untergraben. Die Finanzkrise wurde aber durch die fallenden Baumwollpreise und Maßnahmen, die Großbritannien im eigenen Land selbst unternahm, verstärkt. Dies geschah am 21. September 1931, als Großbritannien den Goldstandard verließ und die Diskontsatz in London auf sechs Prozent anstieg. Die ägyptischen Handelsbörsen mussten daraufhin kurzzeitig alle geschlossen werden und das ägyptische Pfund musste vom Goldstandard abgehen. Zwar erwies sich dieser Schritt gegenüber dem Haupthandelspartner Großbritannien von Vorteil. Auch vorteilhaft war dies für die ägyptische Industrie, die nun gegen ausländische Importe geschützt wurde. Jedoch sanken Kaufkraft, Wert des ägyptischen Pfundes und die ägyptischen Warenpreise stiegen um 10 % bis 30 %. Das Verlassen des Goldstandards führte zu einem weiteren Problem, über das man über mehrere Jahre verhandeln musste. Es betraf die Rückzahlung der ägyptischen Staatsschulden. Italienische und französische Vertreter forderten eine Rückzahlung in Gold. Ägypten war jedoch nur bereit, die Schulden in Papierwährung zurückzuzahlen. Der Streit wurde zugunsten Ägyptens 1936 beigelegt.
Den Tiefpunkt der Krise durchschritt die ägyptische Wirtschaft 1932/33. Während dieser Jahre lagen der Baumwollpreis und die ägyptischen Exporte auf dem niedrigsten Stand. Das folgende Jahr brachte wiederum eine Rekordbaumwollernte. Gleichzeitig stiegen die Preise für Baumwolle 1934 um 15 %. Die Rehabilitierungsmaßnahmen der Regierung zeigten ebenfalls Wirkung. Sie bemühte sich um eine ausgeglichene Handelsbilanz und einen gesunden Haushalt. In ihren Bemühungen, Importe zu drosseln und Exporte verstärkt zu fördern, wurde sie entscheidend vom ägyptischen Bankensystem unterstützt, das versuchte, die Exporte zu finanzieren. 1936 konnte die Monarchie die Krise überwinden.
| Land               | Rückgang |
| ------------------ | -------- |
| Ägypten            | − 60 %   |
| Vereinigte Staaten | − 46,8 % |
| Polen              | − 46,6 % |
| Kanada             | − 42,4 % |
| Deutsches Reich    | − 41,8 % |
| Tschechoslowakei   | − 40,4 % |
| Niederlande        | − 37,4 % |
| Italien            | − 33,0 % |
| Frankreich         | − 31,3 % |
| Belgien            | − 30,6 % |
| Argentinien        | − 17,0 % |
| Dänemark           | − 16,5 % |
| Großbritannien     | − 16,2 % |
| Schweden           | − 10,3 % |
| Japan              | − 8,5 %  |

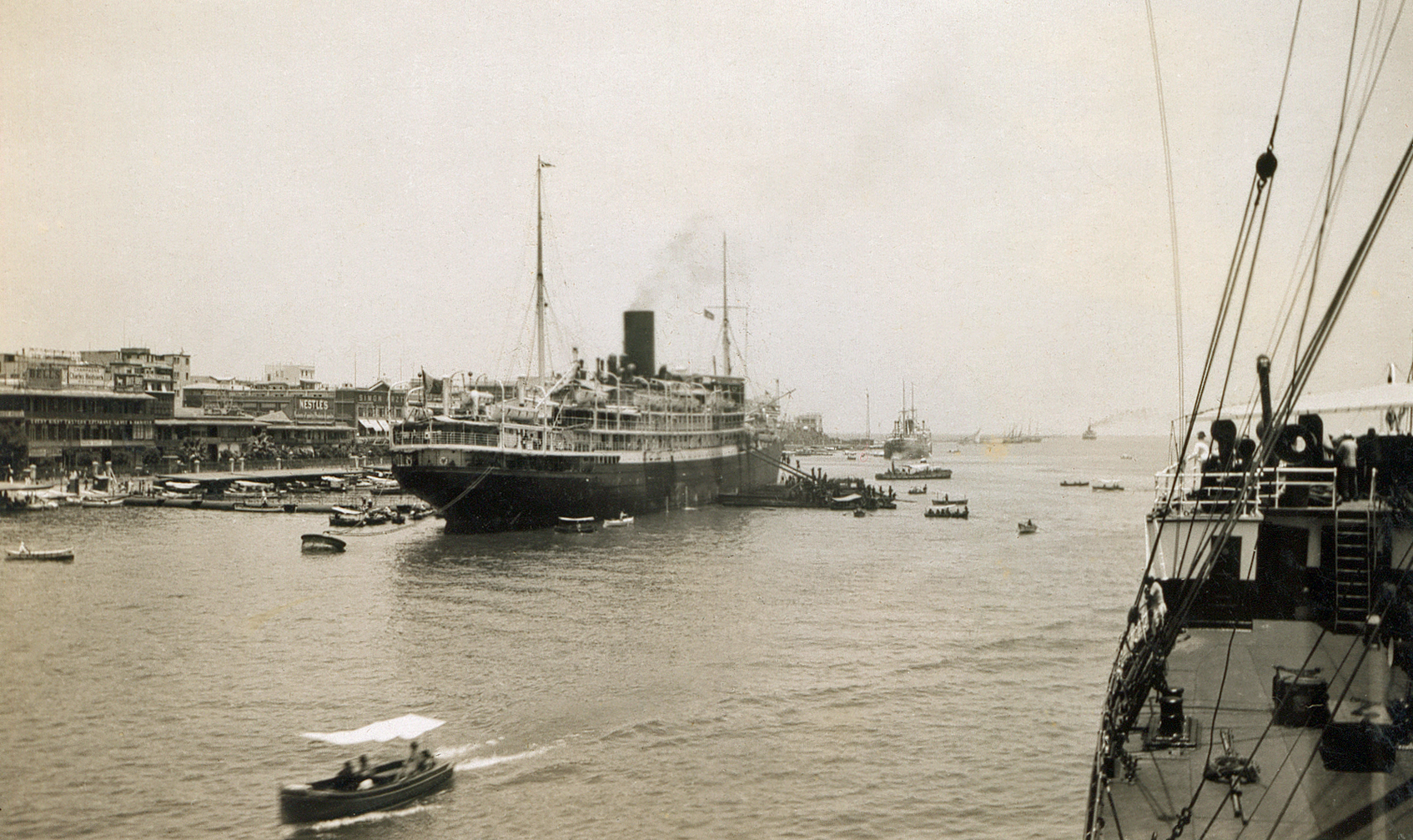
Hafenszene in Port Said während der Weltwirtschaftskrise, Anfang 1930er Jahre

Die zweite Wirtschaftskrise von 1946 war eine indirekte Folge des Zweiten Weltkriegs. Durch die sich von 1940 bis 1943 hinziehenden Kämpfe zwischen Italienern und Briten wurde der Nordwesten des Landes komplett zerstört. Bereits 1945 waren die Baumwollpreise wieder auf das Niveau der frühen 1920er Jahre gefallen. Dadurch konnte das Geld für eine grundlegende Modernisierung der Wirtschaft nicht zusammengebracht werden. Die Mehrheit der Bevölkerung spürte davon noch nichts. Erst der Abzug der britischen Truppen ließ die breite Öffentlichkeit die Krise zu spüren bekommen.
Die seit der Besetzung des Landes 1940 dauernde Anwesenheit britischer Truppen und die Produktion von zahlreichen Kriegsgütern für die Briten in Ägypten ließen neue Arbeitgeber entstehen, in deren Arbeitsplätzen mehrere zehntausend Ägypter und Sudanesen arbeiteten. Der überstürzte britische Abzug gab der ägyptischen Regierung aber kaum Zeit zu effektiven Arbeitsbeschaffungsmaßnahmen. So dauerte die erneute Integration der Arbeitslosen in den Arbeitsmarkt oft über die Zeit des Königreichs hinaus und war, neben dem Palästinakrieg, der Hauptgrund für den kontinuierlichen Prestigeverfall der Monarchie in der Nachkriegszeit.

### Verkehr
Ägypten hatte aus der Erbmasse des osmanischen Reiches 4500 km Eisenbahnnetz und ein vergleichsweise gut aufgebautes Straßennetz übernommen. Der wichtigste Verkehrsträger war die Eisenbahn; das Netz der Ägyptischen Staatsbahnen, deren Streckenlänge um 1950 rund 6500 km betrug, war das erste in ganz Afrika. Der Eisenbahntransport und der Straßenbahnverkehr im Königreich Ägypten expandierten rapide. Schon im Vorgängerstaat, dem Khedivat und Sultanat Ägypten, hatten die Osmanen und die britische Kolonialmacht aus strategischen Gründen den Aufbau des Bahnverkehrs finanziell massiv unterstützt

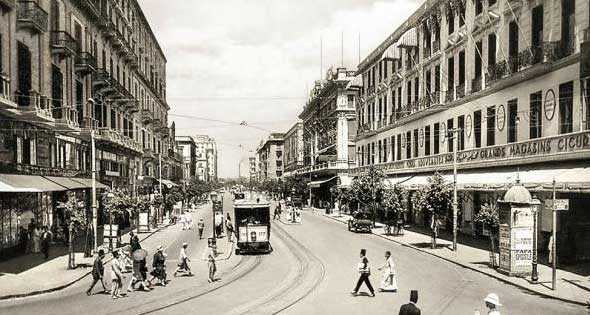
Elektrische Straßenbahn in Kairo, 1925

Das Eisenbahn- und Straßennetz konzentrierte sich auf das Niltal und das Nildelta. Investition in ein neues verbessertes Transportsystem erachtete die ägyptische Regierung als nötig, um die Industrialisierung des Landes und den Transport der geernteten Baumwollvorkommen beschleunigen zu können. Auch ein Grund dafür war, dass die Militärführung das große Potenzial des Eisenbahnverkehrs für militärische Zwecke erkannt hatte. Die Regierung ließ das Eisenbahnnetz Ägyptens insbesondere in den 1930er Jahren ausbauen. Sie versuchte, wichtige Zentren wie die Hauptstadt Kairo, Alexandria, Khartum, Port Said, Port Sudan, Omdurman, Kassala, Luxor, Gizeh, Suez, Juba und Wau in das Netz zu integrieren. Dafür bauten vor allem britische, belgische, italienische und amerikanische Firmen die ersten Probestrecken. Auf der Sinai-Halbinsel betrieb die britische Palestine Railways-Gesellschaft, von den ägyptischen Staatsbahnen getrennt, die Sinai-Bahn, die mit dem britischen Mandatsgebiet Palästina verbunden war und die in der Zeit zwischen 1920 und 1939 Bestandteil einer durchgehenden Eisenbahnverbindung von Europa nach Ägypten – abgesehen von der Bosporus- und Suezkanal-Überquerung – war. Für das nun geringe Verkehrsaufkommen war ein Gleis zuerst völlig ausreichend. Ein zweites Gleis wurde 1923/24 abgebaut.
Die Route führte über Istanbul, Ankara, Aleppo, Damaskus, Dera’a, Haifa und El Qantara. Eine Verbindung zum israelischen Bahnnetz und zum europäischen besteht seit dem Palästinakrieg, in dem die ägyptische Armee die Bahn demontiert hatte, nicht mehr.
Der ägyptische Staat verbesserte, trotz deutlicher regionaler Unterschiede, zwar eindeutig die Infrastruktur des Reiches. Sandverwehungen in der Sahara und im Sinai erwiesen sich aber als problematisch. Der Sand wanderte sowohl über die Gleise als auch unter den Gleisen, was zu einigen Verkehrsunfällen führte. So konnten viele angekündigte große Entwicklungsvorhaben und Großprojekte nicht umgesetzt werden. Die Ausnahme blieb der, mit britischer Hilfe betriebene, Ausbau des Eisenbahnnetzes im Sudan. Von 1923 bis 1924 wurde eine 347 km lange Strecke zwischen der Kleinstadt Hayya nach Kassala gebaut. Zwischen 1928 und 1929 folgte eine 237 km lange Strecke von al-Qadarif bis Sannar und 1953 eine 227 km lange Verbindung von Sannar bis nach ad-Damazin. Auch eine Metro in Kairo, die aufgrund des Bevölkerungswachstums der Stadt und der sich verschärfenden Verkehrsprobleme als Lösung ansah, wurde nicht gebaut. Dafür wurde der Ausbau der Straßenbahnen in den Großstädten vorangetrieben. Das wichtigste Beispiel ist die Straßenbahn Alexandria, die zwar 1863 in Betrieb genommen worden war und eine der ältesten der Welt und die älteste in Afrika ist. In die Erweiterung ihrer Strecken und bei der Beschaffung neuster Triebwagen wurden meistens keine Kosten gescheut. Das Gleiche galt für die Straßenbahn Kairo, die sich auf diesem Gebiet zum Drehpunkt des afrikanischen Kontinents und einer lukrativen Einnahmequelle entwickelte.
Das Straßennetz des Reiches blieb im Vergleich zum Eisenbahnverkehrssystem eher beschieden. Umfassende Straßennetze befanden sich lediglich in den Großstädten und in ihrer Umgebung. Im Sudan bestand bis 1970 lediglich eine asphaltierte Straße zwischen Khartum und Wad Madani. Im ganzen Reich waren neben einigen Fernstraßen lediglich Wirtschaftswege und Pfade weit verbreitet.
Dem ägyptischen See- und Schiffsverkehr kam bei dem wirtschaftlichen Aufstieg des Landes eine wichtige Rolle zu. Dabei spielte der 162 km lange Suezkanal zwischen dem Mittelmeerhafen Port Said und Port Taufiq bei Suez am Roten Meer eine tragende Rolle. Auch wurden aus landwirtschaftlichen Gründen mehrere kleinere Staudämme und neue Bewässerungssysteme im Nil gebaut. Am Bau des Assuan-Staudamms, der als Projekt des griechisch-ägyptischen Agraringenieurs Adrian Daninos 1948 der ägyptischen Regierung und König Faruq vorgestellt wurde, zeigte man kein Interesse.

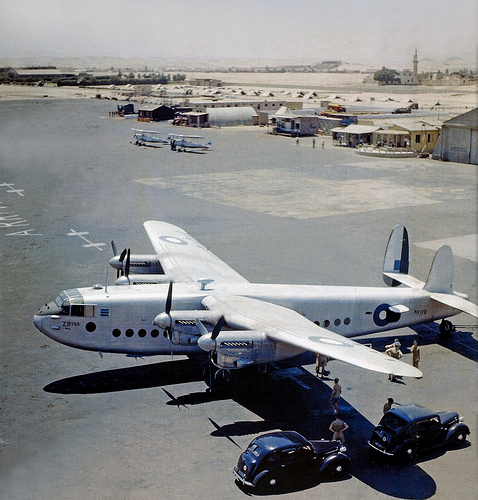
Ein britisches Avro York-Transport- und Passagierflugzeug auf dem Flughafen Almaza in Kairo, 1946

Aufgrund der Besitzungen im Sudan sowie an seinen eigenen Küsten verfügte Ägypten über mehrere Hafenstädte mit guten Seehäfen. Die bedeutendsten auf ägyptischem Boden waren Suez, Port Said und Alexandria, von dessen Hafen heute 60 % des ägyptischen Außenhandels abgewickelt werden. Dazu ließ die königlich ägyptische Marine dort zahlreiche Schiffe anfertigen und ankern. Dem Aufschwung voraus ging der in den frühen 1920er Jahren beginnende Baumwollboom, der zum Verschiffen der Produkte eine bessere Infrastruktur benötigte. Die ägyptische Handelsflotte konnte, entgegen den ursprünglichen Erwartungen der politischen Führung des Landes, am Anfang des Reiches lediglich regional eine wichtige Position einnehmen. Nach der Weltwirtschaftskrise begann daher verstärkt der Ausbau der wichtigsten Hafenstädte und der Aufbau einer größeren, verbesserten Handelsflotte, die international eine gewisse Bedeutung gewinnen konnte. Zeitgleich wurde die königliche Marine aufgerüstet und modernisiert, womit Ägyptens Aufstieg zu einer Seemacht im Roten und Mittelmeer begann.
Der wichtigste Hafen für den Anglo-Ägyptischen Sudan war Port Sudan, von wo aus sowohl ägyptische als auch britische Schifffahrtsgesellschaften operierten. Auch er wurde nach dem Zweiten Weltkrieg ausgebaut.
Der Flugverkehr in Ägypten befand sich während der Existenzzeit des Reichs noch am Anfang. Die meisten Flugplätze dienten militärischen Zwecken. Am 7. Juni 1932 wurde vom ägyptischen Luftfahrtpionier Alan Muntz die private Fluggesellschaft Misr Airwork gegründet. Es handelte sich um die erste ägyptische Fluggesellschaft überhaupt. Im Juli 1933 wurden von ihr die ersten täglichen Linienflüge von Kairo über Alexandria nach Marsa Matruh eingerichtet. Aufgrund der großen Nachfrage wurde das Streckennetz ständig ausgeweitet. Wegen des steigenden Tourismus wurden ab Dezember 1933 zweimal wöchentlich entlang des Nils in Richtung Süden die Strecke Kairo-Asyut-Luxor-Assuan Flüge organisiert. Mit den Städten Lod und Haifa in Palästina kamen die ersten internationalen Ziele 1934 ins Streckennetz und zwei Jahre später, im Jahr 1936, das zypriotische Nikosia und Bagdad im Königreich Irak dazu. Die steigende Anzahl an Flügen veranlasste Misr Airwork ab 1935 weitere Flugzeuge einzuflotten und mehr Personal einzustellen. Im Jahr 1935 wurden 6.990 Passagiere und 21.830 kg Fracht befördert. Mit Ausbruch des Zweiten Weltkrieges übernahm der ägyptische Staat im September 1939 die Kontrolle über die Fluggesellschaft und benannte sie in Misr Airlines um. Zu dieser Zeit verfügte die Fluglinie über eine reine de Havilland-Flotte mit 18 Mustern. Im Jahr 1949 wurde die Gesellschaft in MisrAir umbenannt. Zwischen 1949 und 1952 verdoppelte sich das Streckennetz mit neuen Zielen in Äthiopien, Griechenland, Iran, Jemen, Kuwait, Schweiz, Syrien und der Türkei. Auch die Zahl der Mitarbeiter stieg auf über 1000. Ebenso wuchs die Flotte mit zur damaligen Zeit modernen Flugzeugen. 1971 nahm die Fluggesellschaft den Namen Egypt Air an. Ihr Knotenpunkt ist der Flughafen Kairo-International, der 1942 von der US Air Force als Militärflughafen gegründet wurde und wie alle anderen bis dahin britischen oder US-amerikanischen Flugplätze durch eine Verordnung per 15. Dezember 1946 unter nationale ägyptische Kontrolle gestellt wurde. Das danach sprunghafte Interesse am Flugverkehr führte zum Umbau oder Neubau von Flughäfen in den Städten Alexandria, Khartum, Marsa Alam und Luxor.

## Militärwesen
Die unter Muhammad Ali Pascha 1820 wiedergegründeten Streitkräfte Ägyptens wurden ab 1922 zur stärksten Militärmacht auf dem afrikanischen Kontinent und in Vorderasien ausgebaut und rechtfertigten den Status einer regionalen Großmacht. Ihr Zuständigkeitsbereich war es, Ägyptens territoriale Integrität zu wahren, die Monarchie zu schützen und durch eine ständige und starke Präsenz im Sudan die ägyptischen Ansprüche auf das Gebiet zu untermauern.
Das Heer, die königliche Marine und die Luftwaffe (1928 gegründet) blieben, abgesehen von der Bewilligung der nötigen Finanzmittel durch das Parlament, nach der Verfassung weitgehend der Verfügungsgewalt des ägyptischen Königs beziehungsweise der Regierung unterstellt. Die Grenzen der „Kommandogewalt“ des Königs waren dabei kaum definiert. Es blieb daher bis zur Revolution von 1952 eine der zentralen Stützen der Monarchie.

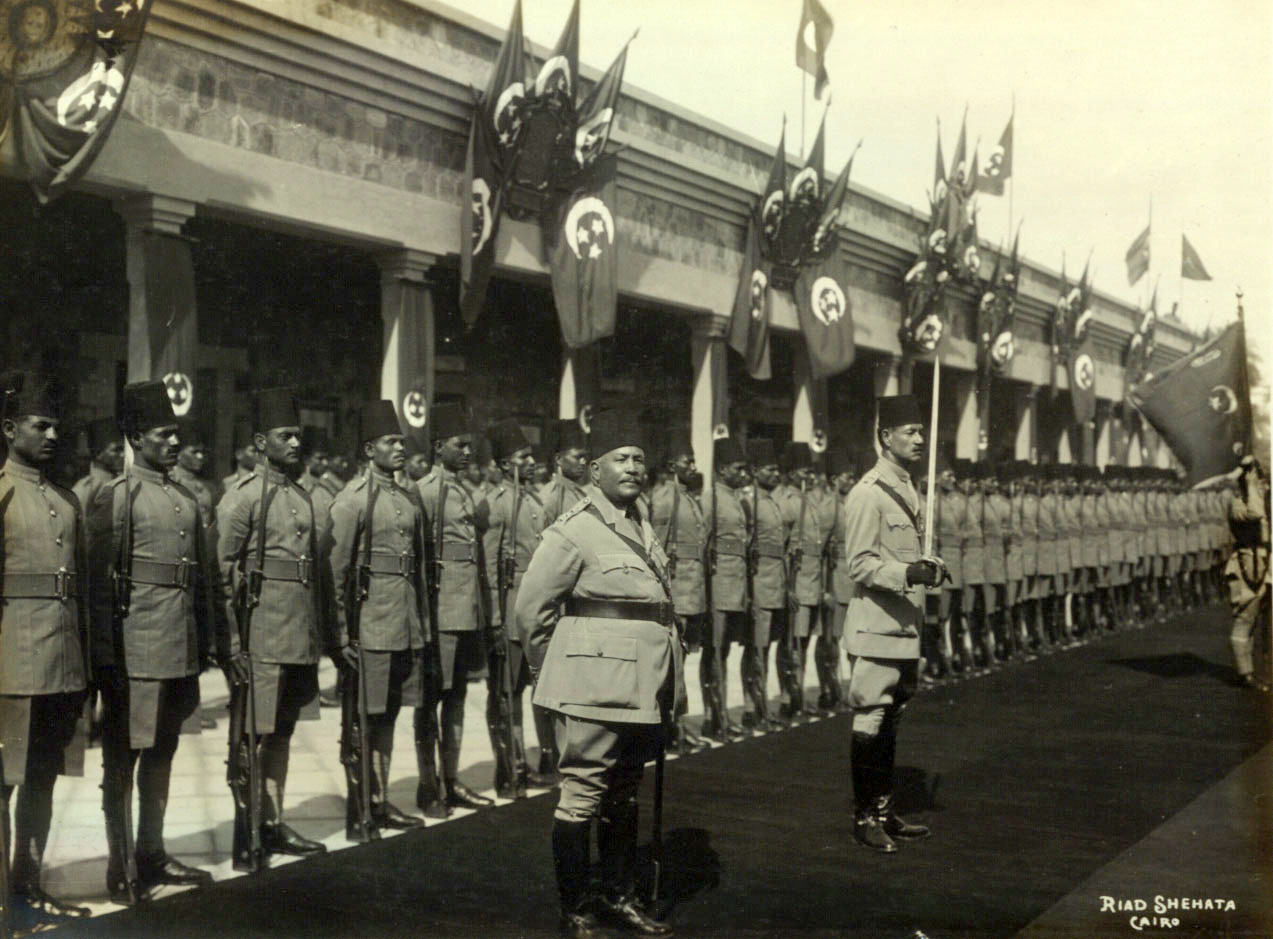
Militärparade des Heeres in Luxor, 1926

Flagge der ägyptischen Streitkräfte bis 1952

Die Armee richtete sich kaum gegen äußere Feinde, da sich damals fast ganz Afrika in europäischer Hand befand, sondern sollte nach dem Willen der militärischen Führung im Innern etwa bei Streiks zum Einsatz kommen und Sicherheit herstellen. In der Praxis wurde die Armee allerdings bei den großen Streiks oder Protesten kaum eingesetzt und ging lediglich gegen die Muslimbrüder und Kommunisten mit voller Härte vor. Gleichwohl bildete die Armee als Drohpotenzial einen nicht zu unterschätzenden innenpolitischen Machtfaktor.
Die enge Verbundenheit mit der ägyptischen Monarchie und Elite spiegelte sich zunächst noch im stark adelig geprägten albanisch- und türkischstämmigen Offizierskorps, die der König, nachdem sie zuvor von den britischen Kolonialherren entlassen worden waren, wieder in Dienst gestellt hatte, wider. Auch später behielt die Aristokratie eine starke Stellung unter den Führungsrängen, allerdings drang im mittleren Bereich mit der Vergrößerung der Armee und der Luftwaffe der bürgerliche Anteil stärker vor. Die entsprechende Auswahl und die innere Sozialisation im Militär sorgten allerdings dafür, dass auch das Selbstverständnis dieser Gruppe sich kaum von der ihrer adeligen Kameraden unterschied. Die Loyalität zum Königtum war bei den niederen Rängen aber geringer und mündete nach dem Palästinakrieg 1949 in der Gründung der revolutionären Bewegung der Freien Offiziere, die 1952 schließlich für den Staatsstreich gegen die Monarchie verantwortlich war.

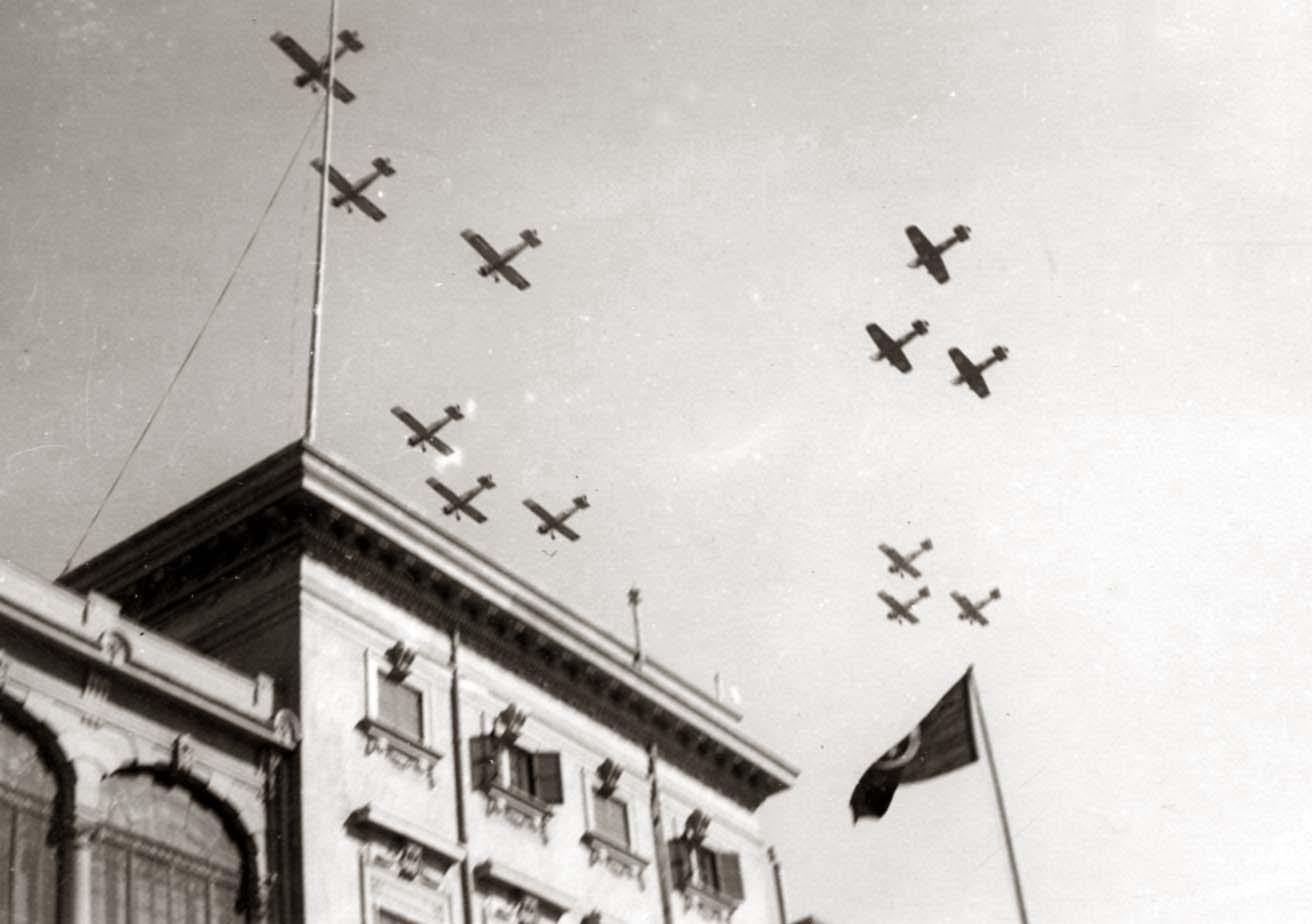
Ägyptische Militärflugzeuge bei einer Parade über dem Abdeen-Palast in Kairo, zur Feier der Heirat von König Faruq mit Königin Farida von Ägypten, 20. Januar 1938

Unter der britischen Herrschaft, als die Armee unter dem Oberbefehl eines britischen Sirdar stand, hat die Gesellschaft das Militär eher mit Misstrauen betrachtet. Dies änderte sich nach der Unabhängigkeit 1922, in der die Armee inoffiziell die Aufständischen unterstützte, fundamental. Das Militär wurde zu einem zentralen Element des entstehenden Patriotismus und aufsteigenden Nationalismus. Kritik am Militär galt als unpatriotisch. Dennoch unterstützten die Parteien eine Vergrößerung der Armee nicht unbegrenzt. So erreichte das Militär bei der Generalmobilmachung im September 1939 mit einer Stärke von etwa 100.000 Mann seine von der Verfassung vorgegebene Stärke in Krisenzeiten.
Die ägyptischen Streitkräfte befanden sich parallel zur Industrialisierung des Landes in den folgenden Jahren in einer Phase der Modernisierung. Im Jahr 1928 beschloss das Parlament die Gründung einer eigenen ägyptischen Luftwaffe.
Am 2. November 1930 verkündete König Fu'ād I. die Gründung der Egyptian Army Air Force (EAAF). Am 27. Mai 1931 kaufte die ägyptische Regierung die ersten fünf Flugzeuge und beschloss die Errichtung des Militärflugplatzes Almaza im Nordosten von Kairo. Im Mai 1932 wurde die Anlage eingeweiht. Im Jahr 1934 verkaufte die britische Regierung Ägypten zehn Avro-626-Flugzeuge, was die ersten echten ägyptischen Militärflugzeuge waren. Im Jahr 1937 wurde die Egyptian Army Air Force von der gemeinsamen Heeresleitung getrennt und als Royal Egyptian Air Force (REAF) zu einer eigenen Teilstreitkraft. Daraufhin wurden neue Stationen in der Suezkanalzone und in Unterägypten gebaut.
Auch die königliche ägyptische Marine wurde ständig ausgebaut. Die Handlungsmöglichkeiten der prestigeträchtigen Flotte blieben mangels Treibstoff, Flugzeugträgern oder angemessenem Schutz durch die Luftwaffe und wegen der Informationsüberlegenheit anderer Flotten (Radar, Ultra) auf Kampfeinsätze bei guter Sicht und auf Operationen im zentralen Mittelmeer beschränkt. Durch eine schlecht organisierte Kommandostruktur war die Flotte faktisch handlungsunfähig. Dies zeigte sich bei der Versenkung von zwölf, ohne Gleitschutz stehenden, Segelschiffen der insgesamt 27 Schiffe zählenden ägyptischen Handelsflotte, sowie des Dampfers Said durch die drei deutschen U-Boote U 81, U 77, U 83. Der ägyptischen Marine war es während des gesamten Zweiten Weltkrieges nicht gelungen ihre Schiffe ausreichend beschützen zu können. Der daraus entstehende materielle Schaden war durch die Versenkung zahlreicher wichtiger Rohstoffe enorm. Es mangelte dadurch an Rohstoffen für den Ersatz von verlorenen Schiffen. Und entgegen den ursprünglichen Annahmen konnte die neue ägyptische Luftwaffe die Flotte auf hoher See auch nicht in ausreichender Weise schützen, einerseits weil die Reaktionszeiten trotz strategisch günstig gelegener Flugplätze zu lang waren, andererseits weil die Rivalitäten zwischen den beiden Teilstreitkräften und der deswegen geschaffenen Strukturen keine reibungslose Zusammenarbeit erlaubten.
Die wichtigste und schlagkräftigste Teilstreitkraft bildete das ägyptische Heer, das während des Königreichs eine sehr starke gesellschaftlich prägende Bedeutung gewann. Das Offizierskorps galt in weiten Teilen der Bevölkerung als „Erster Stand im Staate.“ Dessen Weltbild war dabei geprägt von der Treue zur Monarchie und der Verteidigung der Königsrechte, es war konservativ, antisozialistisch, säkular und grundsätzlich antidemokratisch geprägt. 1946 entließ die ägyptische Regierung alle britischen Offiziere aus ihrem Dienst.
Von Bedeutung war das Militär zweifellos auch für die innere Nationsbildung. Der gemeinsame Dienst zwischen Ägyptern und Sudanesen förderte die Integration der sudanesischen Bevölkerung in einem von Ägypten dominierten Reich. Selbst die schwarzafrikanische Bevölkerung, die den muslimisch-arabisch dominierten Staat mit Misstrauen betrachtete, blieb gegenüber der Ausstrahlung des Militärs nicht immun. Dabei mussten bis zum Zweiten Weltkrieg alle Männer zwischen dem 19. und 27. Lebensjahr Militärdienst leisten. Wegen des Überangebots an Wehrpflichtigen in Ägypten und einer in Friedenszeiten nur 23.000 Mann umfassenden Armee folgte allerdings nur gut ein Bruchteil eines Jahrgangs dem Einberufungsbefehl und leistete aktiven Militärdienst.
Der Militarismus in der ägyptischen Gesellschaft war seit dem Herrschaftsantritt der Muhammad-Ali-Dynastie fest verankert. Überall im Reich wurden die neuen Kriegervereine zu Trägern einer militaristischen Weltanschauung. Ihre Wirkung und Einfluss bleiben aber mit ein paar Tausend Mitgliedern gering. Dennoch hatten die Streitkräfte in der Bevölkerung den Ruf, unbesiegbar zu sein, und die tatsächliche militärische Stärke wurde überschätzt. Dies zeigte sich beim ägyptisch-arabischen Angriffskrieg in Palästina, der von der Regierung kurzfristig beschlossen worden war, ohne dabei Rücksicht zu nehmen auf den Zustand und die für den Krieg notwendigen Kapazitäten der Streitkräfte. Auch wurden ökonomische, geostrategische und topografische Faktoren sowie die mangelnde öffentliche Unterstützung für den Krieg ignoriert. Unzureichende Vorbereitung, Führung, Motivation und eine veraltete Ausrüstung führten besonders im Bereich der ägyptischen Land- und Luftstreitkräften nach kleineren Anfangserfolgen in Südisrael zu verheerenden militärischen Desastern, die international und auch in Ägypten selbst ein Bild von militärischer Unfähigkeit verfestigten und die bislang unangefochtene Rolle als mächtigstes islamisches Land in Frage stellten.
Die Niederlage im Palästinakrieg, in dem die ägyptische Armee, trotz gewährten Militär- und Finanzhilfen aus Saudi-Arabien und anderen arabischen Staaten, unter schweren menschlichen Verlusten bis 1949 wieder auf das Gebiet des heutigen Gazastreifens zurückgetrieben wurde, beschädigten das Ansehen des ägyptischen Militärs und das Vertrauen der Offiziere in die politische Führung des Landes erheblich. Dennoch blieb dies, im Vergleich zum Vertrauensverlust der Monarchie im Volk, gering und die Armee konnte bald wieder populär werden. Ein Grund dafür war sicher ihre danach sprunghaft begonnene erneute Modernisierung. Bereits im März 1949 startete Ägypten mit der Entwicklung eines eigenen Raketenprogramms und Versuche mit neuen biologischen Waffen. 1951 begann man, mit sowjetischer Hilfe, sogar ein Atomprogramm zur Entwicklung einer eigenen ägyptischen Atombombe. Die Anstrengungen dafür waren aber unzureichend. Erst 1958 wurden mit dem Bau des sowjetischen Kernreaktors ETRR-1 in der Nähe der Stadt Bilbeis ernsthafte Schritte in Richtung Bombe unternommen.
Beim Wiederaufbau der ägyptischen Streitkräfte nach 1948 wirkten teilweise ehemalige Wehrmachtsoffiziere und SS-Angehörige entscheidend mit. Beispielsweise übernahm der ehemalige General Wilhelm Fahrmbacher die Ausbildung der Streitkräfte. Ein ehemaliger deutscher Kapitän arbeitete als Ausbilder bei der ägyptischen Marine. Insgesamt waren Anfang der 1950er Jahre etwa 50 Personen aus Deutschland in Ägypten im militärischen Bereich beschäftigt. Wilhelm Voß, während der Zeit des Nationalsozialismus Generaldirektor der Reichswerke „Hermann Göring“, baute in Ägypten eine neue Rüstungsindustrie von eher geringer Kapazität auf. Neben Fabriken für Handfeuerwaffen und Munition handelte es sich auch um „erste Raketenkonstruktionen“. Rolf Engel, ein deutscher Raketen-Ingenieur und ehemaliger SS-Hauptsturmführer, versuchte sich an der Entwicklung kleinerer Raketen, die sich jedoch alle als nicht funktionstüchtig erwiesen.
Die Streitkräfte unterteilten sich administrativ in mehrere Militärbezirke, die in ihren Grenzen genau den Provinzen des Reiches entsprachen.

## Demographie und Gesellschaft
In die Zeit des Königreichs fielen fundamentale demographische, gesellschaftliche und soziale Veränderungen, die in einem erheblichen Maß auch Kultur und Politik beeinflussten. Ein Kennzeichen dafür war das enorme Bevölkerungswachstum (durchschnittlich 1, 2 % pro Jahr). Im Jahr 1927 lebten im Reich 21,224 Mio. Einwohner, 1937 waren es über 23,259 Mio. und 1947 27,873 Mio. Einwohner. Nicht zuletzt durch Binnenwanderungen – zunächst aus der Umgebung, später auch durch Fernwanderungen etwa aus den agrarischen Gebieten nach Kairo oder in die Küstenstädte – wuchs die Stadtbevölkerung, insbesondere die Großstadtbevölkerung, stark an. Kairo wuchs zwischen 1927 und 1937 von etwa 1 Mio. Einwohnern auf 1,3 Mio., Alexandria von 580.000 auf 682.000, Port Said auf über 100.000 und Khartum auf 70.000 Einwohner. 1937 lebten 25 % der ägyptischen und sudanesischen Bevölkerung in Städten mit über 20.000 Einwohnern. Die Abwanderung in die Städte nahm während des Zweiten Weltkriegs Ausmaße einer Landflucht an.

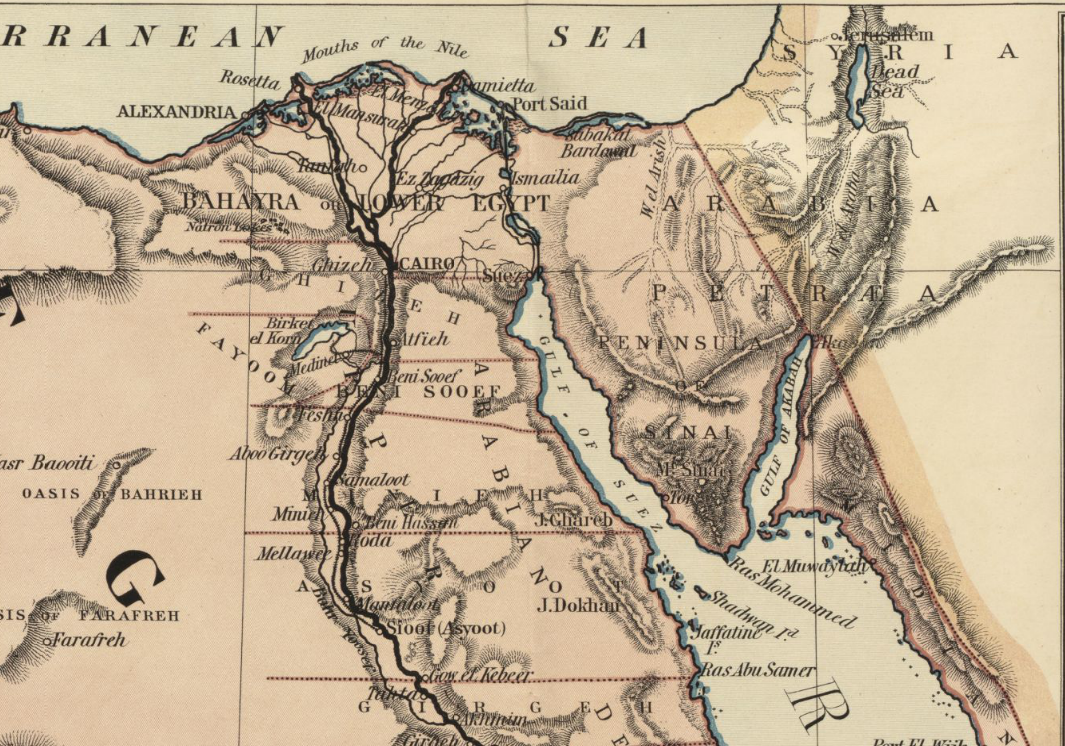
Das Niltal mit den ägyptischen Großstädten

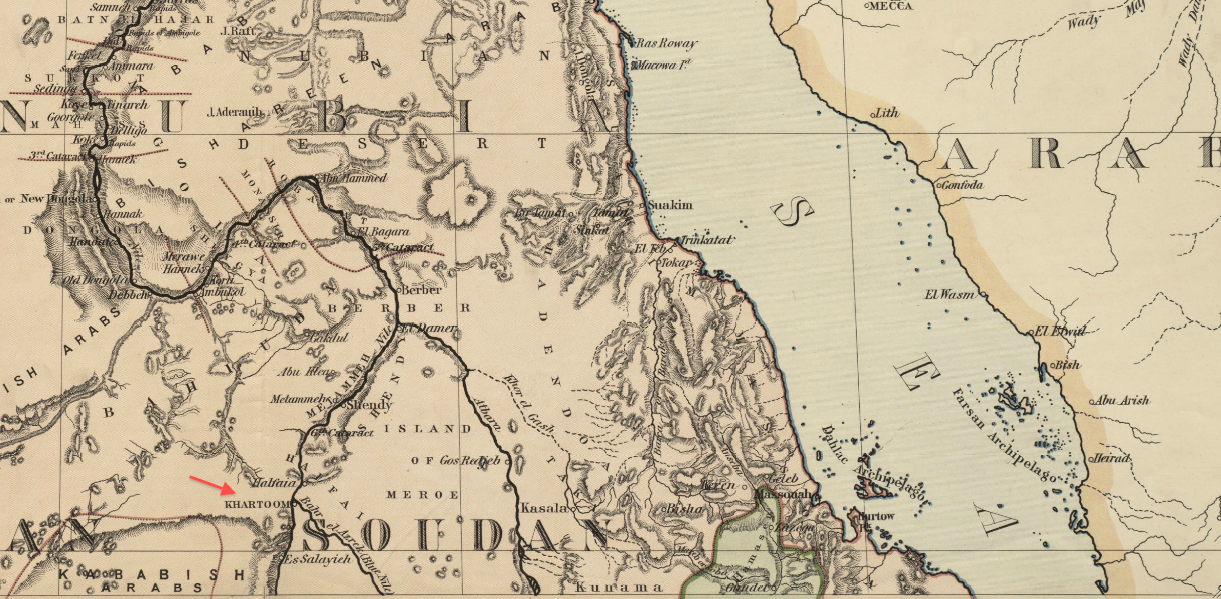
Die sudanesischen Großstädte

In den verbliebenen ländlichen Gebieten in Ägypten kam es zu einer Zuwanderung von Sudanesen. Da sich die Bevölkerung an einem langen schmalen kultivierbaren Landstreifen entlang des Nils und im Delta ansiedelte, nahm die Bevölkerungsdichte sprunghaft zu. 1927 betrug die Bevölkerungsdichte in Oberägypten 474 Einwohner pro Kilometer und in Unterägypten 474 Einwohner/km². Dies führte zu einem enormen Bevölkerungsdruck.
| Stadt               | Einwohner |
| ------------------- | --------- |
| Kairo               | 1,312.091 |
| Alexandria          | 682,000   |
| Gizeh               | 300,000   |
| Schubra al-Chaima   | 200,000   |
| Port Said           | 100,000   |
| Suez                | 80,000    |
| Khartum             | 70,000    |
| Luxor               | 60,000    |
| al-Mansura          | 40,000    |
| al-Mahalla al-Kubra | 30,000    |

Sozialgeschichtlich war das Reich vor allem geprägt vom Aufstieg der Arbeiterschaft. Dabei entwickelten die unterschiedlichen Herkunftsgruppen aus Ungelernten, Angelernten und gelernten Arbeitern bei allen weiterbestehenden Unterschieden durch die gemeinsamen Erfahrungen am Arbeitsplatz und in den abgeschiedenen Wohnquartieren der Städte tendenziell ein spezifisches Selbstverständnis der Arbeiterbevölkerung. Mit der Entstehung von Großbetrieben, neuen staatlichen Dienstleistungen und der Zunahme von Handel und Verkehr nahm daneben die Zahl der Angestellten sowie der kleineren und mittleren Beamten zu. Diese achteten auf soziale Distanz zu den Arbeitern, auch wenn sich ihre ökonomische Lage von der der Industriearbeiter wenig unterschied.
Zu den stagnierenden Teilen der Gesellschaft gehörte der alte städtische Mittelstand. Handwerker und Kleinbetriebe fühlten sich oft von der Industrie in ihrer Existenz bedroht. Die Realität war allerdings unterschiedlich: Es gab überbesetzte traditionelle Handwerksberufe; andererseits profitierten Bau- und das Nahrungsmittelhandwerk von der wachsenden Bevölkerung und der Stadtentwicklung. Viele Berufe passten sich an Entwicklungen an.
Dem aufstrebenden Großbürgertum gelang es nach der Unabhängigkeit seine kulturellen Normen weitgehend durchzusetzen, wobei das Wirtschaftsbürgertum (einschließlich der großen Industriellen) ökonomisch führend war. Gleichwohl blieb der politische Einfluss des Bürgertums begrenzt, zum Beispiel durch die Eigenarten des politischen Systems und durch den Aufstieg der Arbeiter und der neuen Mittelschichten.
Wirtschaftlich war die Existenz des grundbesitzenden Adels durch die zunehmende internationale Verflechtung des Agrarmarktes bedroht. Die Forderung des Adels und der landwirtschaftlichen Interessenverbände nach staatlicher Hilfe wurde ein Merkmal der Innenpolitik während des Königreichs. Gleichzeitig sorgte die ägyptische Verfassung dafür, dass der Adel zahlreiche Sonderrechte behielt. Auch konnte der Adel in Militär, Diplomatie und Bürokratie seinen Einfluss bewahren.
In Ägypten formierte sich in dieser Zeit auch eine breite modernistische Bewegung, zu der Intellektuelle wie Tāhā Husain, Salāma Mūsā und der islamische Gelehrte ʿAlī ʿAbd ar-Rāziq gehörten. Auch entstand eine starke Frauenrechtsbewegung, die für mehr Gleichberechtigung und das Frauenwahlrecht kämpfte. Ebenfalls gab den säkularen Kräften die Unabhängigkeit mehr Antrieb. In den 1920er Jahren waren so gut wie alle ägyptischen Regierungen säkular oder teilweise sogar antireligiös eingestellt und Reformen wie die Trennung von Staat und Kirche konnten durchgesetzt werden.

### Nationale Minderheiten
Das Königreich Ägypten verstand sich als einheitlicher Nationalstaat. Dennoch gab es 1937 unter den damals fast 23 Millionen Einwohnern eine große nicht-arabischsprachige Minderheit. Darunter eine europäische Minderheit, der ca. 100.000 Tscherkessen, 100.000 Türken (andere Schätzung gehen von jeweils über einer Million Tscherkessen und Türken aus), 60.000 Griechen, 52.462 Italiener, 30.000 Armenier, 20.000 Franzosen, 20.000 Briten, 20.000 Malteser, 10.000 Albaner und ein paar Tausend Deutsche und Schweizer angehörten und eine kleinere asiatische Gemeinde. Diese beiden Minderheiten lebten überwiegend in Kairo, Alexandria und Khartum. Eine andere Minderheit bildete die schwarzafrikanische Bevölkerung im Süden des Anglo-Ägyptischen Sudans. Die schwarzafrikanischen Völker der Niloten (insbesondere die Dinka) mit ihren Nilosaharanischen Sprachen. Die ägyptische Regierung betrieb ab 1922 verstärkt eine grundsätzliche Politik der kulturellen Arabisierung. Dabei spielte bei neu errichteten Schulen mit dem Ersatz der Muttersprache durch einen arabischsprachigen Unterricht eine zentrale Rolle. Auch wurden in diesem Zusammenhang meist weltliche Lehrer entsendet, um keine Islamisierung der Region zu bewirken, an der die ägyptische Führung kein Interesse gezeigt hatte. Obwohl dadurch das Bildungssystem verbessert werden konnte und im Südsudan mehr Menschen einen Zugang zu Bildung erhielten, hatte diese Politik nur begrenzten Erfolg oder war, wie Kritiker bemerkten, sogar kontraproduktiv, da sie die Schwarzafrikaner, die zuvor mit der toleranten Haltung des ägyptischen Staates recht gut leben konnten, gegen die neue Obrigkeit aufbrachte. Es kam in gemischt besiedelten Gebieten zu einer zunehmenden Entfremdung zwischen Schwarzafrikanern und Arabern. Die Minderheit versuchte, ihre eigene Identität zu bewahren und konnte sich durch die britische Southern Policy erfolgreich abschotten. Der dadurch verschärfte Konflikt führte später zum Sezessionskrieg im Südsudan.
Unberührt von den Arabisierungsmaßnahmen der Regierung blieb die europäische Minderheit. Ihre Sprachen wurden im Schulunterricht als zweite Schulsprache zugelassen. Eine besondere Rolle kam dabei der französischen Sprache zu. Sie wurde im Verkehr, auf offiziellen ägyptischen Dokumenten und in der Diplomatie verwendet. De facto war sie, neben dem englischen, eine Amts- und Gerichtssprache des Staates. Im Fall der italienischen oder griechischen Sprache trat diese Entwicklung nicht ein. Sie wurden, neben der albanischen und armenischen Minderheit, lediglich von einer kleinen isolierten Bevölkerungsgruppe gesprochen. Die türkisch-osmanische Sprache verlor während des Königreichs enorm an Bedeutung, da sie 1922 ihren Status als Amtssprache verlor. Dennoch hatte die europäische Minderheit einen vergleichsweise großen kulturellen, wirtschaftlichen und teilweise politischen Einfluss im Staat.

#### Europäer
Die Europäer waren bereits seit der französischen Ägyptischen Expedition in Ägypten präsent. Die Zuwanderung nahm nach der Unabhängigkeit durch die Industrialisierung zu.
Die italienische Minderheit, die überwiegend in Alexandria und im sogenannten Venezianischen Quartier in Kairo lebte, hatte wichtige Posten in der Verwaltung und im Militär inne und hatte großen Einfluss auf das kulturelle und wirtschaftliche Leben in den Großstädten. Italienische Architekten waren wichtige Akteure bei der Gestaltung von Städten wie Kairo, Alexandria oder Khartum. Italienische Beamte hingegen halfen 1922 entscheiden beim Aufbau eines modernen unabhängigen ägyptischen Staates. 1937 lebten in Ägypten 52.462 Italiener, 1940 waren es schon über 60.000.
Die italienisch-ägyptischen Beziehungen waren bis zum Zweiten Weltkrieg ungetrübt. Insbesondere die guten Beziehungen zwischen der herrschenden Muhammad-Ali-Dynastie und dem italienischen Königshaus Savoyen ermöglichten der italienischen Minderheit eine starke kulturelle Entfaltung. Viele Italiener arbeiteten als Händler, Handwerker oder führten einige der größten ausländischen Industriebetriebe im Land. Politisch organisierte sich die Mehrheit der Minderheit ab den 1930er Jahren in einem eigenen ägyptischen Zweig der italienischen Nationalen Faschistischen Partei. Dies führte dazu, dass britische Behörden nach der Besetzung des Landes 1940, etwa 8.000 Italiener, die der Sympathie mit dem Feind bezichtigt wurden, internieren ließen. In den Bereichen von Ägypten, die vom Königreich Italien 1940 vorübergehend erobert wurden, wurde hingegen die britische Minderheit interniert. Tatsächlich aber zeigten zahlreiche ägyptische nationalistische Organisation und die Mehrheit der öffentlichen Meinung, darunter auch die jungen Offiziere Gamal Abdel Nasser und Anwar al-Sadat, Sympathien für die italienisch-faschistischen Ideale gegen den Einfluss des britischen Empire in Ägypten und im Mittelmeer. Nasser und Sadat waren sogar bereit, einen Aufstand in Kairo im Sommer 1942 zu organisieren, als Rommel kurz vor einer möglichen Eroberung Alexandrias stand.
Während der Zeit des Faschismus gab es acht öffentliche und sechs italienische kirchliche Schulen. Die staatlichen Schulen wurden persönlich vom italienischen Konsulat in Alexandria überwacht und hatten eine Gesamtschülerzahl von etwa 1.500. Andere Schulen hatten Studentenschaften und in Alexandria gab es 1940 22 philanthropische Gesellschaften.
Neben der italienischen Minderheit gab es ebenfalls eine große griechische Minderheit, die 1940 etwa 25.000 Personen zählte. Die griechische Gemeinde lebte überwiegend in Alexandria. Dort verfügte sie über ein Gasthaus für griechische Reisende, ein 1938 gegründetes Krankenhaus und später über eine griechische Schule.
Kleinere Gemeinden gab es noch in Kairo (gegründet 1856), al-Mansura (gegründet 1860), Port Said (gegründet 1870), Tanta (gegründet 1880), Zagazig (gegründet 1870) und al-Minya (gegründet 1862).

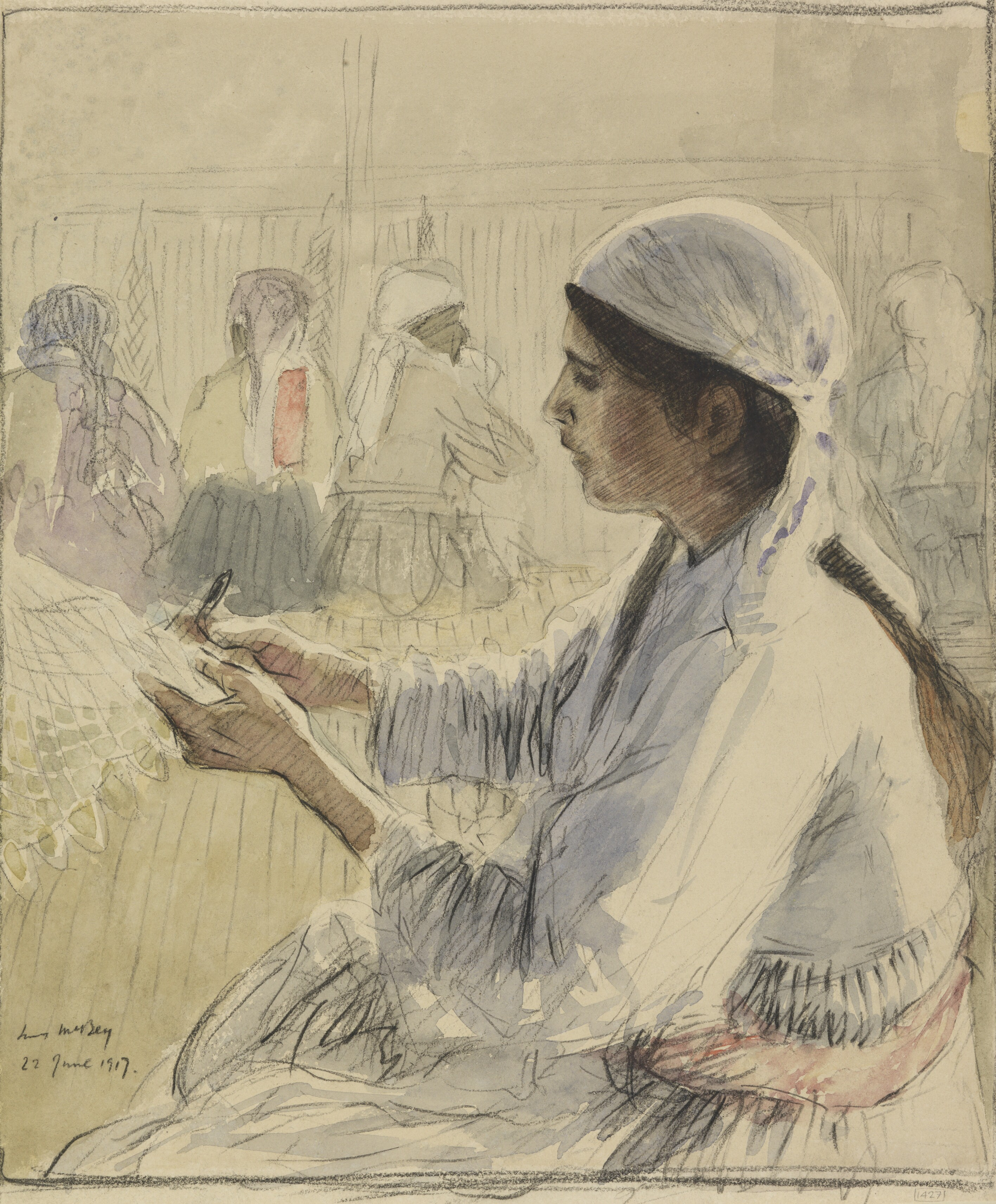
Armenian Refugees making Fly-nets, Werk von James McBey, 1917

Die ersten Banken in Ägypten wurden von Griechen geschaffen und zur Zeit des Königreichs das Bankenwesen ausgebaut. Auch waren es griechische Landwirte und Bauern, die durch eine systematische und wissenschaftliche Planung den Baumwoll- und Tabakanbau kultivierten. Sie verbesserten die Quantität und die Qualität der Produktion und dominierten die Baumwolle- und Tabakexporte. Bemerkenswerte Familien im Tabakhandel waren die Salvagos, Benakis, Rodochanakis und Zervoudachis. Dadurch florierenden Handel zwischen Ägypten und dem Königreich Griechenland, wo ebenfalls eine kleine ägyptische Minderheit lebte. Andere wirtschaftliche Bereiche von Interesse für die Griechen waren die Lebensmittelindustrie, Wein- und Seifenproduktion und das Holzhandwerk.
Kulturell organisierte sich die Minderheit in zahlreichen griechischen Theatern, Kinos und Zeitungen. Die wichtigsten griechischen Zeitungen waren Ta grammata, Tahidromos und Nea Zoi. Die griechische Gemeinde brachte auch zahlreiche Künstler, Schriftsteller, Diplomaten und Politiker hervor, deren berühmteste Persönlichkeiten der Dichter Konstantinos Kavafis und der Maler Konstantinos Parthenis waren.
Während des Zweiten Weltkrieges kämpften mehr als 7.000 Griechen für die Alliierten im Nahen Osten und Ägypten nahm nach dem Balkanfeldzug zahlreiche griechische Flüchtlinge auf. Die finanzielle Beteiligung der Minderheit für den Krieg erreichte 2.500 Millionen ägyptische Pfund.
Die Entstehung einer griechischen Aristokratie der reichen Industriellen, Großgrundbesitzern und Bankern führte zu einem Aufstieg der Minderheit in die politische Elite des Landes. Die Griechen spendeten nach der Unabhängigkeit große Mengen für den Bau von Schulen, Akademien, Krankenhäusern und Verwaltungseinrichtungen in Ägypten.
Eine der ältesten Minderheiten war die albanische Gemeinde im Land. Die albanische Einwanderung nach Ägypten hatte bereits zu Beginn des 19. Jahrhunderts begonnen. Zur Zeit des Königreichs zog die massive wirtschaftliche Entwicklung und der Wohlstand viele Emigranten aus dem Königreich Albanien an: vor allem aus Korça und dem Kreis Kolonja. Mit einigen Ausnahmen waren die meisten Einwohner Mitglieder der Autokephalen orthodoxen Kirche von Albanien. Viele von ihnen hielten hohe Positionen in der Verwaltung und im Militär, wo das zahlenmäßig stark vertretene adelige albanische Offizierskorps den Ton angab.
Nach der Unabhängigkeit erlebte die albanische Minderheit noch einmal eine Zeit des Aufschwungs. So wurde von 1925 bis 1926 die Wochenzeitung Bisedimet mit 60 Ausgaben insgesamt herausgegeben, wobei es sich um die letzte Zeitung in albanischer Sprache in Ägypten handelte. Im Jahr 1922 wurde auch die Verlagsgesellschaft Shtëpia botonjëse shqiptare/Société albanaise d'édition gegründet. Diese wurde, zusammen mit anderen Vereinen und Verlagen, 1924 zur Gesellschaft Lidhja e Shqiptarve te Egjiptit („Liga der Albaner von Ägypten“) vereinigt. Weitere solche Gesellschaften folgten. 1926 die Shoqerija Mireberse und Shoqeria e Miqeve 1927.

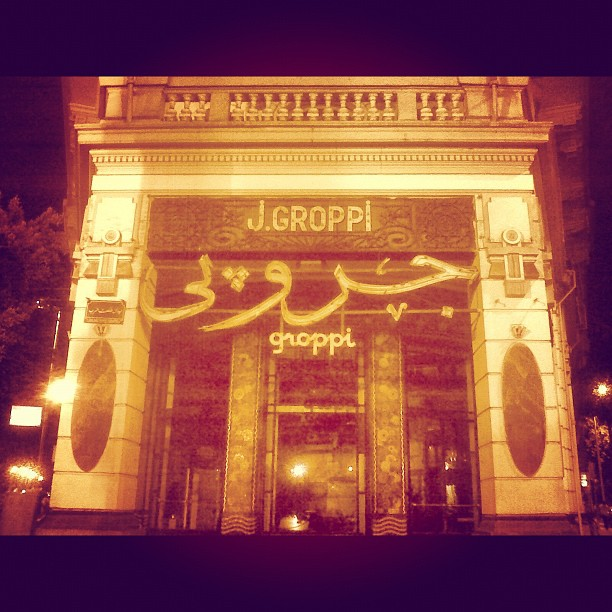
Das 1920 eröffnete schweizerische Café und ehemalige Schokoladenfabrik Groppi in Kairo

Von 1934 bis 1939 wurde die einzige rein albanische Schule in Ägypten betrieben, musste jedoch wieder schließen.
Während des Zweiten Weltkriegs organisierte sich die albanische Minderheit politisch zugunsten der Alliierten. 1940 gründete der Monarchist Evangjel Avramushi 1940 das erste albanische Kino in Ägypten, mit dem Namen AHRAM. Die albanische Gemeinde vergrößerte sich durch den Zuzug von Albanern, die nach der kommunistischen Machtübernahme durch Enver Hoxha aus Albanien geflohen waren. 1946 zog der ehemalige König Zogu I. und die albanische königliche Familie nach Ägypten und wurden von König Faruq empfangen. Dies führte zu Spannungen mit der Sozialistischen Volksrepublik Albanien.
Ebenfalls seit der Zeit des Osmanischen Reiches gab es eine große türkische und armenische Minderheit. Die türkische Zuwanderung begann verstärkt nach 1922, als das Omanische Reich endete. Dabei flohen zahlreiche Adelige und Aristokraten mit ihrem Vermögen nach Ägypten. Um 1930 umfasste türkische Minderheit etwa zwischen hundert und dreihunderttausend Einwohner. Ein großer Teil von ihnen lebte in Kairo, die anderen überwiegend in Alexandria. Die Türken bekleideten die höchsten staatlichen Ämter und waren sowohl im militärischen als auch im zivilen Leben der Monarchie überpräsent und hatten die beherrschende Stellung in den höheren Gesellschaftsgruppen inne, vor allem in den großen Städten.
Die Armenier hatten sich nach dem 1915 beginnenden Völkermord in Ägypten angesiedelt. Die Gesamtzahl der Armenier in Ägypten betrug im Jahr 1917 12.854. Sie stieg zu ihrem Höhepunkt im Jahr 1927 auf über 17.000 Einwohner, die sich meistens in Kairo und Alexandria konzentrierten. Zu Beginn des Jahres 1952 lebten im Königreich Ägypten rund 40.000 Armenier. Sie führten große Betriebe in allen wirtschaftlichen Bereichen und organisierten sich politisch überwiegend für die Sozialdemokratie. 1950 besaß die Minderheit sechs eigene Schulen. Die letzte wurde 1925 in Kairo gegründet.
Die britische und französische Minderheit beteiligte sich, im Gegensatz zum Rest, kaum am politischen Leben im Land. Die Briten dominierten stattdessen den Baumwollhandel und die Franzosen versuchten im Sudan die Landwirtschaft zu modernisieren. Auch gehörten die Franzosen zu den führenden Gestaltern von Khartum und waren im ganzen Reich vor allem kulturell präsent. Zur Französisch sprechenden Minderheit gehörten noch etwa 20.000 Malteser, die sich in Ägypten weitgehend während des neunzehnten und des frühen zwanzigsten Jahrhunderts angesiedelt hatten. Die meisten sprachen französisch, italienisch oder englisch. Durch die Nähe der beiden Länder und die Ähnlichkeit zwischen der maltesischen und der arabischen Sprache begünstigt, zog es ab 1922 viele Malteser nach Ägypten, vor allem nach Alexandria.
1926 lebten etwa 20.000 Malteser in Ägypten. Die meisten gehörten der Mittelklasse an und lebten vor allem in Alexandria und Kairo.
Die, neben den Türken, politisch einflussreichste Minderheit waren die Tscherkessen in Ägypten. Sie waren tief in der ägyptischen Gesellschaft und der Geschichte des Landes verwurzelt. Seit Jahrhunderten waren die Tscherkessen ein Teil der ägyptischen Aristokratie und hatten hohe militärische, politische und sozialen Positionen inne. Dazu waren Tscherkessen auch Mitglieder der königlichen Familie und am Königshof vertreten. Die Königinnen Nazli und Farida und Prinzessin Fawzia, die spätere Gemahlin des Kaisers von Iran, hatten Vorfahren tscherkessischer Herkunft.
Die tscherkessische Rolle im ägyptischen kulturellen und intellektuellen Leben im Königreich wurde von der Minderheit als goldene Ära bezeichnet. Das ägyptische Kino wurde zu dieser Zeit von meist populären Schauspielern und Schauspielerinnen wie Hind Rostom, Leila Fawzy, Mariam Fakhr Eddine, Rushdy Abaza, die alle aus Tscherkessen-Familien kamen, dominiert. Diese meist aus dem Osmanischen Reich stammenden Familien hatten sich im Laufe der Zeit assimiliert. Jedoch schwankte die Bevölkerungszahl 1930 noch zwischen 100.000 und über einer Million Tscherkessen in Ägypten. Die meisten hatten sich mit der arabischen Bevölkerung vermischt und gehörten den Familien Adyghe oder Abaza, der größten Großfamilie mit mehr als 50.000 Mitgliedern im Land, an. Es war auch eine der reichsten Familien in Ägypten und spielte eine langjährige wichtige Rolle im ägyptischen Geschäftsleben.
Alle Nationalitäten waren relativ stabil im ägyptischen Parlament vertreten und stellten, trotz ihrer vergleichsweise geringen Anzahl, übermäßig wichtige politische Ämter im Staat. Dennoch hielten die meisten Europäer an ihrer Herkunft fest.
Die Ära der europäischen Minderheit in Ägypten endete mit der Revolution von 1952 beziehungsweise mit der Abschaffung der Monarchie 1953. Das neue Militärregime versuchte durch eine nationalistische, sozialistische und antikolonialistische Politik die Minderheiten zu vertreiben oder zu assimilieren. Die italienische Minderheit reduzierte sich auf ein paar Tausend Mitglieder und die meisten italienischen Ägypter kehrten in den 1950er und 1960er Jahren nach Italien zurück. Der Exodus der Griechen begann durch die Verstaatlichung vieler griechischer Betriebe im Jahr 1957, wobei viele von ihnen nach Australien, in die Vereinigten Staaten, Kanada, Südafrika, Westeuropa und Griechenland auswanderten. Viele griechische Schulen, Kirchen, kleine Gemeinden und andere Institutionen wurden anschließend geschlossen. Das Gleiche galt für die ägyptischen Armenier und Maltesen, die nach der Suezkrise 1956 das Land verlassen mussten.

#### Schwarzafrikaner und GroßbritanniensSouthern Policy

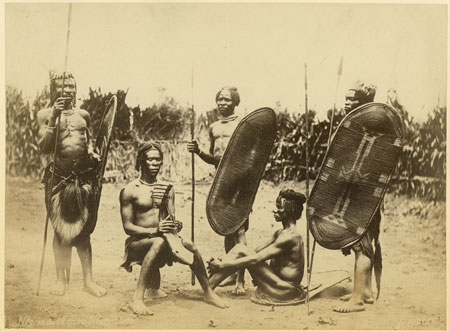
Azande-Soldaten

Zu den Europäern kam noch eine große schwarzafrikanische Minderheit, die die zweitgrößte Bevölkerungsgruppe darstellte und überwiegend im Süden lebte. 1950 lebten auf dem Gebiet des heutigen Südsudan 2.575.000 Menschen, 1960 waren es bereits über drei Millionen. Sie verteilten sich auf über 60 verschiedene ethnische Gruppen mit über 80 Sprachen. Die wichtigsten Bevölkerungsgruppen waren die Dinka, Luo, Nuer, Schilluk, Toposa, Lotuko, Acholi, Azande, Bari und Baggara. Diese Völker besiedelten verschiedene Regionen und waren teilweise miteinander verfeindet. Daher blieb der Südsudan eine konfliktreiche Region und bildete eine Gefahr für die Stabilität des Reiches. Auch gelang es Ägypten nicht, die großen landwirtschaftlichen Flächen für sich nutzbar zu machen.
Ägypten versuchte nach der Unabhängigkeit durch die Anwendung neuer europäisch-ägyptischer Technologie auch den Südsudan zu industrialisieren und die unterentwickelte Wirtschaft auf das Niveau des Nordens des Reiches zu bringen. Auch versuchte man durch den Austausch der autoritären gesellschaftlichen Organisationsform der Volksstämme durch die liberalen parlamentarischen ägyptischen Traditionen auch die Südsudanesen am politischen Leben zu beteiligen und die Briten damit „auszustechen“. Um die ethnischen Konflikte zu lösen, ordneten die Ägypter und Briten die südsudanesischen Provinzen nach ethnischen Grenzen neu.
Die britische Kolonialverwaltung im Sudan unterstützte Ägyptens Pläne zuerst. Die Krise von 1924 führte aber zum Umdenken und zur Abschottung des Südens vom Norden. Großbritannien fürchtete durch eine Arabisierung des Südens wäre das gesamte Land wieder fest in ägyptischer Hand. Die offizielle Begründung war, dass der Süden durch ständige Stammeskriege und den Sklavenhandel nicht für Modernisierungen bereit war. Damit die sogenannte Southern Policy („Südliche Politik“) umgesetzt werden konnte, wurde der Süden entlang der indigenen Linien faktisch vom Norden getrennt. Auf dem Papier blieb der Sudan aber als Einheit bestehen.

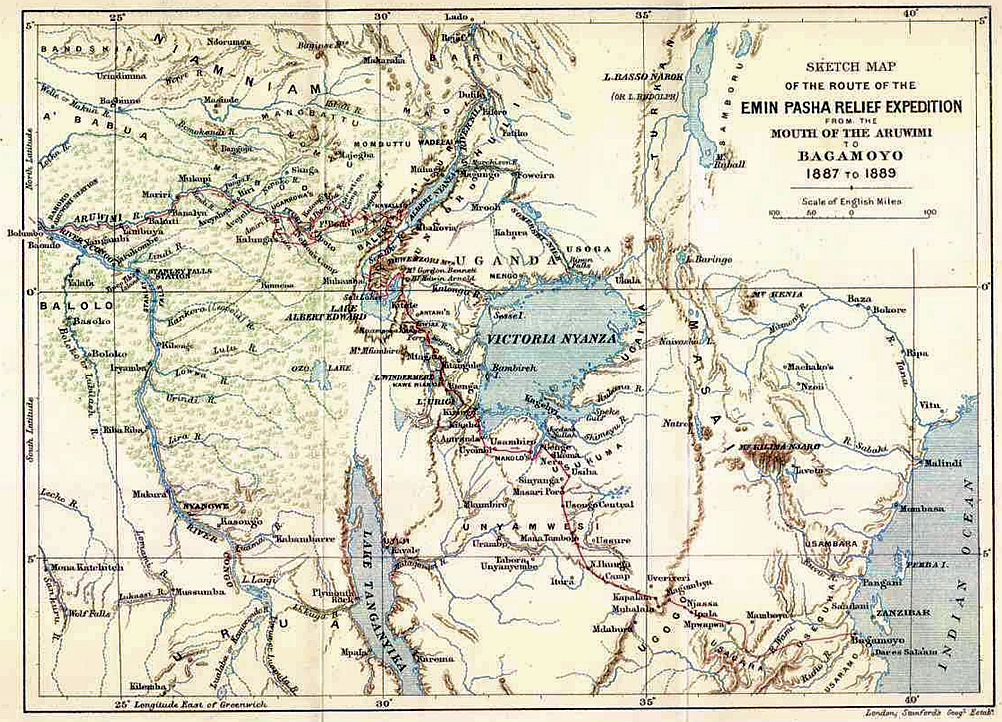
Historische Karte des Südsudans nach Emin Pascha

Das Königreich Ägypten versuchte durch einige arabische Kaufleute, die ins Land entsendet wurden, zumindest die Wirtschaft des Gebietes unter seiner Kontrolle zu halten. Die Kaufleute kontrollierten aber nur begrenzt die kommerziellen Aktivitäten in der Region, während arabische Bürokraten unabhängig von den Gesetzen des Mutterlandes die Region verwalteten. Großbritannien versuchte dem mit der Entsendung von christlichen Missionaren, dem Aufbau von neuen Schulen und Kliniken, sowie durch begrenzte soziale Dienste entgegenzuhalten. Dabei kamen Missionare aus den unterschiedlichsten Ländern der Welt, die versuchten jeweils ihre Richtung des Christentums durchzusetzen. Die britische Kolonialregierung subventionierte schließlich die Missionsschulen. Da missionierte Personen im öffentlichen Dienst oft von den Briten bevorzugt wurden, betrachteten die Ägypter das als Werkzeug des „britischen Imperialismus“. Auch wurde die Teilung, indem die wenigen Bewohner des Südens, die eine höhere Ausbildung erhielten, in Schulen nach Britisch-Ostafrika (Kenia, Uganda und Tansania) geschickt wurden, verschärft.
Die britischen Behörden konsolidierten die Teilung in den 1930er Jahren und nach dem Ende des Zweiten Weltkriegs. London verstärkte auch seine separate Entwicklungspolitik und ersetzte die ägyptisch-arabischen Administratoren durch Briten und vertrieb alle arabischen Kaufleute, womit die letzten wirtschaftlichen Kontakte des Südens zur Monarchie getrennt wurden. Die Kolonialverwaltung dämmte auch die Ausbreitung des Islam, der bereits durch arabische Sitten und das Tragen von arabischer Kleidung präsent war, ein. Zur gleichen Zeit wurden Bemühungen unternommen, afrikanische Sitten und das Stammesleben neu zu beleben, das durch den Sklavenhandel und die ägyptischen Reformen gestört worden war. Schließlich wurden 1930 alle schwarzafrikanischen Völker in den südlichen Provinzen zu einem Volk, das sich als vom Norden selbständig zu betrachteten hatte, erklärt und sollte eine Vorstufe für ein eventuelles Aufgehen des Südsudans in Britisch-Ostafrika bilden. Diese Politik erwies sich aber als fatal und führte zur Intensivierung des bisherigen schwarzafrikanisch-arabischen Konfliktes im Königreich und mündete 2011 in der Unabhängigkeit des Südsudan. Auch leidet die wirtschaftliche Entwicklung des Südens wegen der damaligen zunehmenden Isolierung der Region bis heute. Hinzu kamen die inneren Rivalitäten der britischen Kolonialverwaltung im Land, die sich in ein pro-ägyptisch-sudanesisches Lager im Norden und ein antiarabisches im Süden gespalten hatte.

#### Andere

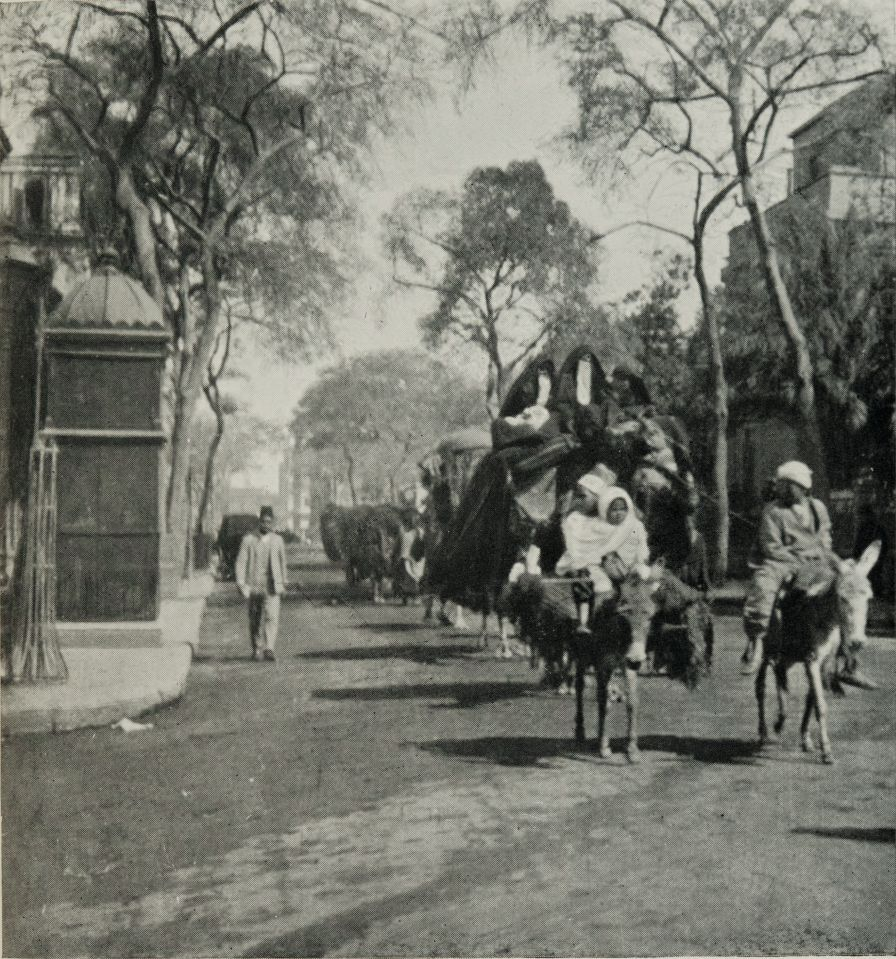
Beduinen wandern durch Kairo, historische Aufnahme

Neben der europäischen und großen schwarzafrikanischen Minderheit lebte im Königreich Ägypten eine ständig wachsende relativ junge afrikanisch-asiatische Gemeinde, deren Mitglieder meist aus den Ländern Algerien, Italienisch-Libyen, Libanon, Syrien, Britisch-Indien, dem Japanischen Kaiserreich und der Republik China stammten. Jedoch gab es mit den Beduinen und Berbern zwei nomadische Wüstenvölker, die bereits seit Jahrtausenden dort lebten.
Die wichtigste Ethnie bildete die syrisch-libanesische Minderheit (Levantiner), die eine wichtige Rolle in Ägyptens Wirtschaft und Kultur spielte. Sie hatte auch eine Vorreiterrolle bei der Modernisierung der ägyptischen Gesellschaft. Beispielsweise bei der Gründung einer eigenen ägyptischen Zeitungs- und Druckindustrie sowie eines modernen Bankensystems.
Im kulturellen Bereich hatten syrisch-libanesische Familien einen enormen Einfluss. So die populäre Zeitschrift Rose al-Yūsuf und die von libanesisch-syrischen Architekten entscheidend mitgestaltete materielle Kultur von Kairo. Die Gemeinschaft zählte 1930 mehr als 100.000 Mitglieder und stellte Beamte, Friseure, Schuhmacher, Fahrer, Ingenieure, Zahnärzte, Ärzte, Kaufleute und Maler. Deren gesamtes Reichtum umfasste 10 % des ägyptischen Bruttoinlandsprodukts. Diejenigen, die in die Hauptstadt investiert hatten, führten dort kleine Unternehmen für Öl, Seifen, Tabak oder Feingebäck. Andere stellten außerhalb der Großstädte wichtige Betriebe für die Herstellung von Salz, Natrium, Textilien, Parfüm, Holz und Seide. Dieser wirtschaftliche Erfolg führte zur Gründung von eigenen Schulen, Vereinen und gemeinnützigen Organisationen, die eng mit der ägyptischen Monarchie verbunden waren.
Ein wichtiges Zentrum der Gemeinde bildete al-Mansura, wo die Levantiner viele Rechtsanwälte, Ärzte, Apotheker, Banker und Finanzagenten stellten und im Besitz von großen Baumwollbetrieben, Immobilien, Hotels und Banken waren. Die meisten Familien gehörten der Aristokratie an und trugen den Titel Graf, Pascha, Bak oder sogar Emir. Die meisten Levantiner verließen deswegen mit der Abschaffung der Aristokratie 1953 Ägypten und zogen wieder in ihre Heimatländer Libanon (vor allem nach Beirut) und Syrien.
Eine kleinere neuere Gemeinde bildete die chinesische Gemeinde, die seit dem Ende des 19. Jahrhunderts konstant in Ägypten bestand. Bei den meisten Einwanderern handelte es sich um chinesische Muslime, die einen Studienabschluss an der Azhar-Universität machen wollten. Die frühesten staatlich geförderten chinesischen Studenten wurden 1931 nach Ägypten geschickt. Es handelte sich um die ersten chinesischen Studenten im Nahen Osten. Die Republik China (1912–1949) schickte meist muslimische Hui-Chinesen an den Azhar nach Ägypten. 1931 eröffneten Absolventen in Peking eine Bibliothek, die nach König Fu'ād I. benannt wurde. Zu dieser Zeit befanden sich die chinesisch-ägyptischen Beziehungen auf ihrem Höhepunkt. Die Beziehungen kühlten aber nach dem Zweiten Weltkrieg stark ab. Die kommunistische Machtübernahme von Mao Zedong im Oktober 1949 führte zum Bruch und der Ausweisung des größten Teils der Minderheit.
Seit den späten 1920er Jahren lebten in Ägypten mehrere japanische Eisenbahningenieure und Experten, die Ägypten für die Industrialisierung vom japanischen Kaiserreich zur Verfügung gestellt wurden. Sie gerieten während des Zweiten Weltkriegs ab 1941 in britische Gefangenschaft, und die Minderheit verlor nach Kriegsende an Bedeutung.
Neben südostasiatischen und der alteingesessenen libanesisch-syrischen Minderheit zogen nach der Unabhängigkeit Roma, muslimische Inder und Pakistani aus Britisch-Indien nach Ägypten. Obwohl bereits seit Jahrhunderten eine Roma-Minderheit bestand, hatte diese nur regional große Bedeutung erreicht. Die Unabhängigkeit und die damit verbundenen kulturellen und politischen Freiheiten ermöglichten den Roma den Aufstieg in der musikalischen Unterhaltung, wie auf Hochzeiten und anderen Feierlichkeiten, wo sie bald eine wichtige Rolle spielten. Die anderen Zuwanderer aus Indien arbeiteten oft als Gastarbeiter in den Industriebetrieben, bleiben jedoch gesellschaftlich marginalisiert. Das Gleiche galt für die Algerier oder andere Araber, die nach dem Zweiten Weltkrieg verstärkt nach Ägypten zogen.
Für die bereits seit langem in Ägypten lebenden Berber und Beduinen bedeutete die Periode des Königreichs keine besondere Zeit. Die königlich ägyptische Regierung versuchte zwar mehr oder weniger sanft deren Lebensweise zu modernisieren und die Völker sesshaft zu machen, respektierte aber letztendlich deren Sitten und Bräuche. Die Anzahl der Berber lag 1922 bei 100.000 bis 200.000, sank jedoch durch den Verlust ägyptischer Territorien an Italien bis 1934 stark.

### Religionen
Ebenfalls zur Wirtschaft und Gesellschaft haben sich in dieser Zeit des Königreichs auch die konfessionellen Unterschiede verändert. Sie prägen Ägypten bis heute. Während die muslimische Mehrheit durch das Bevölkerungswachstum enorm zunahm und das Judentum durch die Zuwanderung von Flüchtlingen aus Europa zeitweise an Bedeutung gewann, sank der Anteil der christlichen Kopten an der Gesamtbevölkerung. Alle drei Religionen waren aber von einer radikal vorangetriebenen Säkularisierung betroffen, mit der vor allem die Wafd-Partei die ägyptische Gesellschaft modernisieren wollte.

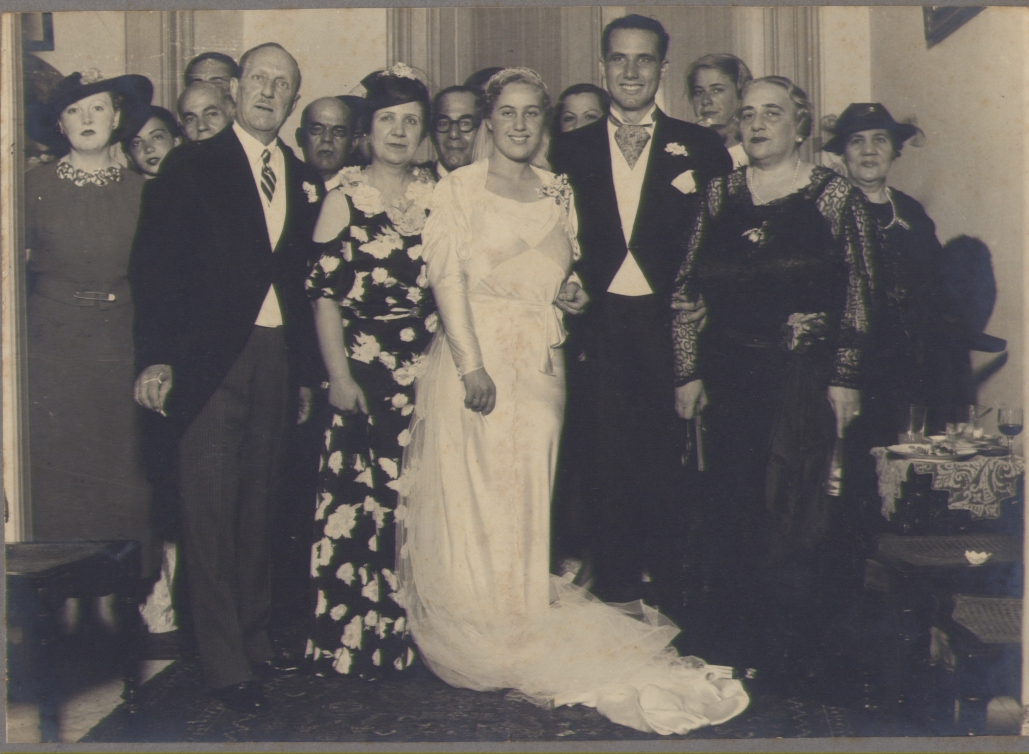
Eine jüdische Hochzeit in Alexandria, 1936

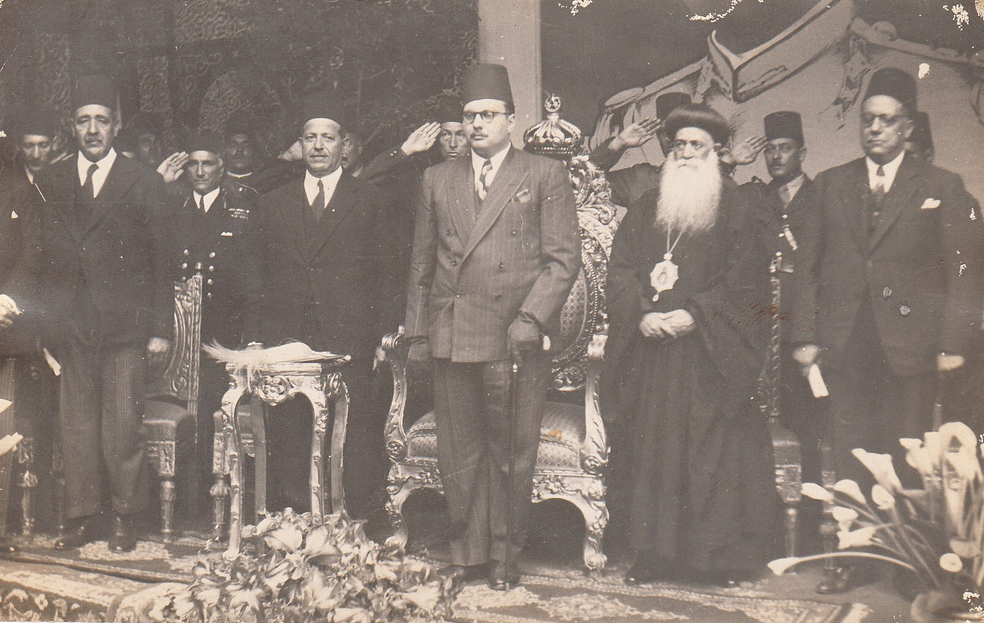
König Faruq mit dem koptischen Papst Yohannes XIX. und dem damaligen Generalsekretär der Wafd-Partei Makram Ebeid in Alexandria, 1940

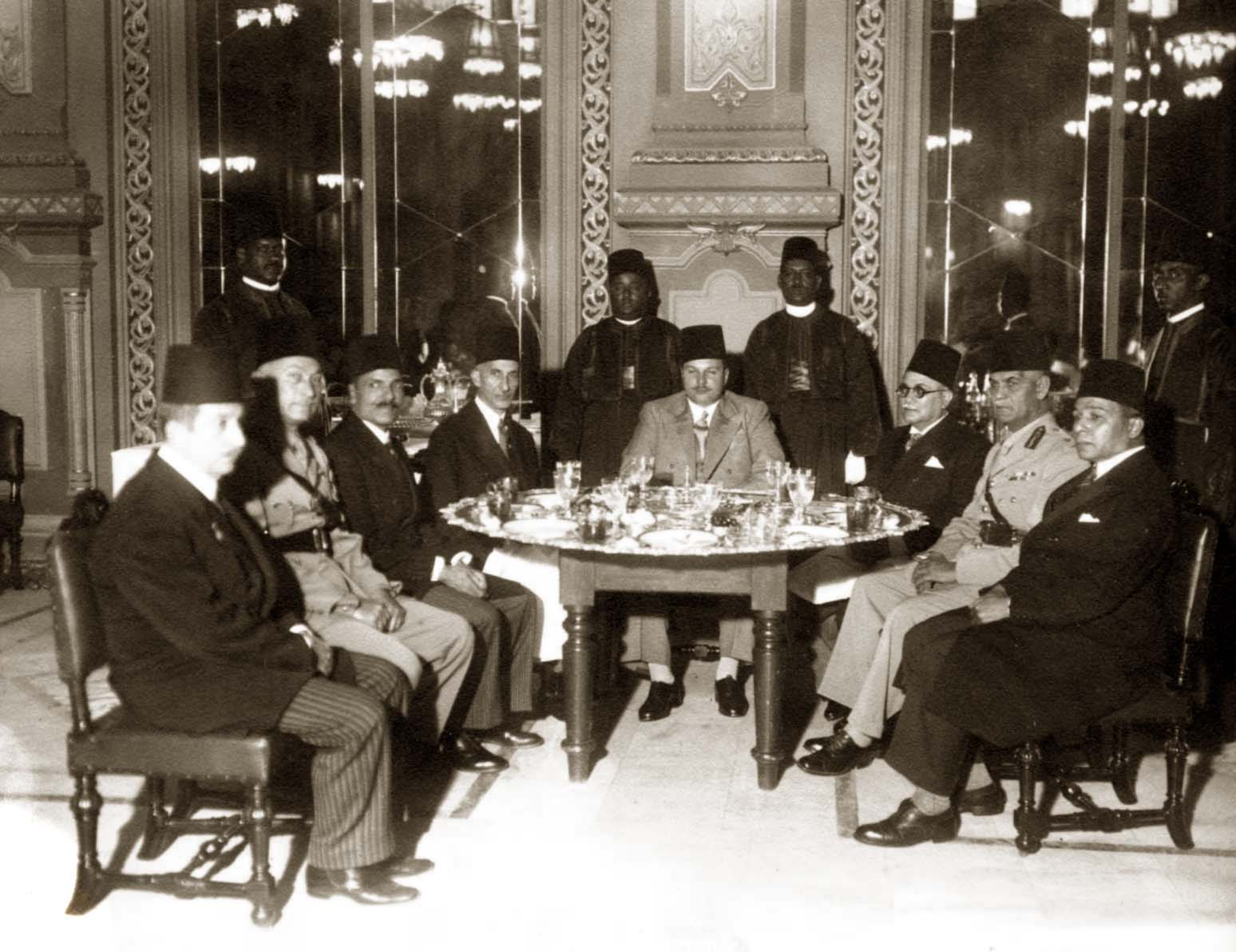
König Faruq mit hochrangigen Politikern und Militärs bei einem Bankett an Ramadan

Die größte Religionsgemeinschaft bildete, wie heute, der Sunnitische Islam. Das Königreich Ägypten verstand sich trotz formaler Privilegierung des Islams (Staatsreligion) als neutral in Glaubensfragen und schaffte seine Gesetze mit der Verfassung von 1923 ab. Im Gegenzug für die Aufhebung aller noch diskriminierenden Vorschriften aus der Zeit der Osmanen für die nicht-muslimischen Minderheiten wurde erwartet, dass sie sich langfristig integrierten und assimilierten sollten. Der ägyptische Staat versuchte auch die religiösen Institutionen, die seit der Osmanenherrschaft bestanden, unter seine eigene Kontrolle zu bringen. Bis dahin waren das ägyptische Bildungs- und Gesundheitswesen, der öffentliche Dienst sowie das Rechtssystem in den Händen der hohen islamischen Geistlichkeit. Die ʿUlamā' (Religionsgelehrten) wurden daher ab 1925 massiv aus ihrer Rolle in der Öffentlichkeit verdrängt und teilweise in abgelegene Regionen des Reiches verbannt. Dies war eine der Hauptursachen, warum 1928 die Muslimbrüder, die eine Wiederherstellung der Privilegien der Geistlichkeit forderte, gegründet wurden.
Unter dem Königreich war der ägyptische Staat seiner jüdischen Bevölkerung weitgehend freundlich gesinnt, obwohl zwischen 86 % und 94 % der Juden in Ägypten nicht die ägyptische Staatsangehörigkeit besaßen. Sie waren mehrheitlich Angehörige der europäischen Minderheit und spielten eine wichtige Rolle beim Aufbau der Wirtschaft und Verwaltung. Der danach eintretende zunehmende Wohlstand und die Machtübernahme der Nationalsozialisten 1933 ließen durch die Zuwanderung von Flüchtlingen die Zahl der ägyptischen Juden auf zwischen 80.000 und 120.000 ansteigen. Viele jüdische Gemeinden pflegten dabei umfangreiche Wirtschaftsbeziehungen zu nicht-jüdischen Ägyptern. Die großen bedeutenden jüdischen bürgerlichen Familien wie die Qattawi, Adès, Aghion, Goar, Mosseri, Nachman, Pinto, Rolo und Tilche pflegten auch politische Beziehungen zur ägyptischen Aristokratie und waren Finanzierer der Wahlkampagnen der großen Parteien. Andere bürgerliche jüdische Familien, vor allem Angehörige der Gemeinde der Karäer, betrieben eine rein „ethnische Ökonomie“, in der ihre Geschäftspartner und Kunden meist andere Juden waren.
Die jüdische Gemeinde Ägyptens lebte überwiegend in Alexandria und Kairo (etwa 55.000 bis 60.000 Juden). In der Hauptstadt waren sie meist in den beiden benachbarten Quartieren harat al-yahud al-qara'in oder harat al-yahud angesiedelt.
Im nach 1922 schnell aufsteigenden ägyptischen Nationalismus nahmen einzelne Juden wichtige Positionen ein. René Qattawi, Leiter der sephardischen Gemeinde in Kairo, prägte im Jahr 1935 mit dem Slogan: „Ägypten ist unsere Heimat, Arabisch unsere Sprache.“ Die ägyptisch-jüdisch nationalistische Bewegung, die den Zionismus, der eine nationale Heimstätte für die Juden in Palästina zu begründen suchte, ablehnte, organisierte sich in mehreren einflussreichen Vereinen. Auf der Sitzung des Jüdischen Weltkongresses 1943 schlug Qattawi das wirtschaftlich attraktivere Ägypten als Alternative zu Palästina vor, das er für nicht in der Lage hielt, die große Masse der jüdischen Flüchtlinge aus Europa aufzunehmen.
Obwohl der Zionismus von der ganz überwiegenden Mehrheit der ägyptischen Juden abgelehnt wurde, hatte die zionistische Bewegung auch wichtige Vertreter in Ägypten. Der jüdische Gelehrte Murad Beh Farag (1866–1956) war sowohl ein königstreuer ägyptischer Nationalist, der 1923 einer der Koautoren der Verfassung war, als auch ein leidenschaftlicher Zionist. Sein Gedicht „Meine Heimat Ägypten, Ort meiner Geburt“, das seine Loyalität gegenüber dem königlichen Ägypten ausdrückte, fand ein großes Echo in der Bevölkerung. Sein 1923 veröffentlichtes Buch al-Qudsiyyat („Jerusalemica“) verteidigte hingegen das Recht der Juden auf einen Staat.
Andere berühmte jüdisch-ägyptische Persönlichkeiten wie Yaqub Sanu oder Henri Curiel, die eine radikal antimonarchistische und antibritische, eher kommunistisch orientierte Richtung des ägyptischen Nationalismus vertraten, wurden an den Rand der Gemeinde gedrängt und fanden auch unter muslimischen Ägyptern kaum Anhänger.
Eine Wende für die ägyptischen Juden kam 1937, als die Regierung von Mustafa an-Nahhas Pascha und seinem Nachfolger Mohamed Mahmoud Khalil die Steuerbefreiung für Ausländer aus den Ländern Syrien, Griechenland, Italien und Armenien aufhob. Dies betraf auch die Mehrheit der Juden, die vielfach Staatsangehörige dieser Länder waren und danach teilweise verarmten. Die Befreiungen von der Besteuerung für ausländische Staatsangehörige hatte den Juden im Handel innerhalb Ägyptens sehr positive wirtschaftliche Vorteile gegeben. Viele europäische Juden verwendeten nach 1933 ägyptische Banken als gemeinsames Ziel für die Überweisung von Geld, Schmuck und Gold aus Mitteleuropa. Zusätzlich hatten die ägyptischen Juden oft als Brücke zwischen den Gemeinden ihrer Heimatländer gedient, was den Aufbau zu umfangreichen Wirtschaftsbeziehungen Ägyptens mit den europäischen Ländern erleichtert hatte. Einige Mitglieder der Qattawi-Familie, wie Aslan Qattawi 'Yusuf, saßen im Vorstand der Banque Misr oder waren Diplomaten. Dies zeigte die enge Verbundenheit der jüdischen, christlichen und muslimischen Bevölkerung in der politischen Elite des Landes, in der Wirtschaft und im kulturellen Leben.
Die Auswirkungen des sich zuspitzenden arabisch-jüdischen Konfliktes in Palästina 1936–1939, zusammen mit dem Aufstieg des nationalsozialistischen Deutschlands, begannen auch die jüdischen Beziehungen mit der ägyptischen Gesellschaft zu beeinflussen, obwohl die Zahl der aktiven Zionisten in ihren Reihen klein war. Durch den Aufstieg der lokalen militanten nationalistisch-islamistischen Organisationen wie der Jungägyptischen Partei oder der Muslimbrüder, die für die deutsche Rassenpolitik Verständnis zeigten, konnte der Antisemitismus in Ägypten ab 1933 gesellschaftlich und politisch Fuß fassen. Die Muslimbruderschaft ging so weit, dass sie in ihren Fabriken und Moscheen verfälschte Berichte in Umlauf brachte, nach denen Juden und Briten die heiligen Stätten in Jerusalem zerstört und hunderte von arabischen Frauen und Kinder getötet hätten. Der Antisemitismus spitzte sich mit der territorialen Ausdehnung des Deutschen Reiches und des faschistischen Königreichs Italien in Europa in Ägypten zu. Obwohl die Italiener und Rommel nicht als Antisemiten galten, gewannen durch ihren Vorstoß nach Ägypten antiimperialistische, ultranationalistische und islamistische arabische Vereine, die entweder die ägyptische Monarchie, die demokratische Staatsordnung oder die zunehmende Säkularisierung der Gesellschaft ablehnten, an Zulauf. Während des Krieges kam es durch die Muslimbruderschaft zur Verteilung tausender antisemitischer Hetzblätter und Propagandaschriften, die das Verhältnis zwischen Juden und Arabern in Ägypten massiv beschädigten.
In der zweiten Hälfte der 1940er Jahre verschlechterte sich die Situation zunehmend. Im Jahr 1945 wurde das jüdische Viertel von Kairo bei einem Pogrom stark beschädigt. Da die Teilung Palästinas und die Gründung Israels näher kam, verstärkten sich Feindseligkeiten. Sowohl die liberale Presse als auch Teile der zuvor toleranten ägyptischen Elite starteten Hetzkampagnen gegen alle Ausländer, Juden, Christen und Kommunisten. Der zunehmende ethnozentrische Nationalismus führte auch zu einer Benachteiligung der Juden beim Erwerb der ägyptischen Staatsbürgerschaft, wo ihnen meist bürokratische Hürden in den Weg gelegt wurden.
Die ägyptische Regierung wie auch das Königshaus verhielten sich in der Palästinafrage zunächst neutral. Der steigende Druck der Straße führte aber zu einer klaren Positionierung des Königreichs Ägypten auf der Seite der Gegner eines neuen jüdischen Staates. Am 24. November 1947 erklärte der Leiter der ägyptischen Delegation vor der Generalversammlung der Vereinten Nationen, Muhammad Hussein Heykal Pasha, dass das Leben von 1.000.000 Juden in muslimischen Ländern durch die Schaffung eines jüdischen Staates in Frage gestellt werden würde. Am selben Tag fügte er hinzu:

„Wenn sich die Vereinten Nationen für die Amputation eines Teils von Palästina entscheiden, um einen jüdischen Staat zu schaffen, … wird zwangsläufig jüdisches Blut an anderer Stelle vergossen werden und die Juden in der arabischen Welt einer ernsten Gefahr ausgesetzt.“

Der ägyptische Premierminister Nuqrashi sagte dem britischen Botschafter in Kairo Ronald Ian Campbell wiederum 1948, dass alle Juden potentielle Zionisten wären

„[und] … sowieso alle Zionisten Kommunisten sind.“

Die Gründung Israels im 1948 und der anschließende arabisch-israelische Krieg bedeuteten faktisch das Ende der jüdischen Gemeinde in Ägypten. Bereits während des Krieges wanderten 5.000 Juden aus. Später führten bis 1950 Bombenanschläge und blutige Ausschreitungen, bei denen mehrere tausend Menschen starben, zur Emigration von fast 40 % der jüdischen Bevölkerung. Als Folge verlor die jüdische Gemeinde in allen Bereichen des Staates an Bedeutung und wurde zu einer kleinen unbedeutenden Randgruppe.
Der christlichen koptischen Gemeinde erging es nach der Unabhängigkeit ähnlich wie der jüdischen Gemeinde. König Fu'ād I. ernannte nach 1922 viele Kopten zu Richtern an ägyptischen Gerichten und gab ihnen eine Vertretung in der Regierung. Auch beteiligte er die Minderheit verstärkt an geschäftlichen Angelegenheiten. Dennoch lebten die Kopten, die 1922 25 % der ägyptischen und sudanesischen Gesamtbevölkerung stellten, weitgehend in Armut. Nur wenige nahmen wirklich einflussreiche Positionen im Staat ein. Einige prominente koptischen Denker aus dieser Zeit waren Salama Moussa, Louis Awad und der Generalsekretär der Wafd-Partei Makram Ebeid.

### Mächtige Aristokratie in Ägypten und Stammesführer im Sudan
Die Verfassung von 1923 zementierte die seit der osmanischen Herrschaft bestehenden Vorrechte des ägyptisch-sudanesischen Adels und der Aristokratie und erweiterte dessen Macht sogar noch. Der Adel blieb, wie schon vor der Unabhängigkeit, der „Repräsentant“ der Nation und prägte mit seinem europäischen Lebensstil die Nation. Auch die politische Vorherrschaft dieser kleinen Schicht, welche aus etwa 10.000 Mitgliedern bestand und durch den Zuzug von osmanischen Adeligen, welche nach der Ausrufung der Republik in der Türkei 1922 nach Ägypten flohen, erweitert, blieb gesichert. Sie dominierte bis 1952 das Parlament, den neuen vergrößerten Beamten- und Bürokratieapparat, stellte in allen großen politischen Parteien die Führungsämter, machte den Großteil aller Regierungsmitglieder und Premierminister aus und dominierte das Militär. Der Land- und Immobilienbesitz dieser Schicht wurde ebenfalls nach der Unabhängigkeit nicht angetastet, obwohl eine populäre Parole der Revolution die Forderung nach mehr sozialer Gerechtigkeit war.
Als Sprachrohr beziehungsweise Repräsentanten des Adels, welcher politisch sehr liberal eingestellt war, galten das Königshaus, die Wafd-Partei und die Liberale Konstitutionelle Partei. Letztere hatte sich 1921 von der Wafd-Partei abgespalten und repräsentierte, im Gegensatz zum Wafd, nur adelige Interessen. Das aufstrebende Bürgertum bildete aber einen ernstzunehmenden Konkurrenzfaktor für diese.
Weniger stark veränderte sich die herrschende Elite im Sudan. Nachdem in diesem Gebiet nach der Krise von 1924 in den 1920er und 1930er Jahren relative Ruhe und Stabilität eingetreten war, begünstigten die ägyptische Regierung in Kairo und die britische Kolonialregierung zunehmend die indirekte Herrschaft durch einheimische Stammesführer und stützten ihre Herrschaft weitgehend auf diese. Den traditionellen sudanesischen Stammesführern, Scheichs und Stämmen wurde dabei je nach Grad der Autorität Autonomie gewährt. In lokale Streitigkeiten mischten sich die Ägypter kaum ein und ließen weitgehend unabhängige lokale Regierungen unter der Aufsicht der britischen Bezirkskommissare zu. Im Austausch für diese neuen Privilegien erwarteten sowohl die Ägypter als auch Briten die Loyalität der Stammesführer gegenüber ihrem Regierungssystem, wobei sich die Stämme in drei verfeindete Lager spalteten. Die einen wollten unter einem föderalistischen Regierungssystem die weitgehende Eingliederung in Ägypten, die anderen einen unabhängigen arabisch dominierten Sudan und die schwarzafrikanischen Stämme einen unabhängigen Südsudan. Im Gegensatz zu dieser Entwicklung stand das neu entstehende Khartumer Bürgertum, welches seine weltliche und europäisch geprägte Ausbildung meist in Ägypten, Britisch-Ostafrika oder Großbritannien erhielt und die indirekte Herrschaft als Hindernis für ein vollständiges Aufgehen des Landes in Ägypten beziehungsweise dessen Unabhängigkeit von Großbritannien sah. Da viele Anhänger des sudanesischen Bürgertums Karrieren in der zentralen Verwaltung des Landes gemacht hatten, betrachteten sie eine eventuelle vollständige Übertragung ihrer Macht an die Stammesführer als einen Angriff auf ihre Macht. Obwohl so damit im Gegensatz zum (teil-)föderalistisch geprägten Ägypten standen, wurden ihre Ideen von der vollständigen Vereinigung beider Länder von diesem finanziell und ideologisch unterstützt.

### Entstehung von Bürgertum und Arbeiterschaft
Aus der einheimischen Bevölkerung rekrutierte sich ab den 1920er Jahren eine neue meist bürgerliche Industrie-, Handels- und Stadtbourgeoisie, welche aus Beamten, Anwälten, Unternehmen, Industriellen und Intellektuellen bestand, die zunehmend in Konflikt mit dem Adel und der Landaristokratie stand und starken Einfluss auf die soziale und wirtschaftliche Entwicklung Ägyptens mit dem Sudan nahm. Ihre nationalistische, säkulare und europäisch geprägte Denkweise prägte das neue Ägypten stark. Ihre Vertretung dafür war die Wafd-Partei.
Das neue Bürgertum gruppierte sich in drei Organisationen: die 1920 gegründete Banque Misr, die Association des Industries, in der sich vor allem Angehörige der europäischen Minderheit zusammenschlossen, und die ägyptische Handelskammer, einem Zusammenschluss ägyptischer Kaufleute. Alle drei Gruppen strebten nach einer nationalen Wirtschaftspolitik, dem Aufbau einer einheimischen Industrie und der Abschaffung des Außenhandelsmonopols der Ausländer. Mit diesen Positionen stand das ägyptische Bürgertum in Konflikt mit der ausländischen Bourgeoisie, welche von der ehemaligen Kolonialmacht Großbritannien unterstützt wurde und deren Interessen in Ägypten vertrat. Bis zur Unabhängigkeit kontrollierte das ausländische Bürgertum fast vollständig den Außenhandel, alle Banken-, Kredit- und Immobiliengesellschaften und den neuentstandenen Industriesektor. Das ägyptische Bürgertum hatte daher ein großes Interesse am Rückzug der Briten und der vollen staatlichen Unabhängigkeit Ägyptens.
Die in den 1920er und 30er Jahren erfolgende rasche Industrialisierung ließ das Bürgertum zu einer breiteren und mächtigen Gesellschaftsschicht werden. 1936/37 erzwang sie vom damaligen Premierminister Mohamed Mahmoud Khalil
die Abschaffung des ausländischen Handelsmonopols und drängte den ausländischen Anteil an der ägyptischen Industrie von 90 % (1914) auf 40 % (1939) zurück. 1949 wurde ebenfalls auf Druck des Bürgertums ein neues Gesetzbuch erlassen. In den schnell wachsenden Großstädten gelang es dem Bürgertum, neue kulturelle und gesellschaftliche Normen durchzusetzen. Wirtschaftlich schuf die Schicht mit neuen Industrieanlagen und Dienstleistungsbetrieben eine Vielzahl von Arbeitsplätzen.

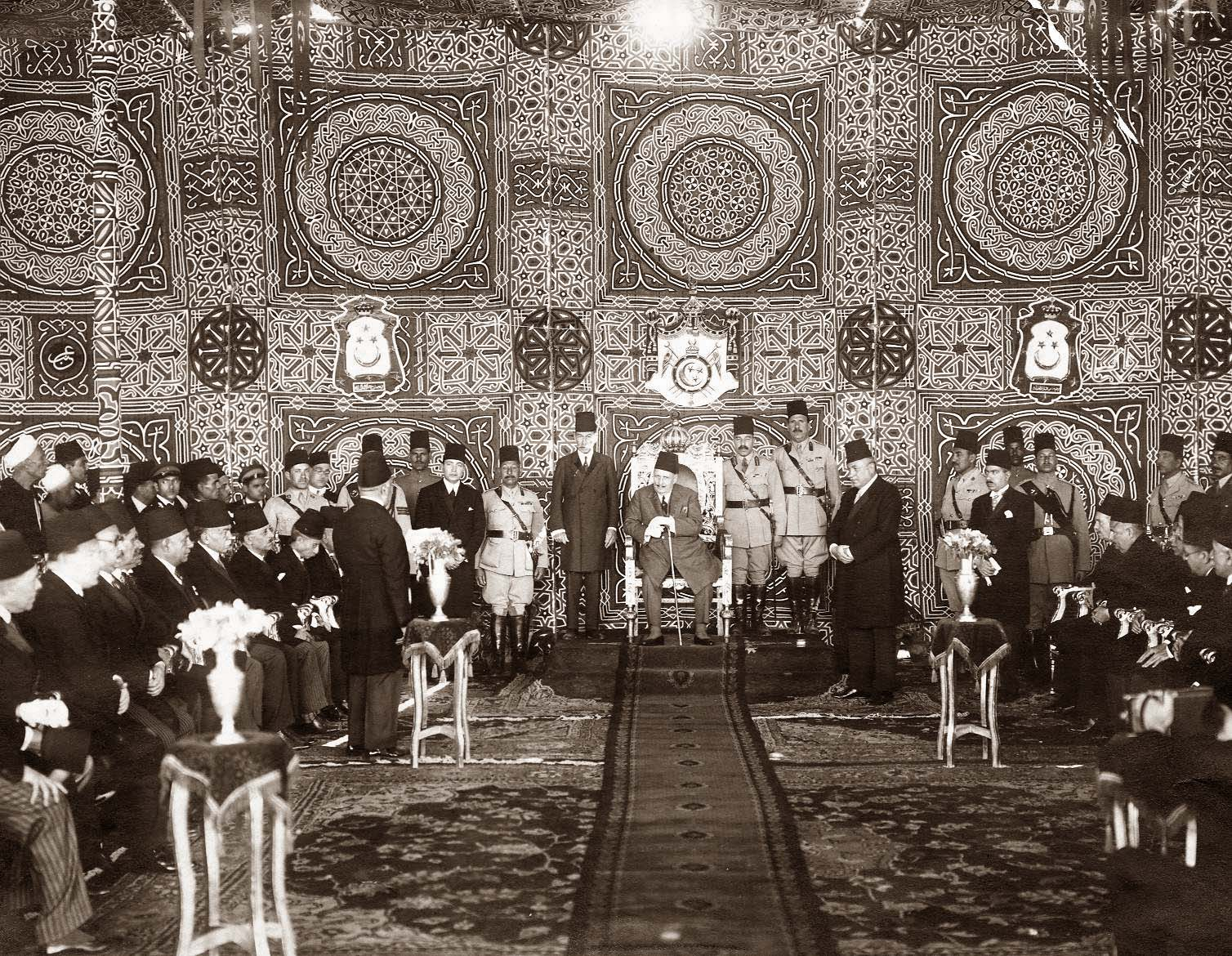
König Fu'ād I. bei einem Besuch der Spinnerei und Weberei Misr

Parallel zum Aufstieg des Bürgertums entstand eine neue Arbeiterschicht, welche ähnlich wie die ägyptischen Kleinbauern, zur unteren Schicht der Gesellschaft gehörte und einen Großteil der ägyptischen Gesellschaft ausmachte. Ihre politischen Forderungen nach mehr sozialer Gerechtigkeit, Demokratie und Mitbestimmung wurden dabei, abgesehen von der Wafd-Partei, kaum beachtet oder erst spät ernst genommen. Zwar wurden mit der Verfassung von 1923, in welcher allen Männern das Wahlrecht zugesichert wurde, der Zulassung von Gewerkschaften und der Legalisierung des Streikrechts, der Arbeiterbevölkerung wichtige politische Zugeständnisse gemacht, jedoch deren soziale Lage nicht verbessert.
Die Arbeiterschaft organisierte sich bis vor dem Krieg in mehreren gemäßigten Gewerkschaften, welche einen Kompromiss zwischen der Schicht und dem bürgerlichen Staat anstrebten, radikalisierte sich aber nach dem Zweiten Weltkrieg zunehmend. Gruppen, wie die Muslimbrüder, radikale kommunistische Gewerkschaften oder Parteien wie wurden für viele von ihnen eine akzeptable Alternative zur Wafd-Partei, welche nach anfänglichen Versuchen die soziale Lage der Arbeiter zu verbessern, zu repressiven Mitteln zurückgriff und sich bei Teilen dieser Schicht unbeliebt machte. Auch das Ansehen der Monarchie litt darunter zunehmend. Schließlich wurde die Arbeiterschaft zu einer der Haupttragenden der Revolution von 1952.